# Bildhauerkunst

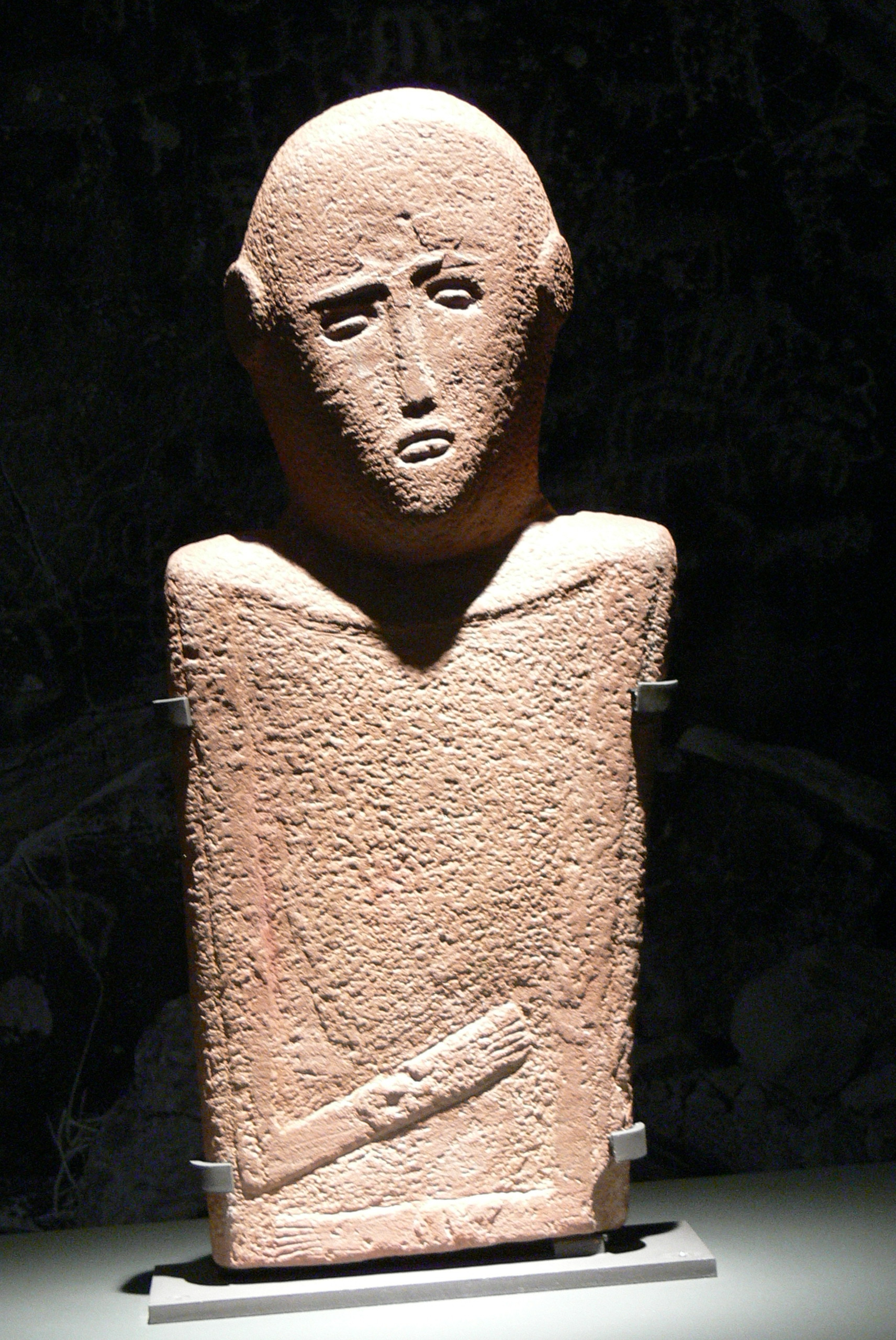
Anthropomorphe Stele des 4. Jahrtausends v. Chr. aus El-Maakir-Qaryat al-Kaafa; Nationalmuseum, Riad

Bildhauerkunst bezeichnet die Gattung der bildenden Kunst, in der aus festen Stoffen bestehende, dreidimensionale Bildwerke geschaffen wurden und werden.

## Zum Begriff und seinen Synonymen
Obwohl ein Bildhauer ursprünglich ein Handwerker ist, der seine Skulpturen aus dem Stein herausschlägt, wird der Begriff Bildhauerkunst heute als Oberbegriff für alle körperhaft gestalteten, visuell wahrnehmbaren Kunstwerke verwendet. Mit derselben Bedeutung werden auch die Gattungsbegriffe Skulptur und Plastik verwendet. Die Grundbedeutung von Skulptur und Plastik ist jedoch ein einzelnes Bildwerk.
Im wörtlichen oder engeren Sinn kann man unterscheiden: Eine Plastik entsteht durch „Antragen“ von weichem Material und einen Aufbau von innen nach außen, eine Skulptur dagegen durch Abschlagen und Wegschneiden von hartem Material. Eine solche Unterscheidung wird im realen Sprachgebrauch jedoch nur selten getroffen, überwiegend gelten die beiden Begriffe als Synonyme (siehe dazu Plastik).
Der Begriff Bildhauerei kann ebenfalls die Bildhauerkunst als Gattung bezeichnen, er bezieht sich aber eher auf den handwerklichen oder beruflichen Aspekt der Tätigkeit. Bildnerei ist eine veraltete Bezeichnung für die Bildhauerkunst.

## Allgemeines zu Material und Form
Die Ausgangsmaterialien bestimmen die Arbeitstechniken des Bildhauers. Sie sind abhängig von der vorgesehenen Funktion des Werks und beeinflussen seine Gestalt und Bedeutung. Obwohl in der Geschichte die unterschiedlichsten Materialien zu Bildwerken dienten, können doch immer wieder gewisse Vorlieben und Traditionen festgestellt werden. Das klassische Material unter den Metallen ist die dauerhafte Bronze. Stein und Keramik stehen ihr im Hinblick auf Dauerhaftigkeit kaum nach, während Holz und Bein kostengünstigere Optionen für den Hersteller waren. Kern und Oberfläche können aus verschiedenen Materialien bestehen: Wir wissen, dass griechische Marmorfiguren und andere antike Skulpturen durchweg bemalt waren, was in der Regel bis auf mikroskopische Reste verloren ging. Antike Bronzen waren zum Teil vergoldet. Geschnitzte mittelalterliche Kultbilder waren manchmal in goldene Bleche gehüllt. Ansonsten war die Holzplastik bis zur Renaissance durchweg bemalt, auch diese Fassungen sind oft aus Unverstand oder Geschmacksgründen entfernt worden.
Seit vielen Jahrzehnten suchen nun Bildhauer neue Wege und neue Materialien, oft greifen sie auf Elemente zurück, die schon einen Fertigungs- und Benutzungsprozess hinter sich haben (ready-made) oder von der Natur vorgeformt sind (Land Art). So hat die zeitgenössische Kunst eine Reihe von nicht-traditionellen Medien hervorgebracht, die oft der Bildhauerkunst zugerechnet werden: Ton- und Lichtskulpturen, Montagen, Collagen, Assemblagen, Environments, Installationen, Kinetische Skulpturen und andere.
Eine wichtige formale Kennzeichnung betrifft den Grad der Plastizität. So ist eine Rundplastik oder Freiplastik, wie sie uns z. B. an Denkmälern auf öffentlichen Plätzen begegnet, ein für eine Ansicht von allen Seiten konzipiertes Bildwerk, während eine Vollplastik noch eine Bindung an Reliefgrund oder Wand haben kann. Unabhängig davon sind alle Gestaltungsvarianten zwischen blockhaft geschlossenen, in sich ruhenden Volumina und raumgreifenden, Zwischenräume einschließenden, unscharf begrenzten Körpern möglich. Zur Bindung an eine bestimmte Umgebung oder zur Heraushebung dienen der Plastik Sockel, Postamente, Konsolen, Baldachine, Nischen, Tabernakel und andere Architekturelemente. Beim Relief sind alle Grade der Erhebung aus dem Grunde möglich, vom stark erhabenen, mit vollrunden Details arbeitenden Hochrelief über das Halbrelief zum malerisch wirkenden Flachrelief (Bas-Relief), ja sogar dem Negativrelief der altägyptischen Kunst. Das Relief ist ein übliches Medium für Figurengruppen und erzählerische Darstellungen. Es ist die naheliegende Form für Bauplastik, insbesondere Friese und die Dekoration kunsthandwerklicher Objekte.
Da Skulptur mit der Architektur die Dreidimensionalität gemein hat, steht sie oft in absichtsvollem Zusammenhang mit dieser. Dabei können die plastischen Elemente konstruktiv eingebunden (Atlanten, Karyatiden, Schlusssteine, Kapitelle) oder auch nur mehr oder weniger reversibel angefügt (Reliefs, Balustradenaufsätze, Nischenfiguren) sein.
Bildhauerkunst spielt sich in sehr unterschiedlichen Größenordnungen ab. Das reicht von der Mikroschnitzerei in Kirschkernen über die Reliefs auf Gemmen und Kameen, Münzen, Medaillen und Plaketten über Kleinplastiken (z. B. Netsukes) und Porzellanfigurinen zur Großplastik; diese wiederum umfasst alles zwischen lebensgroßer statuarischer Plastik und überlebensgroßer Monumentalskulptur wie dem 108 m hohen Rekordhalter Zhongyuan Buddha.

## Funktionen und Themen
Ferner lassen sich Bildwerke nach Zweckbestimmung und Thema untersuchen und systematisieren:
Die Herstellung von Bildwerken zu kultischen Zwecken, sei es zur Verehrung des Numinosen oder zum Zweck eines diesseitigen Herrscherkults, sei es zur öffentlichen Wirksamkeit oder zur privaten Andacht, bestimmt seit den ersten Anfängen weite Strecken der Kunstgeschichte bis in die Gegenwart. Schon den ältesten Knochenschnitzereien aus den schwäbischen Höhlenfunden werden magische oder schamanische Bedeutungen beigemessen. Ähnliches vermutet man von den Kykladenidolen, deren Sockellosigkeit auf einen nicht-ortsgebundenen Gebrauch hinweist. Diesen Kleinplastiken stehen monumentale Götterbilder aus den griechischen Heiligtümern gegenüber. Die römischen Kaiser umgaben sich mit den Büsten ihrer vergöttlichten Vorgänger und nahmen so ihre eigene Apotheose vorweg. Der gekreuzigte Christus und die Darstellung der Gottesmutter sind zentrale Kultbilder der christlichen Plastik seit dem Mittelalter.
Ein Bild vom Menschen zu geben, (nicht nur dort, wo die Gottheit nach seinem Bilde geformt wurde) war die ganze Geschichte hindurch bis in die jüngste Vergangenheit die wichtigste Aufgabe der Bildhauerkunst. Siehe Hauptartikel Geschichte des Porträts. Sonderformen sind das Denkmal, dieses auch in der Form des Reiterstandbildes, sonst als Büste oder Statue, und das seiner Funktion nach ähnliche Grabmal. Dieses ist im Laufe der Neuzeit jedoch immer weniger figürlich ausgestattet worden. Eine eigene Kategorie bildet die Gartenplastik, die im Barock ihre Blüte erlebt, als diese Skulpturen, meist in zyklischen Folgen von Allegorien und antiken Heroen oder Göttern in die strenge Regelmäßigkeit gartenkünstlerischer Ordnung eingebunden wurden.
Selbständige Tierdarstellungen gehören zwar zu den ältesten Bildwerken der Menschheit, doch im Laufe der Geschichte sind sie nicht immer so häufig dargestellt worden wie beispielsweise in der mittelalterlichen Bronzekunst oder zwischen der Mitte des 19. und der Mitte des 20. Jahrhunderts. Oft waren sie auf bestimmte symbolische (Löwe als säulentragender Türwächter, bei Türziehern, Aquamanilen) oder dekorative (mittelalterliche Bauplastik, Porzellanfiguren) Funktionen beschränkt. Dass Pflanzen praktisch nur als Relief in der Plastik auftreten, ist aus technischen Gründen einsichtig, aber auch dort bekommen sie nur selten ikonographisches Gewicht, bleiben dekorative Zutat und sind der Stilisierung unterworfen. Ihre Motive (z. B. Palmette und Arabeske) ziehen sich durch die ganze Geschichte von den frühen Hochkulturen des Nahen Ostens bis in die europäische Neuzeit.

## Geschichte
Die Bildwerke weit zurückliegender Kulturen sind in unproportionaler Verteilung erhalten: Arbeiten aus Stein und gebranntem Ton haben sich häufiger erhalten als solche aus vergänglichen Materialien, die mit wenigen Ausnahmen verloren sind. Auch sind in bestimmten Kulturen und zu gewissen Zeiten Bildwerke aus religiösen oder ideologischen Gründen gezielt zerstört worden (Ikonoklasmus).

### Ur- und Frühgeschichte
Die frühesten Funde figürlicher Kleinplastik in Europa stammen aus der Steinzeit, genauer: dem Aurignacien (siehe Hauptartikel Jungpaläolithische Kleinkunst). Die Werke aus Elfenbein, Knochen, Mineralien geringer Härte und Ton geben vor allem Tiermotive und weibliche Figuren wieder. Der Idolcharakter dieser Werke setzt sich fort bis zu den Anfängen der europäischen Hochkulturen. Eine wichtige Gruppe stellen die kleinen marmornen Kykladenidole aus der Zeit um 5000 v. Chr. bis 1600 v. Chr. dar. Eine Gruppe früher figürlicher Großplastiken bilden die neolithischen, zwischen Krim und dem westmediterranen Raum verbreiteten Statuenmenhire.

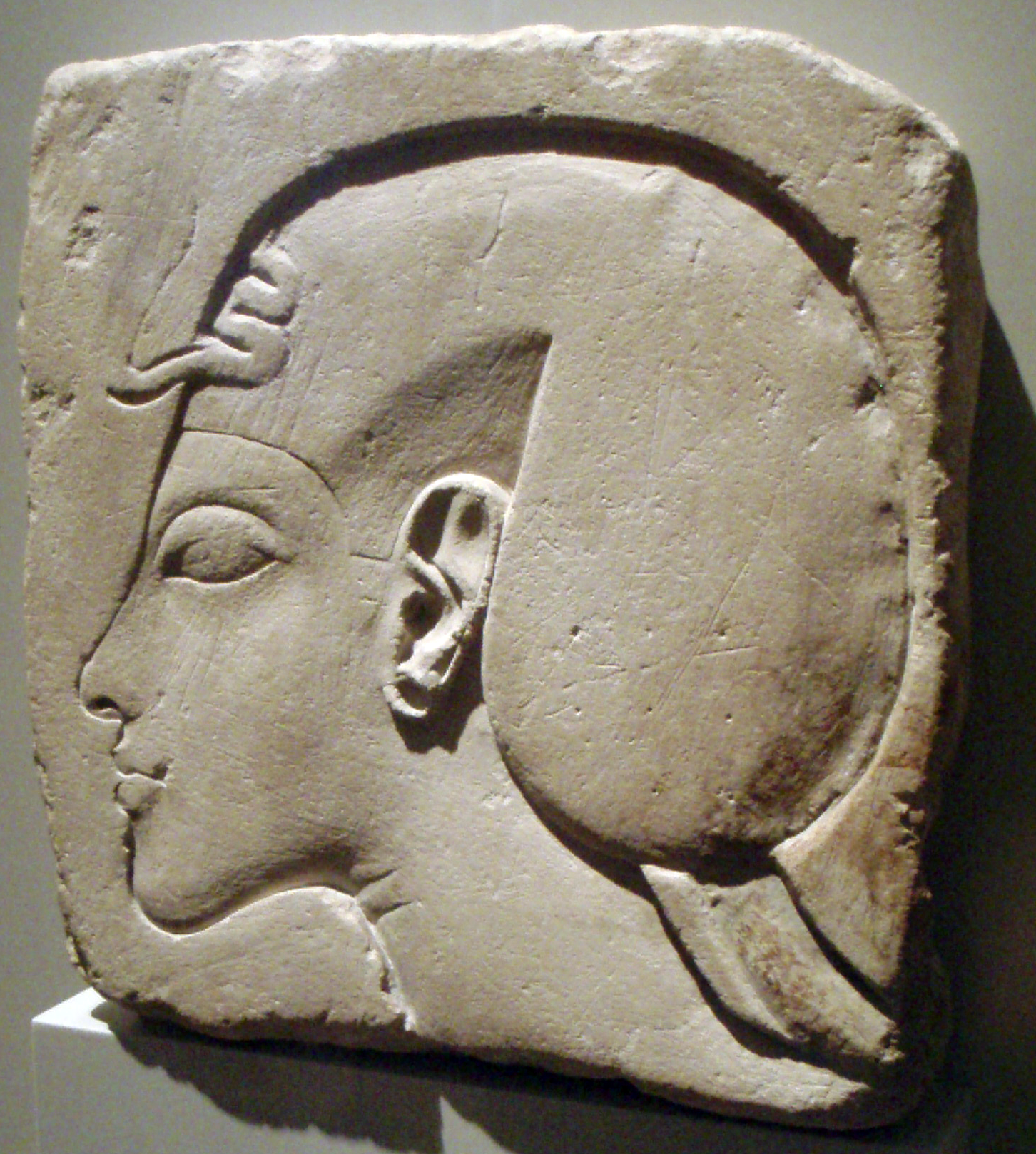
Kopf des Echnaton, Kalksteinrelief um 1350/40 v. Chr., Ägyptisches Museum Berlin

Die Entwicklung der Skulptur in den frühen Hochkulturen hängt mit der Herausbildung geschlossener Staatswesen, gesicherter Territorien, und im Dienste der Herrscher stehender Priesterschaften und kanonischer Riten zusammen. Das gilt ähnlich wie bei asiatischen und südamerikanischen Kulturen auch für die frühe Kunst des vorderen Orients.
Die Ägyptische Kunst bildete sich mit dem pharaonischen Staat seit etwa 3000 v. Chr. heraus. Ihre formalen Charakteristika sind Flächigkeit und „Einansichtigkeit“, in der Skulptur also die Hervorhebung der Frontal- und/oder reinen Seitenansicht. Die Haltung der alterslos gegebenen Figuren ist durchweg starr, oft blockhaft (Würfelhocker). Ihre Bedeutung erschließt sich aus Maßstab und Beischriften, letztere in Form wiederum bildhafter Hieroglyphen. Nur in der Amarna-Zeit wird z. B. mit den Bildnissen von Nofretete und Echnaton ein Wille zur Individualisierung deutlich. In den stets flachen Reliefs fehlt jegliche perspektivische Verkürzung. Die Darstellungen dienen vorwiegend der Aufgabe, das Fortleben im Jenseits bildlich vorwegzunehmen oder gar sicherzustellen. Hartgestein war das bevorzugte Material der ägyptischen Bildhauer (oder richtiger: ihrer Auftraggeber).
Aus dem vorderasiatischen Teil des Alten Orients sind hervorzuheben: die flachen Reliefs und Großplastiken der neuassyrischen Periode (11.–7. Jhdt. v. Chr.) mit ihren Jagdszenen, Götter- und Herrscherfiguren, die darauf folgende neubabylonische Zeit (625–539 v. Chr.) mit den glasierten Tonreliefs von der Prozessionsstraße und dem Ischtartor aus Babylon und die Reliefs aus Stein und Ton der achämenidischen Kultur (ab dem 6. Jahrhundert v. Chr.). Im ganzen mesopotamischen Raum spielt darüber hinaus die Glyptik mit ihren Reliefs auf Stempeln und Rollsiegeln eine besondere Rolle für die Überlieferung der dortigen Bildwelt.
Artikel zu bedeutenden Einzelwerken aus der vorantiken Geschichte sind über folgende Listen auffindbar:
- Kategorie:Statue (Ur- und Frühgeschichte)
- Kategorie:Archäologischer Fund (Jungpaläolithikum)
- Kategorie:Archäologischer Fund (Steinzeit)
- Kategorie:Archäologischer Fund (Irak)
- Liste altägyptischer Kunstobjekte

### Antike

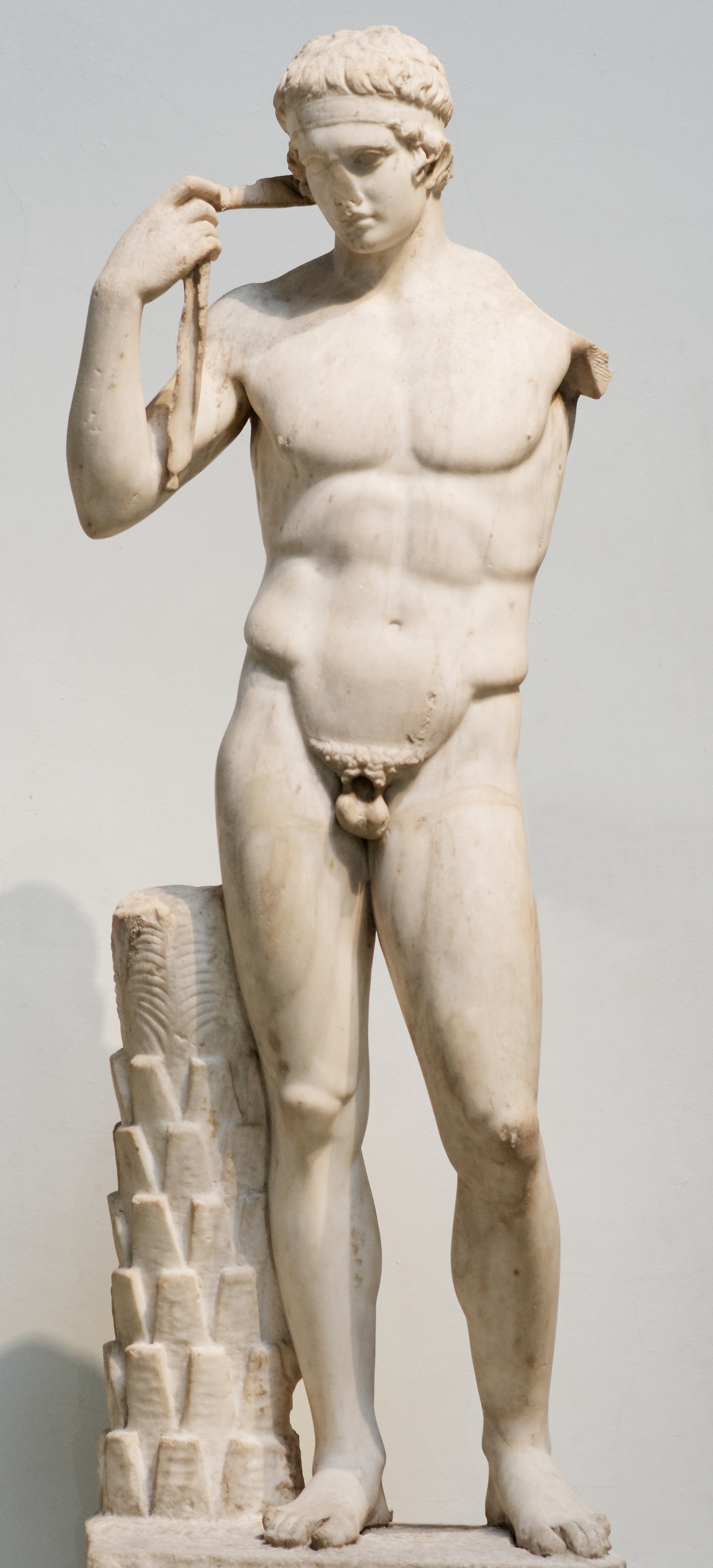
Diadumenos.Römische Marmorkopie (1. Jh. n. Chr.) nach dem griechischen Bronzeoriginal des Phidias, (um 440 v. Chr.), British Museum

In der minoischen Kunst auf Kreta spielt die (Klein-)Plastik nur eine geringe Rolle. Die Qualitäten der mykenischen Plastik sind gut im kleinen Format zu beobachten, wenn auch das Löwentor von Mykene (um 1300 v. Chr.) als älteste erhaltene Monumentalskulptur der Antike besonders bekannt ist. Die Epoche der archaischen Kunst Griechenlands (700–500 v. Chr.) wird am deutlichsten in der figürlichen Plastik repräsentiert. An den Kuroi und Koren ist eine Entwicklung zu beobachten, die zu Verlebendigung, Auflösung der Blockhaftigkeit und Abkehr von der strengen Frontalität führt. Im strengen Stil (etwa 490/480–460/450 v. Chr., auch „Frühklassik“ genannt), einer Übergangsphase zur Hohen Klassik, wird die Ponderation entwickelt und die kompositorische Bewegtheit gesteigert. Von überragender Bedeutung für die ganze folgende Entwicklung nicht nur der plastischen Künste und nicht nur des Altertums wurde die griechische Bildhauerkunst in den wenigen Jahrzehnten der hochklassischen Blütezeit (um 450–420 v. Chr.). In ihr wurde die Freifigur mit ihrer anatomisch genau erfassten, belebten Körperlichkeit und dem Standmotiv des Kontrapost („Standbein – Spielbein“) zur Vollendung gebracht. Die späte Klassik des 4. Jahrhunderts v. Chr. schuf erstmals das individualisierte Bildnis. Im Hellenismus (ab 336 v. Chr.) wird auch Alltägliches, ja Groteskes zum realistisch wiedergegebenen Thema der Plastik. Für den heftig bewegten, nun auch Emotionen ausdrückenden Stil der Spätzeit prägte Jacob Burckhardt den Begriff Pergamenischer Barock. Die antike Steinskulptur war, auch wenn der Klassizismus vom weißen Marmor so begeistert war, wohl immer farbig gefasst.
Beeinflusst von griechischer Kunst, aber sich eigenständig entwickelnd, behauptet sich die Etruskische Kunst seit dem 6. Jahrhundert v. Chr. mit den charakteristischen, auf Sarkophagen gebetteten Liegefiguren. Neben vielen dieser Terrakottaplastiken sind auch einige herausragende Bronzestatuen, Porträtköpfe und zahlreiche Weihegaben erhalten.
Etruskische und griechische Vorbilder bestimmten die Entwicklung der Römischen Kunst. In der figürlichen, rundansichtigen Plastik entwickelte Rom kaum selbständige Schöpfungen und beschränkte sich auf die Nachahmung griechischer Originale. Das Porträt hingegen – als Büste und Statue – in seiner individuellen und realistischen, bis ins Veristische gehenden Ausformung ist Roms große bildkünstlerische Errungenschaft. Die memoriale und propagandistische Funktion dieser Bildgattung spielte auch eine Rolle bei der anderen großen Leistung der römischen Bildhauerkunst: dem Relief. Schon im 1. Jahrhundert v. Chr. entwickelte sich in den figurenreichen Bildfeldern der Siegessäulen und Triumphbögen ein tiefenräumlicher Illusionismus, der für die abendländische Reliefkunst vorbildlich wurde.

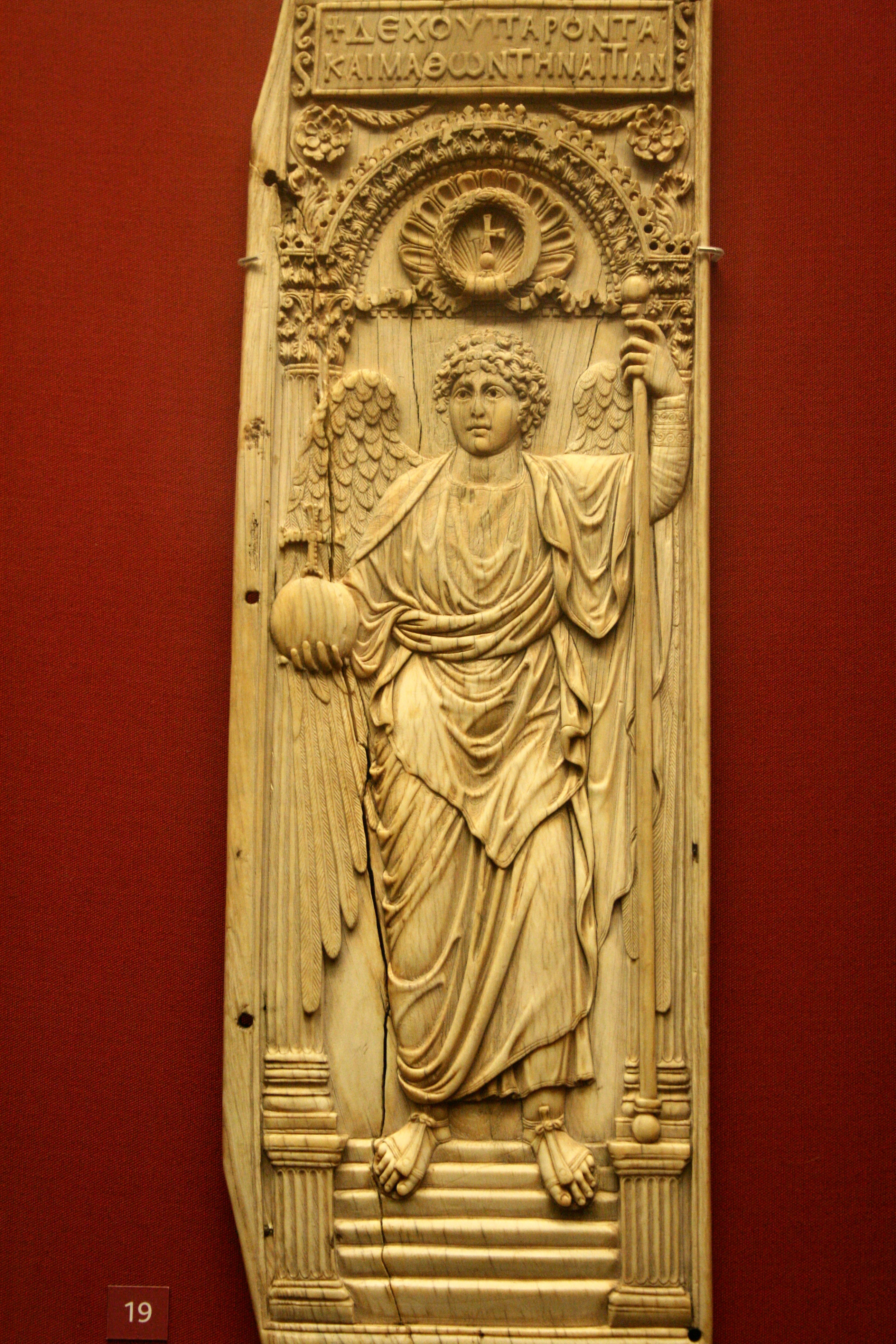
Erzengel, Byzantinisches Elfenbeinrelief, 525–550

In der frühchristlichen Kunst des 4.–6. Jahrhunderts wird die Sarkophagplastik zur wichtigsten Aufgabe der Bildhauer. Auch in anderen Zusammenhängen beschränkt sich die Skulptur auf das Relief. Die Abneigung der christlichen Kunst gegenüber der (wohl als idolhaft empfundenen) vollrunden Großplastik sollte bis zur Jahrtausendwende vorherrschen. Auch die Skulptur der Byzantinischen Kunst verzichtete auf die freistehende Monumentalplastik, die zahlreichen qualitätvollen Elfenbeindiptychen sind jedoch auch wegen ihres Einflusses auf die mittelalterliche Kleinplastik von besonderer Bedeutung.
Über folgende Kategorienlisten sind alle Artikel zu bedeutenden Einzelwerken der antiken Bildhauerkunst zu ermitteln und anzuwählen:
- Kategorie:Antike Statue
- Kategorie:Antikes Relief
- Kategorie:Antikes Grabmal
- Kategorie:Archäologischer Fund (Klassische Antike)
- Kategorie:Archäologischer Fund (Griechenland)
- Kategorie:Archäologischer Fund (Italien)

### Mittelalter
Die Karolingische Kunst ist Ergebnis der kaiserlichen Bemühung, die spätantike, bereits christlich geprägte Kultursubstanz in seine Gegenwart zu übertragen. So wurden Handschriften der Ada-Gruppe in Fortsetzung einer antiken Tradition mit Buchdeckeln aus Elfenbein versehen, die mit szenischen Reliefs geschmückt sind. Wie für die Buchmalerei gilt auch hier, dass die räumlichen und plastischen Elemente der auf illusionistische Effekte ausgehenden antiken Kunst ins Graphisch-Lineare gewandelt und die ereignishaften Züge ins Feierliche umgedeutet wurden. Von großformatiger Skulptur (wenn es sie denn überhaupt gegeben hat) ist nichts erhalten.
Mit dem Erstarken der politischen Macht unter den Ottonenkaisern nehmen um die erste Jahrtausendwende die Kunstzentren in deren Stammterritorien eine führende Stellung ein. Die Aufgaben der Plastik hatten sich seit der karolingischen Zeit kaum verändert, Reliefs aus Elfenbein und Gold herrschen vor, aber auch große, figürlich geschmückte Bronzetürflügel, in denen noch einmal spätantike Überlieferung fortlebt, entstehen jetzt. Zum ersten Mal im Mittelalter sehen wir vollplastische Kultbilder, die Goldene Madonna in Essen und das Gerokreuz im Kölner Dom. Festzuhalten bleibt, dass bis ins späte Mittelalter skulpturale Kunst nahezu ausschließlich im kirchlichen Bereich stattfindet.

Karolingische und ottonische Plastik
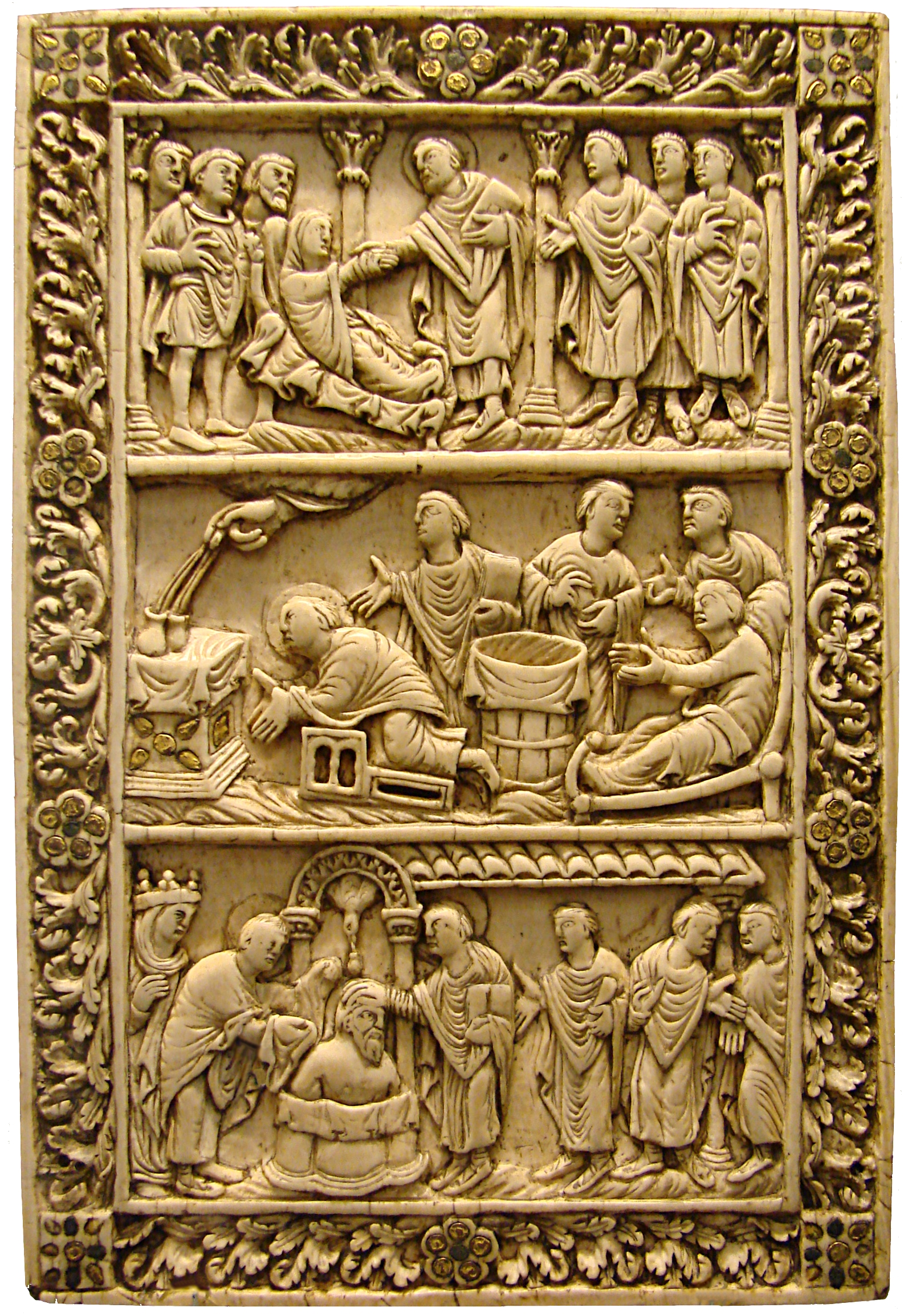
Szenen aus der Legende des Hl. Remigius. Spätkarolingische Elfenbeintafel, wohl von einem Buchdeckel. Reims, 9. Jahrhundert, Amiens, Museum der Picardie.
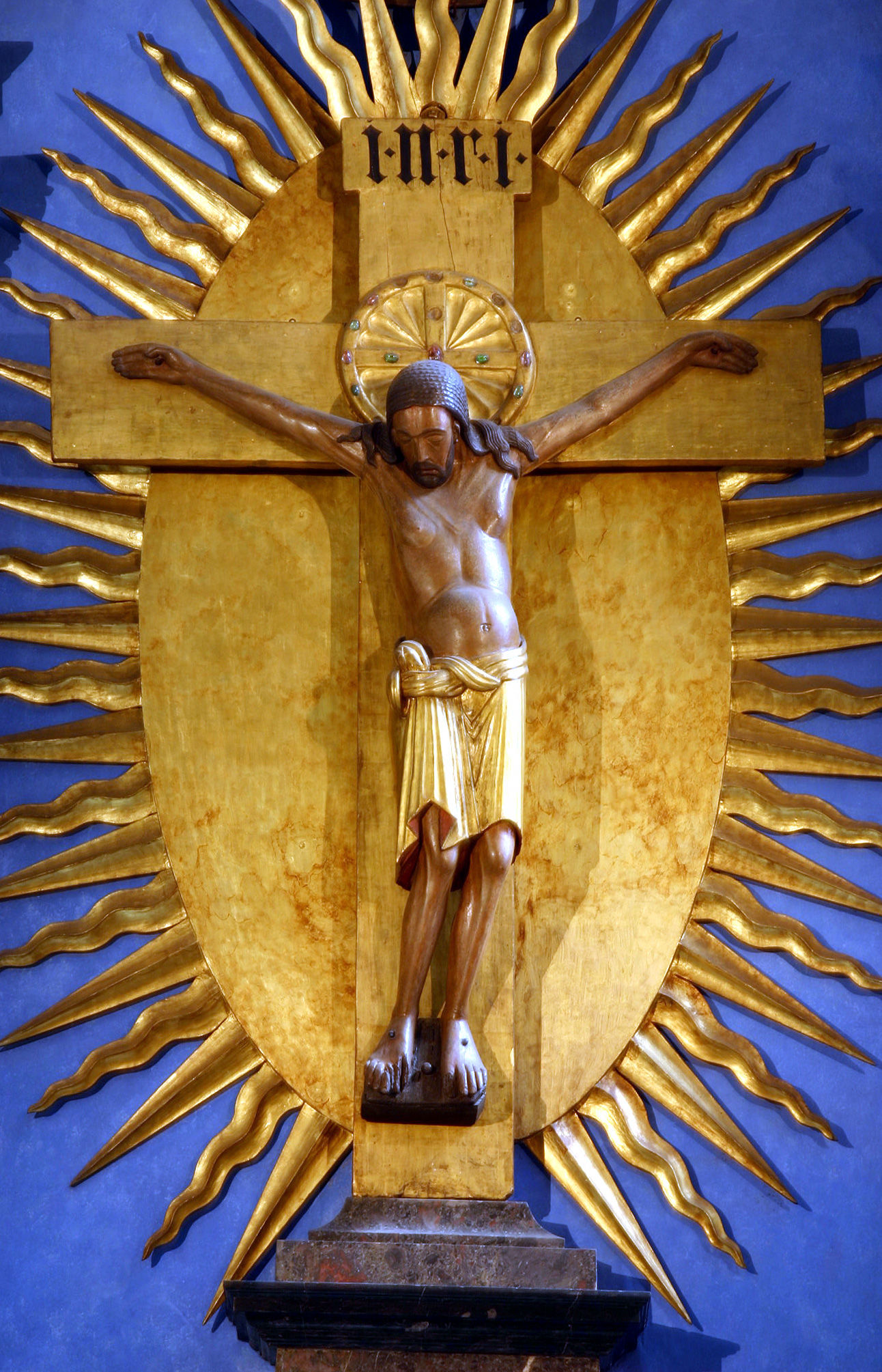
Gerokreuz, Köln um 965–970, ein frühes Beispiel mittelalterliche Großplastik.
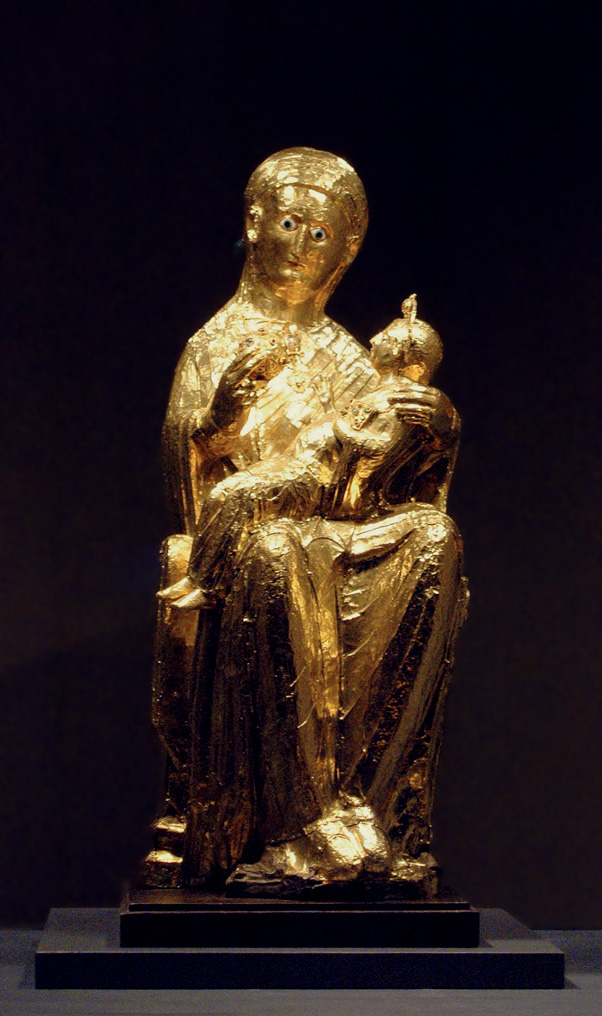
Die Goldene Madonna aus dem Essener Domschatz. Goldblech auf Holzkern. Köln (?), um 980
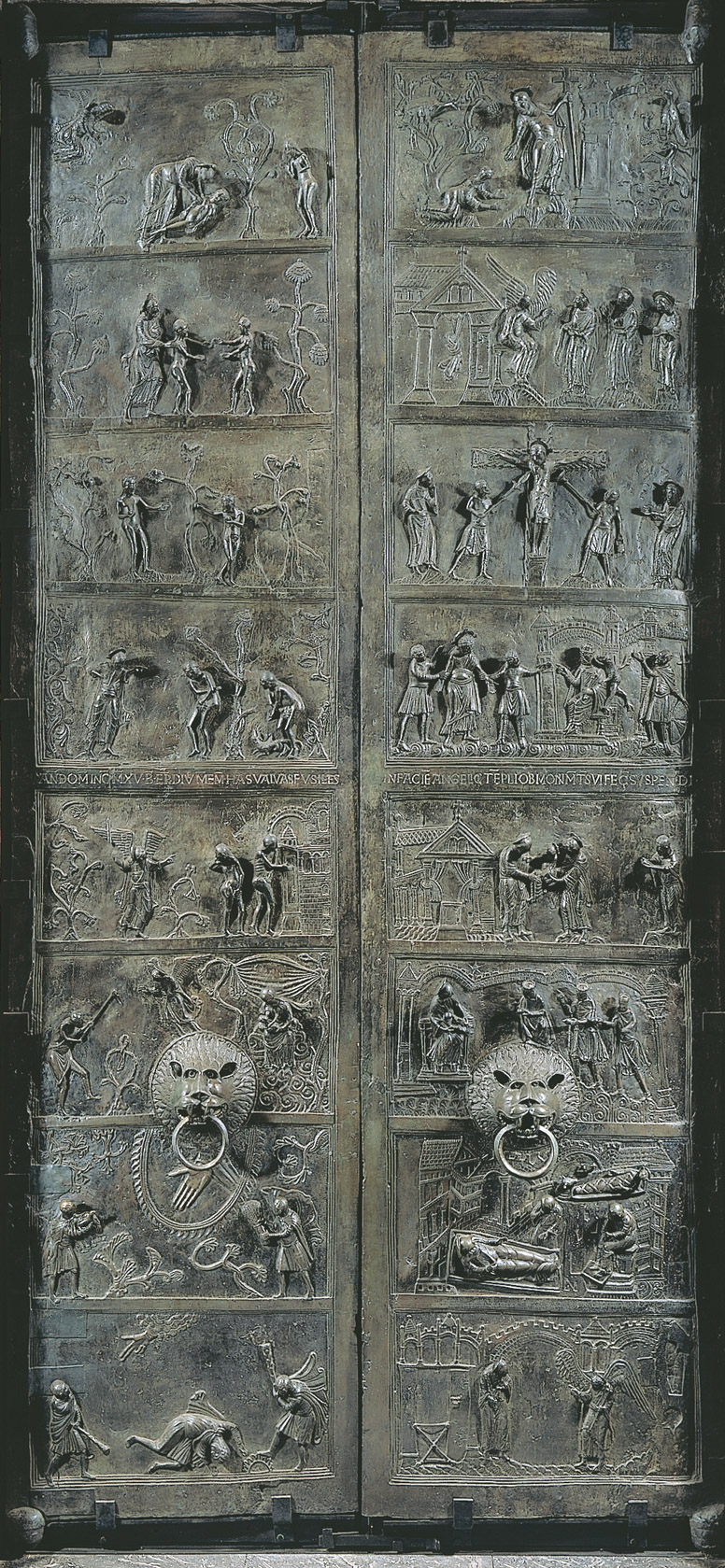
Die Bernwardstür am Hildesheimer Dom, Bronze, um 1015

#### Romanik
Mit der romanischen Kunst, also etwa seit 1060, gewinnt ab etwa 1100 die monumentale Bauplastik an Bedeutung. Auch wenn punktuell einzelne Motive aus der römischen Kunst nachgebildet werden, handelt es sich doch generell um einen Neubeginn, nicht um eine Fortführung der Antike. Im südlichen Frankreich (Cluny, Autun, Vézelay, Moissac, Toulouse), auch in Oberitalien und Nordspanien werden Tympana, Kapitelle und Portalgewände ornamental und figürlich überreich geschmückt. Entlang der Pilgerstraßen nach Santiago de Compostela verbreitet sich über wandernde Bauhütten technische, stilistische und ikonographische Anregungen. Die Bindung der Steinskulptur an die kirchliche Architektur wird das ganze Mittelalter hindurch mit wenigen Ausnahmen beibehalten werden. Noch vermag die Plastizität die Gebundenheit des Reliefs nicht zu verlassen. Ihr Ziel ist nicht die Nachahmung von Natur und Realität. So kommen auch die vielen grotesken und dämonischen Zwitterwesen ins Spiel und so können auch Gewänder und ganze Kompositionen zum Ornament werden. Ikonographisch steht der starke, herrschende, richtende Gott im Mittelpunkt der Monumentalplastik, untergeordnete Bildorte sind gern mit moralisierenden Themen besetzt, in denen auch Teufel und Fabelwesen ihren Part spielen. Die deutsche Skulptur des 12. Jahrhunderts widmet sich (im Vergleich zu Frankreich) mehr den Ausstattungsstücken im Kircheninneren. Für die romanische Metallkunst sind drei regionale Schwerpunkte zu erkennen: Die Bronzeplastik und Goldschmiedekunst des Maas-Gebietes (Lüttich) hat stilbildende Kraft auch für die Steinmetzkunst und weist voraus auf die Gotik. Das Rheinland (Köln) steuert im 12. und 13. Jahrhundert die großartigsten Reliquienschreine in Form figurengeschmückter Kleinarchitekturen bei. Niedersachsens (Hildesheim, Magdeburg, Braunschweig) Sonderleistung ist wiederum der Bronzeguss.

Romanische Skulptur
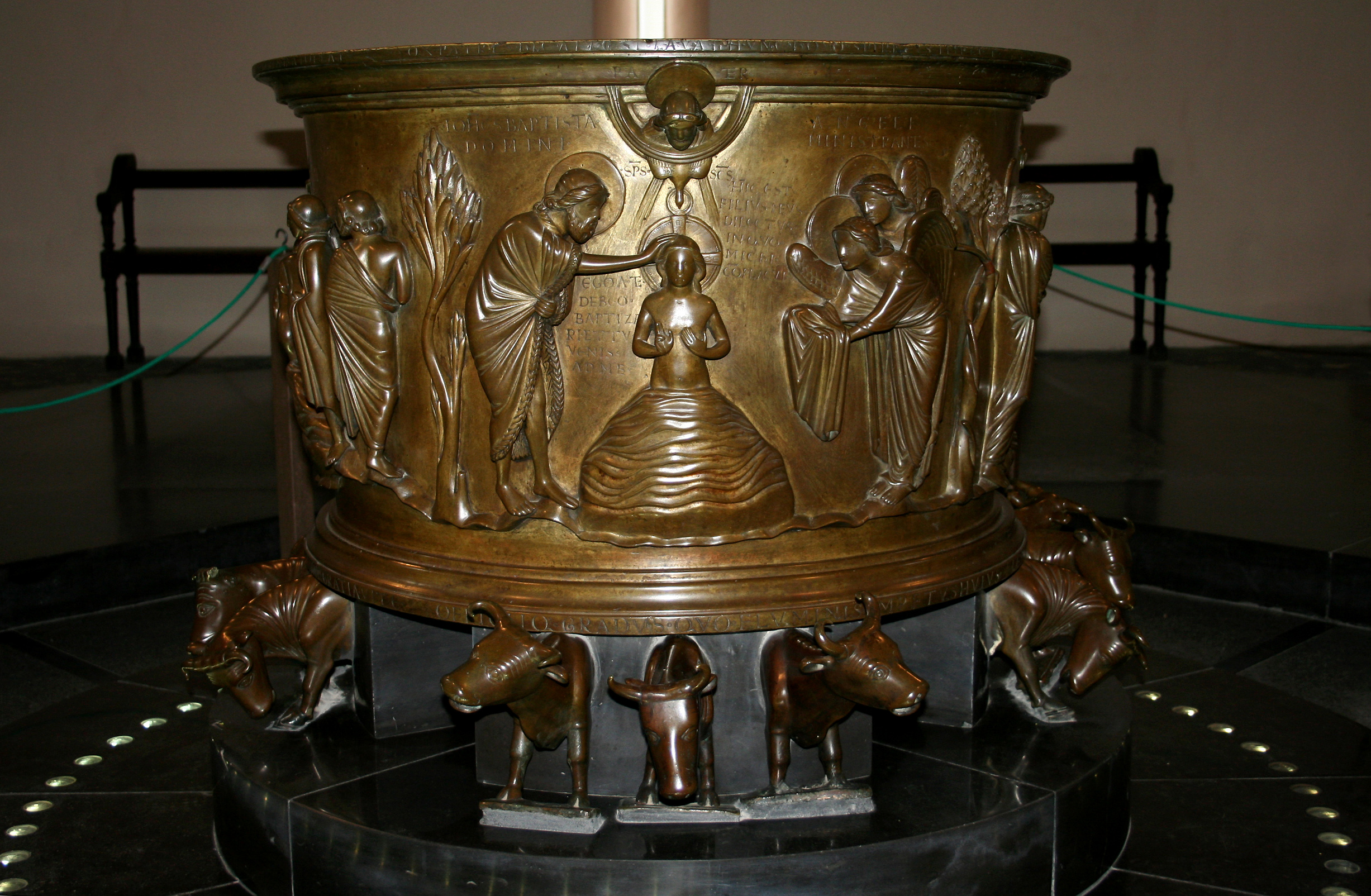
Taufe Christi vom Taufbecken des Reiner von Huy, Lüttich, 1107–1118
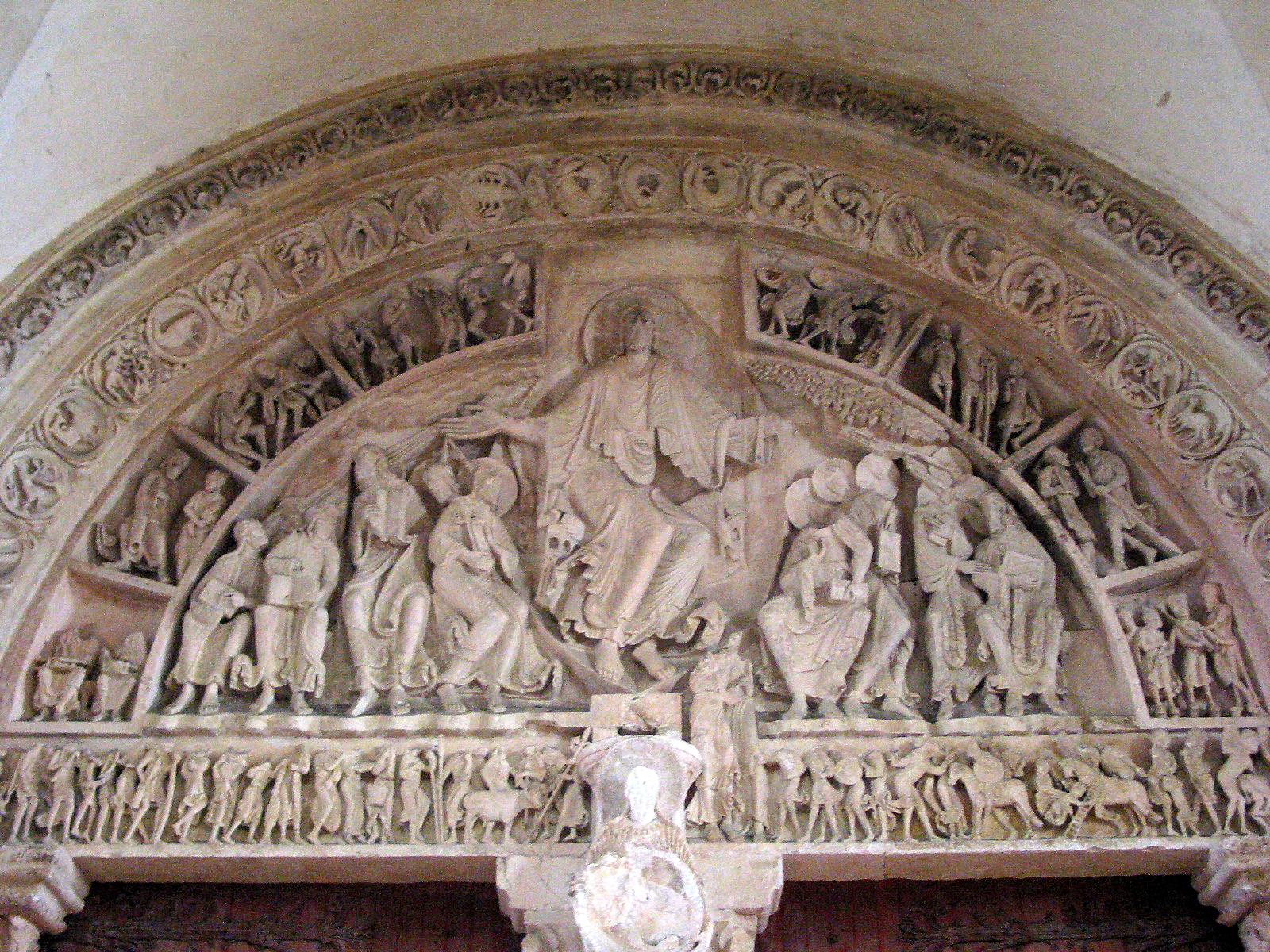
Tympanon der Abteikirche von Vezelay, um 1120–1130.
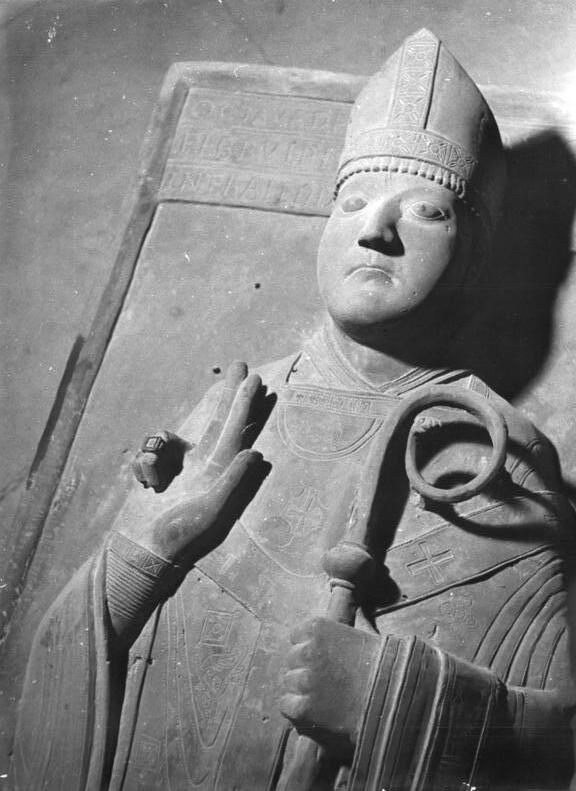
Detail aus dem kubisch-streng stilisierten Grabmal des Erzbischofs Friedrich von Wettin († 1152) aus einer Magdeburger Gießerwerkstatt.
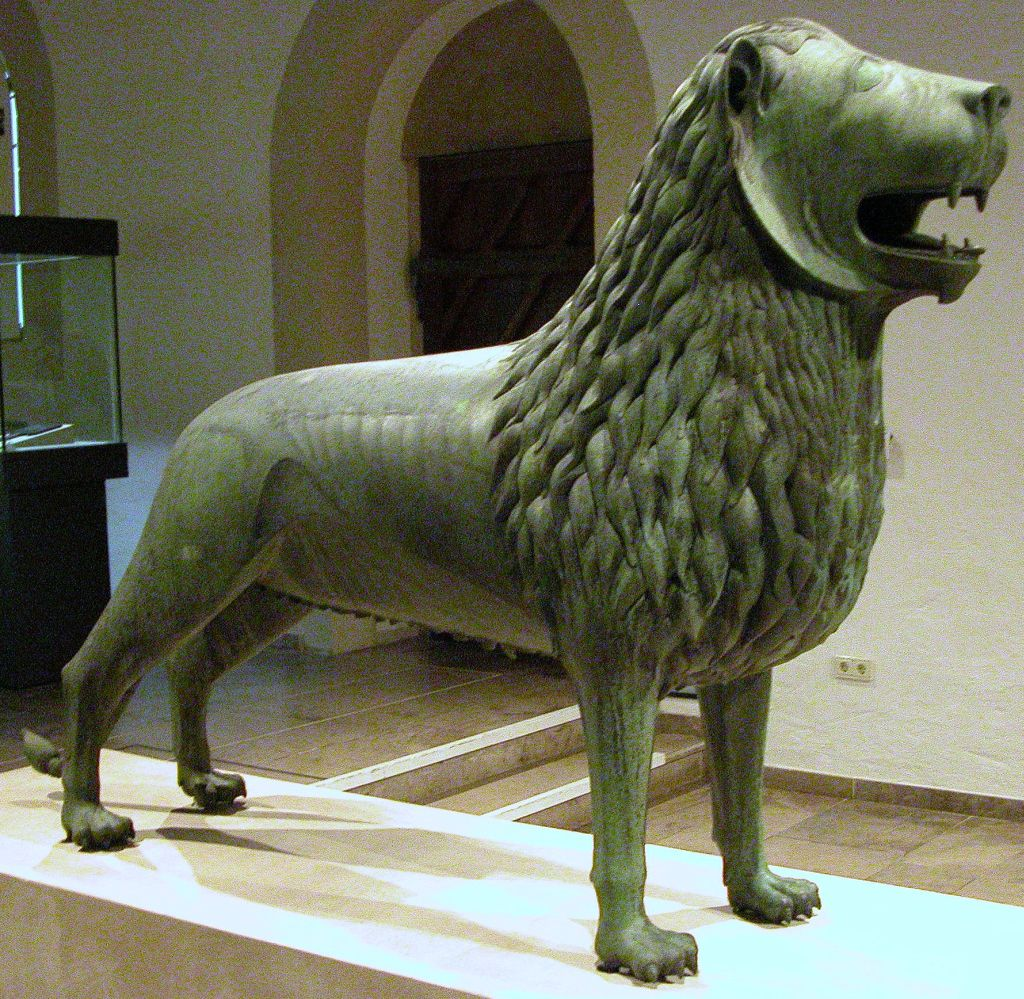
Der Braunschweiger Löwe, 1166, die erste hohl gegossene Bronzefigur seit der Antike

#### Früh- und Hochgotik
Mit der größten künstlerischen Aufgabe der frühen und hohen Gotik, dem Kathedralbau, geht auch die Neugestaltung der Kirchenfassade einher und entwickelt das Figurenportal mit statuenbesetztem Gewände, Trumeaufigur, Tympanonrelief und Archivoltenfiguren. Die Entwicklung beginnt bei nordfranzösischen Bauten um 1130. Das Verhältnis von Skulptur und Architektur verändert sich: Der Bildschmuck der Kapitelle verschwindet, das Kirchenportal wird zum Ort, an dem die Rundfigur sich verselbständigt (also die „romanische“ Reliefhaftigkeit überwindet), ohne sich jedoch gänzlich von der Architektur zu lösen. Es bleibt ein „Bildraum“, markiert durch Sockel/Konsole und Baldachin oder einen Tabernakel. Diese Charakteristik bleibt in Europa bis zum Ende des Mittelalters bestimmend und unterscheidet seine Skulptur von jener der Antike und der Neuzeit. Die ganze heilsgeschichtliche Bilderwelt des Hochmittelalters, planvoll geordnet und in Bezüge gestellt, breitet sich an den Fassaden der gotischen Kathedralen Nordfrankreichs und der Ile-de-France aus. Schnell und mit hoher Denkmälerdichte wandert der neue Stil weiter, nicht ohne sich zu wandeln: Die Westportale der Kathedrale von Chartres (um 1150) noch mit überlängten, wie schwebend dargestellten Gestalten mit linear gezeichneten Gewändern, das Pariser Marienkrönungsportal (ab etwa 1210) und die Westportale von Amiens (nach etwa 1220) mit einem Höchstmaß feierlich-strenger Schönheit innerhalb der gotischen Stilentwicklung, die Skulptur in Reims um 1220–1240, die diese Straffheit zugunsten weich fließender, aus der Goldschmiedekunst abgeleiteter Formen wieder verliert. Währenddessen beginnt von Paris ausgehend eine Entwicklung, die die vieles von dem ausbildet, was gemeinhin unter „gotisch“ verstanden wird: einen Stil der eleganten Bewegung, des beseligten Lächelns und der preziösen Gesten, wie er im berühmten „lächelnden Engel“ der Verkündigung am Reimser Westportal um die Mitte des 13. Jahrhunderts erscheint.

Französische Kathedralskulpturen des 12. und 13. Jahrhunderts
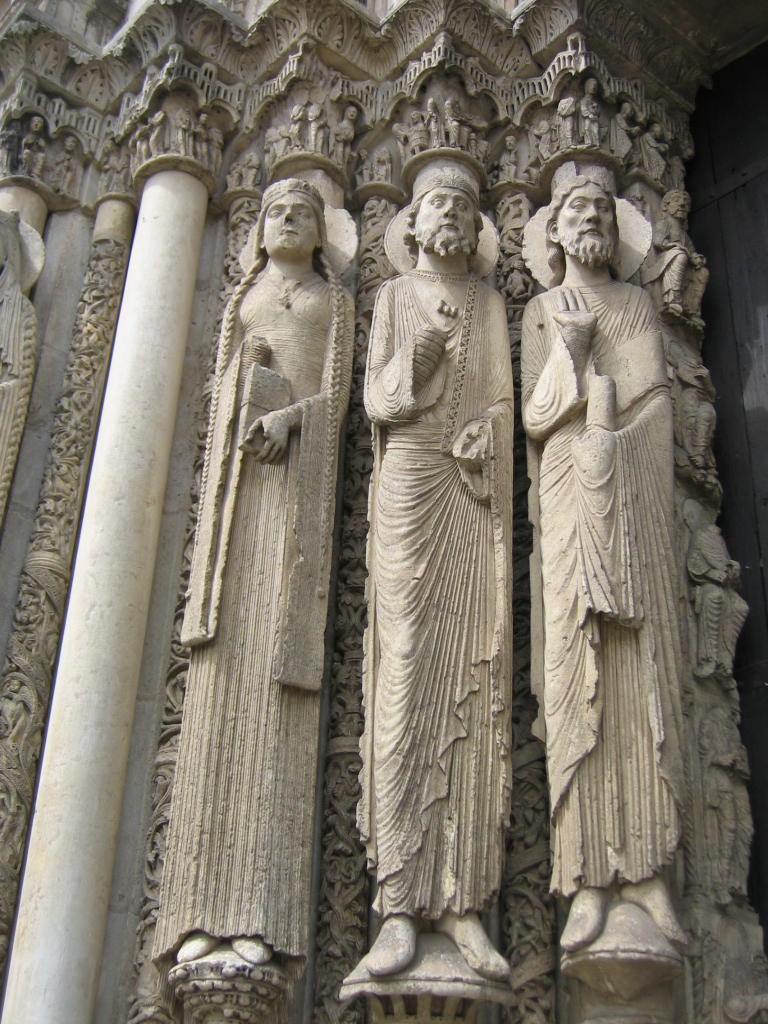
Chartres, Westportal, um 1145
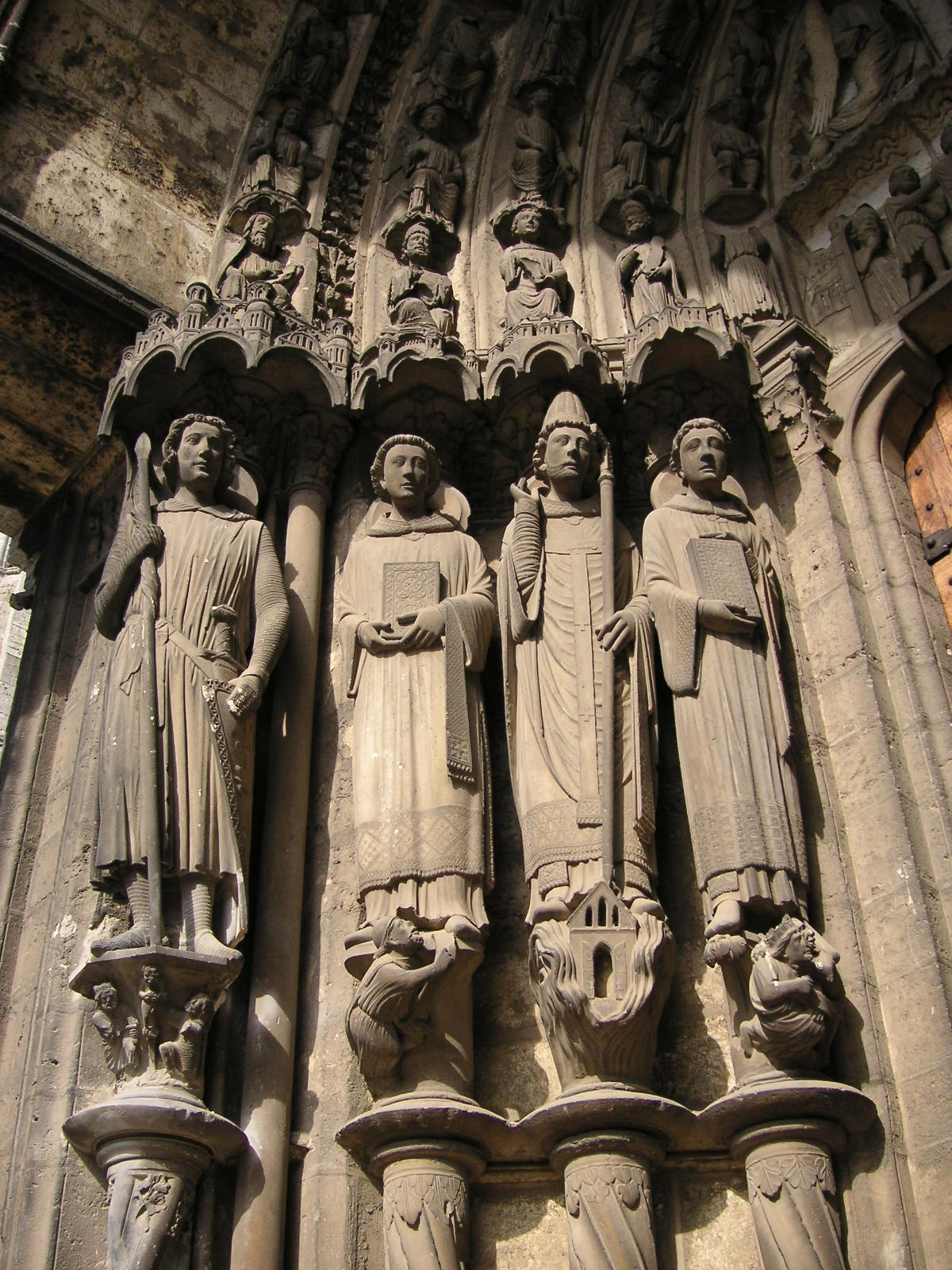
Chartres, Südportal, um 1215–1220
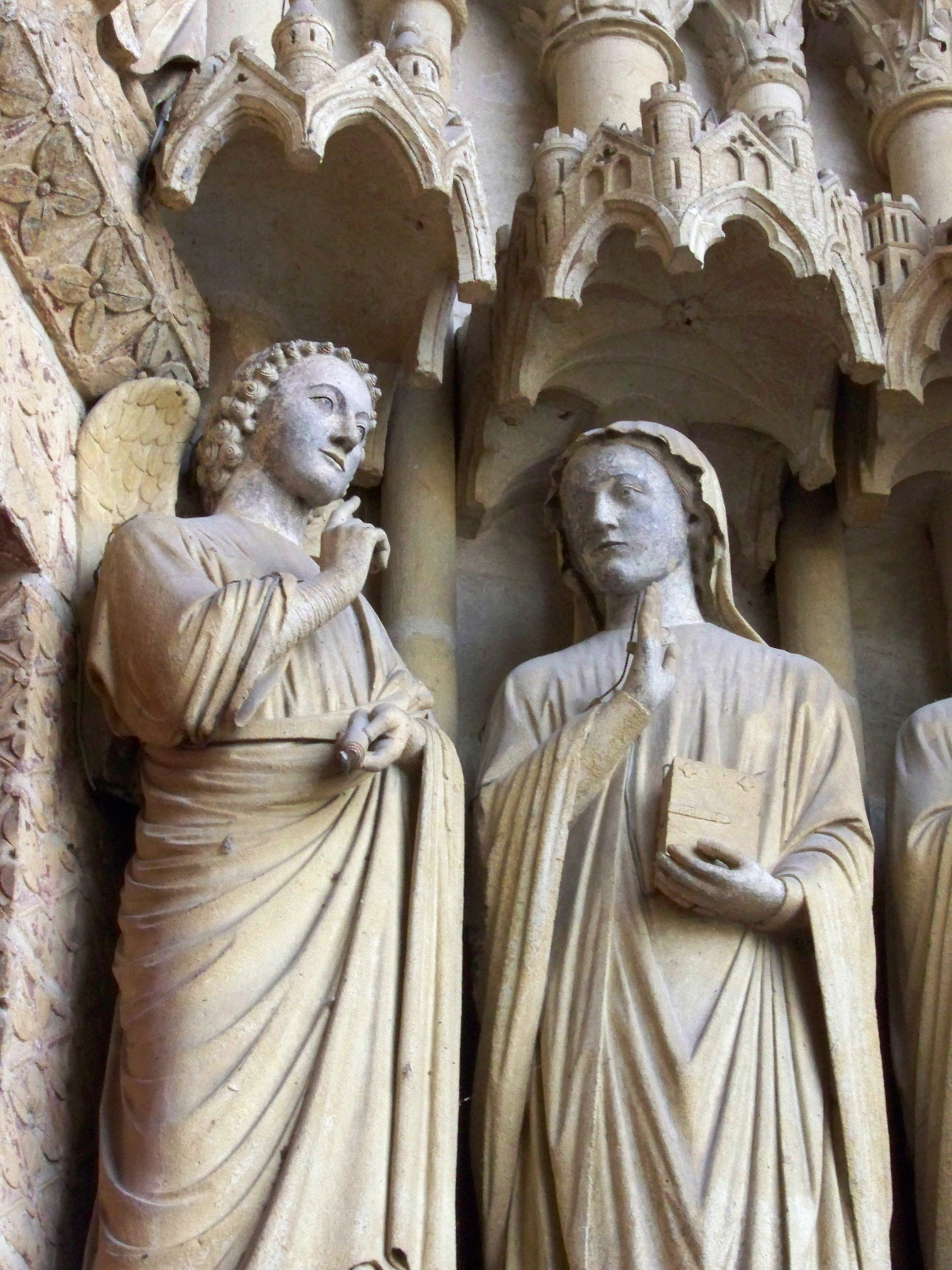
Amiens, Westfassade, Mittelportal, bald nach 1220
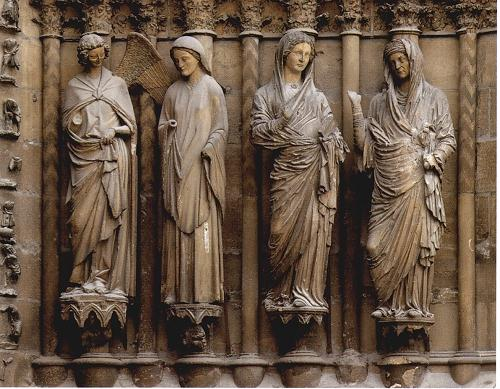
Reims, Westportal, Verkündigungsgruppe, um 1250

Die europäische Ausbreitung des französischen Kathedralstils vollzog sich in unterschiedlichster Weise. Die englische Skulptur bleibt zunächst dem Flächigen und Ornamentalen verhaftet. In Spanien ist zu beobachten, wie die Architektur oft hinter reicher, reliefhaft erscheinender Oberflächendekoration verschwindet, eine mit dem Nachwirken maurischer Traditionen erklärte und noch Jahrhunderte fortwirkende iberische Eigentümlichkeit.
Der Bildhauerkunst in Italien war die Antike nie gänzlich aus dem Blick entschwunden. Im Unterschied zum Norden, wo die arbeitsteilige Organisation der Bauhütten einer Individualisierung entgegenwirkte, sind italienische Werke schon in der Gotik von der Handschrift bestimmter Künstlerpersönlichkeiten bestimmt, die häufig auch namentlich bekannt sind. Nicola Pisano und sein Sohn entwickelten um 1260 einen oft als Protorenaissance bezeichneten Stil, der offensichtlich von der römischen Sarkophagkunst bestimmt ist. Jetzt spielt das Relief als Medium einer figurenreich ausgeschmückten Erzählung wieder eine Rolle an den Kanzeln, Grabmälern und Brunnen. Gotisch ist an ihnen die Einbindung in ein struktives Gerüst und dass „die kunstvoll verschränkte, systematische Form dieser zyklischen Zusammenstellung ohne die organisierende Programmatik der französischen Monumentalskulptur undenkbar“ ist (Georg Swarzenski). Nicolas Sohn Giovanni Pisano, der in Reims gewesen war, brachte ein Figurenprogramm an die Fassade des Sieneser Doms. Aber er greift nicht auf das Figurenportal zurück (das auch sonst Italien nie erreichte), sondern bevorzugte frei vor die Wand gestellte, vollrunde Figuren.
Wiederum anders entwickelt sich die Rezeption der Gotik in den deutschsprachigen Gebieten. Sächsische Skulpturen, wie die Chorschranken in Hildesheim (nach 1192) und Halberstadt (um 1200/1210) oder die Goldene Pforte in Freiberg (um 1230) sind noch stark von älteren lokalen Traditionen abhängig. Etwa gleichzeitig entstehen in dem Frankreich sehr viel näheren Straßburg Bildwerke, die von einer aus Chartres zugewanderten Werkstatt geschaffen, sich durch Bewegung, Pose, Anmut und Ausdruck hervortun. Ein Skulpturenzyklus im Bamberger Dom ist stilistisch von Vorbildern aus der Reimser Kathedrale abhängig, schildern ihn jedoch mit einem Pathos, das den westlichen Vorbildern ferner lag (Bamberger Reiter, um 1225). Wenig später entsteht, von Bamberg beeinflusst, das andere große Reiterbild der frühen Gotik: Otto der Große, ehemals auf dem Magdeburger Marktplatz, das älteste erhaltene freistehende Reiterstandbild des Mittelalters. Pose und Mimik drücken den Ernst aus, der einem Rechtssymbol zukommt. Gleichzeitig spielen die Gewändefiguren der klugen und törichten Jungfrauen alle Varianten seligen Lächelns und tiefster Verzweiflung durch. Eine noch jüngere Formensprache brachte aus Frankreich eine Werkstatt mit, die mit dem Namen Naumburger Meister bezeichnet wird. Inzwischen hatte der Gewandstil die zeichnerische Linearität der Frühgotik noch mehr verloren. Entsprechend ist auch in der Skulptur der Naumburger Werkstatt die Formensprache schwerer geworden. Die Gewänder haben Volumen bekommen und werfen nicht mehr ornamentale, sondern der Wirklichkeit abgeschaute Falten. Die Lebensnähe der weltlichen Gestalten in Naumburger Stifterchor (deren Individualität allerdings noch keine portraithafte Bedeutung hat) und die eindringlich erregten Lettnerreliefs stellen „den bedeutendsten Beitrag des staufischen Deutschland zu jener Verwandlung der christlichen Kunst dar, die sich an der gotischen Kathedrale vollzog“.

Plastik des 13. Jahrhunderts
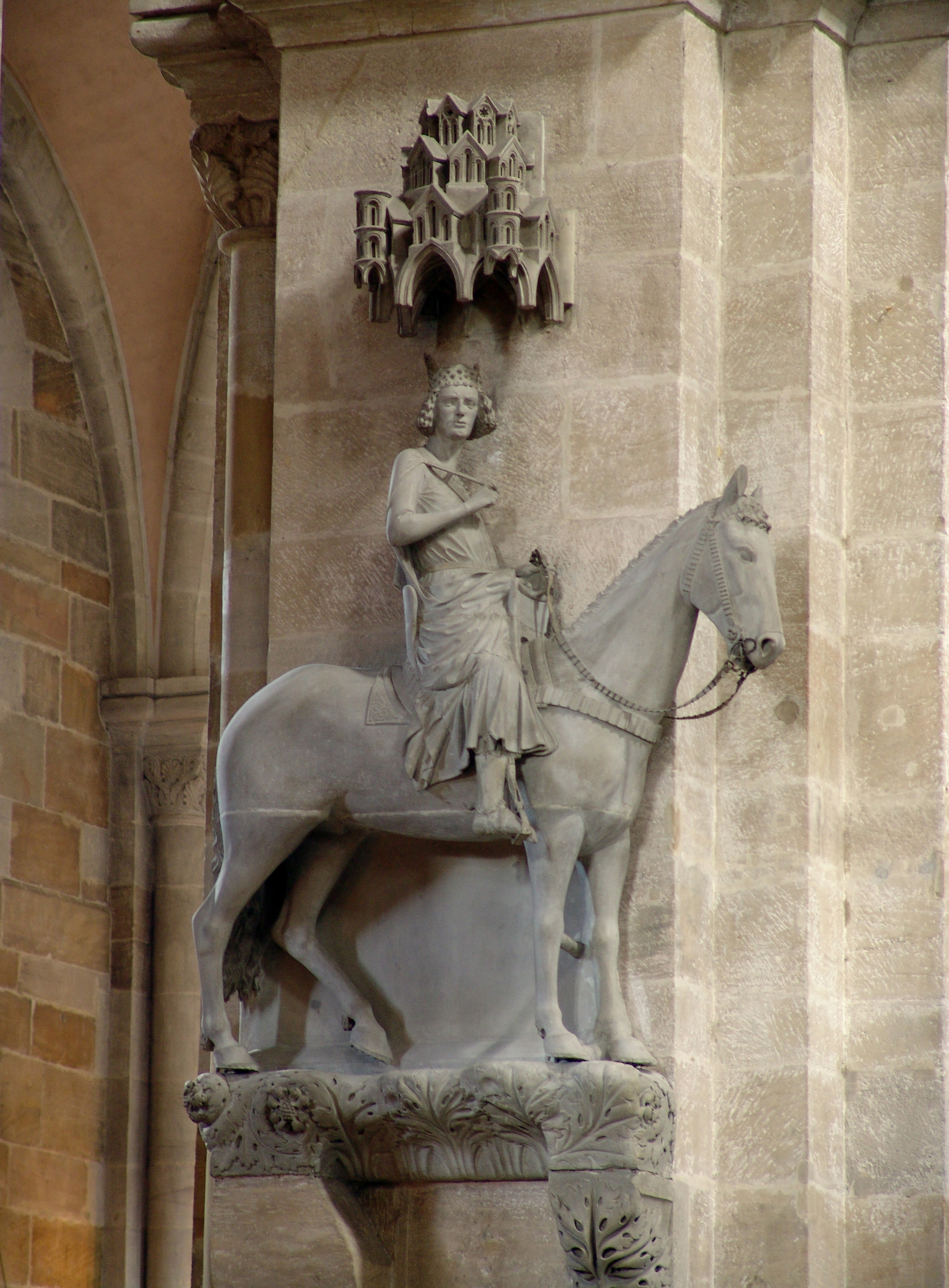
Der Bamberger Reiter, 1225/37, die älteste vollrunde Reiterstatue seit der Antike.
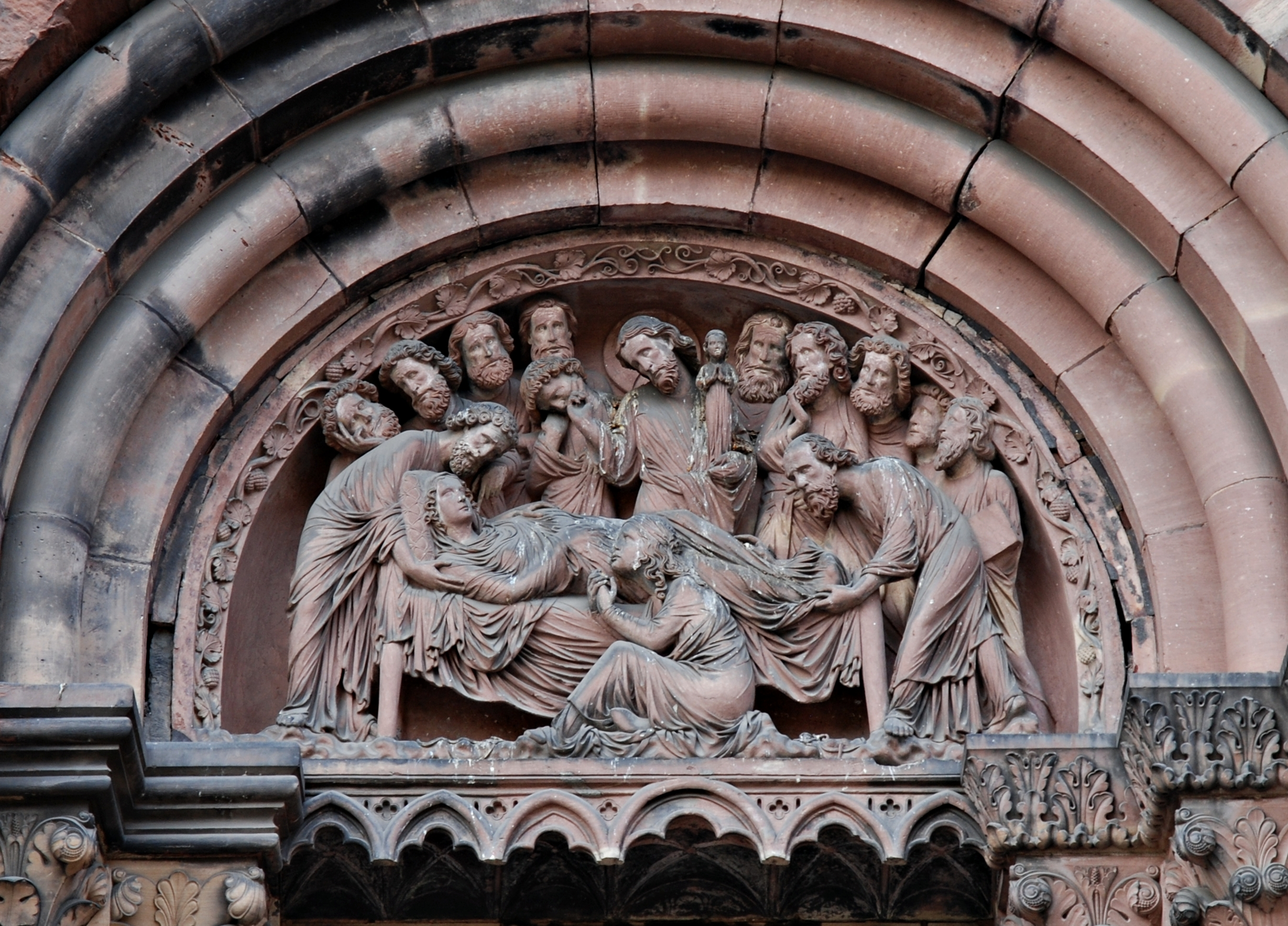
Marientod, Südportal des Straßburger Münsters, nach 1225
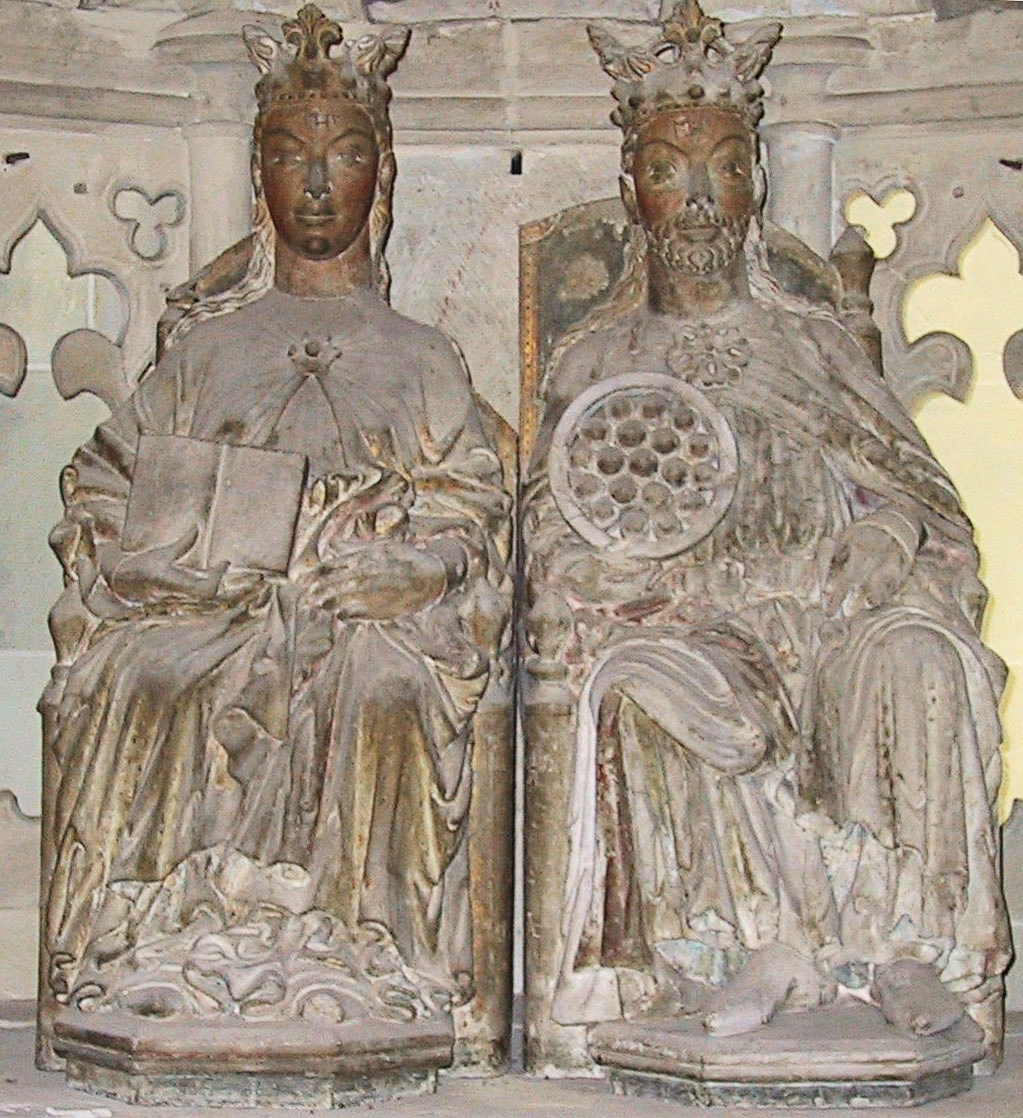
Kaiser Otto I. und seine Gattin Editha, um 1250, Magdeburger Dom,
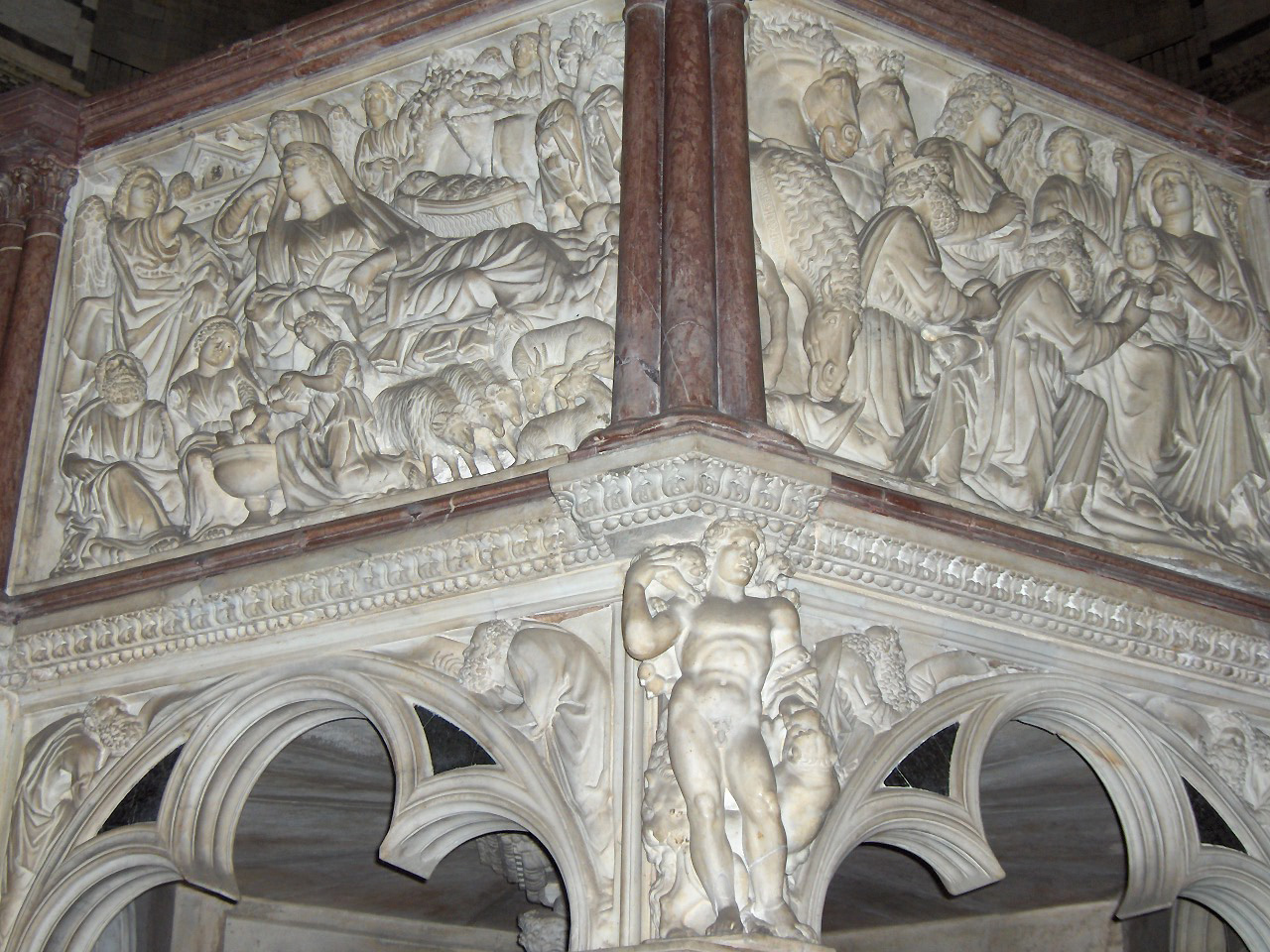
Nicola Pisano, Geburt Christi und Anbetung der Könige von der Kanzel des Baptisteriums in Pisa, um 1260.

#### Spätgotik
Im 14. Jahrhundert wandeln sich die Aufgabenstellungen für den Bildhauer. Die Bedeutung der Bauskulptur, von lokalen Ausnahmen abgesehen, geht zurück und mit ihr die der Bauhütten für die Entwicklung der Plastik. Dem Steinmetz bleibt, neben Ausstattungselementen für das Kircheninnere (Kanzel, Lettner, Taufstein) als wichtiges Arbeitsfeld das Grabmal. Bis zum Ende des Mittelalters ändert sich an seinem Hauptmotiv, der Darstellung des aufgebahrten Toten, wenig. Deutlich ist aber die Entwicklung zu realistischer Charakterisierung bis hin zur Porträttreue. Auch bleibt der räumliche und sinnhafte Zusammenhang von Grablege und Kirche stets gewahrt. Die Steinbildhauer lösen sich aus den Hütten und treten an die Seite der die zunftgebundenen Bildschnitzer in den Bürgerstädten. Der junge Bildhauer wandert jetzt, nicht mehr die ganze Hütte.
Eine der wichtigsten Neuerungen ist das von der Mystik angeregte Andachtsbild. Seine wichtigsten Typen sind die Pietà, der Schmerzensmann, die Christus-Johannes-Gruppe, das Heilige Grab und das Astkreuz. Es sind überwiegend in Holz geschnitzte, nicht mehr im baulichen oder zyklischen Zusammenhang aufgestellte Figuren oder Gruppen, die auch nicht mehr Teil eines theologischen Lehrgebäudes sind, sondern sich an das Gemüt des Einzelnen wenden, ihn zum Mitleiden und zu andächtiger Versenkung auffordern. In diesem Sinn erfuhr auch das Marienbild eine Veränderung und kommt jetzt mit Momenten des Mütterlichen, Emotionalen und Spielerischen dem subjektiven Bildverständnis auch des ungelehrten Bürgers nahe.
Die Höhepunkte der plastischen Kunst in den Jahrzehnten um 1400 sind von Einflüssen und Stilparallelen geprägt, die von verschiedenen höfischen Zentren in Europa ausstrahlten und daher auch als „Internationale Gotik“ zusammengefasst werden. Von Prag, der Residenz Kaiser Karls IV. ging ab 1365 die Bildhauerkunst Peter Parlers aus, dessen Triforiumsbüsten im Veitsdom noch lebende Personen wiedergeben.
Entscheidende Anregungen für den Realismus, (der in ganzer Breite erst im späteren 15. Jahrhundert zum Tragen kommen wird), erwachsen aus den südlichen Niederlanden. Sie waren auch die Heimat des Claus Sluter, dessen wenige kraft- und ausdrucksvolle Werke einen erstaunlich frühen Höhepunkt der gotischen Kunst auf dem Wege zur neuzeitlichen Individualisierung markieren.
Um 1400 haben diese Neuerungen auch die städtisch-bürgerliche Kultur erreicht (Köln, Nürnberg, Siena, Florenz); ihre Ausdruckskunst äußert sich hier aber eher in eleganter Schönlinigkeit und zärtlicher Emotionalität (vgl. die nicht unumstrittenen Hilfsbegriffe „Weicher Stil“ und „Schöne Madonna“). Die biegsamen Gestalten werden von einer bislang nicht gekannten Stofffülle umgeben, die tiefe, weich geschwungene Falten bildet und deren Säume kaskadenartig die Figuren konturieren. Es ist bezeichnend, dass in diesen Jahrzehnten der weich formbare Ton vorübergehend zur Materialoption für den Künstler wird. Bei Hans Multscher ist ab etwa 1430 zu beobachten, wie dieses noch höfisch anmutende Formideal durch realistischere Gestaltungsweisen abgelöst wird. Vordergründig fällt dies am deutlichsten im knitternden Spiel und der harten Brüchigkeit des Faltenstils auf, der sich in dieser Form um 1440–1450 auf breiter Front durchsetzt. Der an vielen Orten tätige Niclas Gerhaert van Leyden geht wiederum darüber hinaus: Der organische Aufbau seiner Figuren, das sinnliche Empfinden für Stofflichkeit und das lebendig genutzte Prinzip der gotischen Vielschichtigkeit werden als genial beschrieben. Selber nicht unbeeinflusst von der zeitgenössischen Druckgraphik, hatte Gerhaerts Kunst ihrerseits deutliche Auswirkungen auf die Bildhauerkunst am Oberrhein, wie die um 1470 entstandene Dangolsheimer Madonna deutlich werden lässt.

Gotische Plastik um 1400
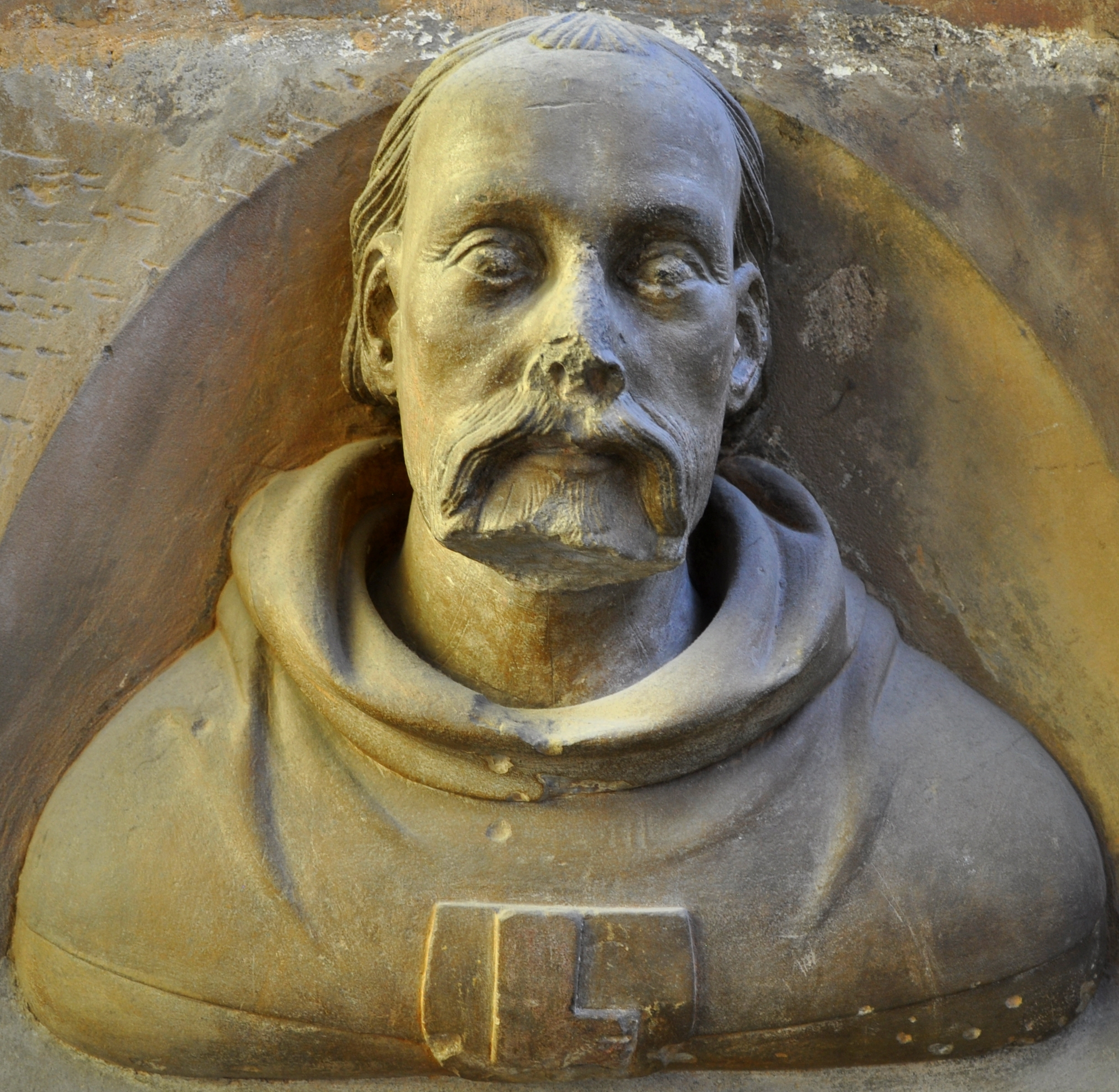
Selbstbildnis Peter Parlers. Büste im Triforium des Prager Veitsdoms, 1365
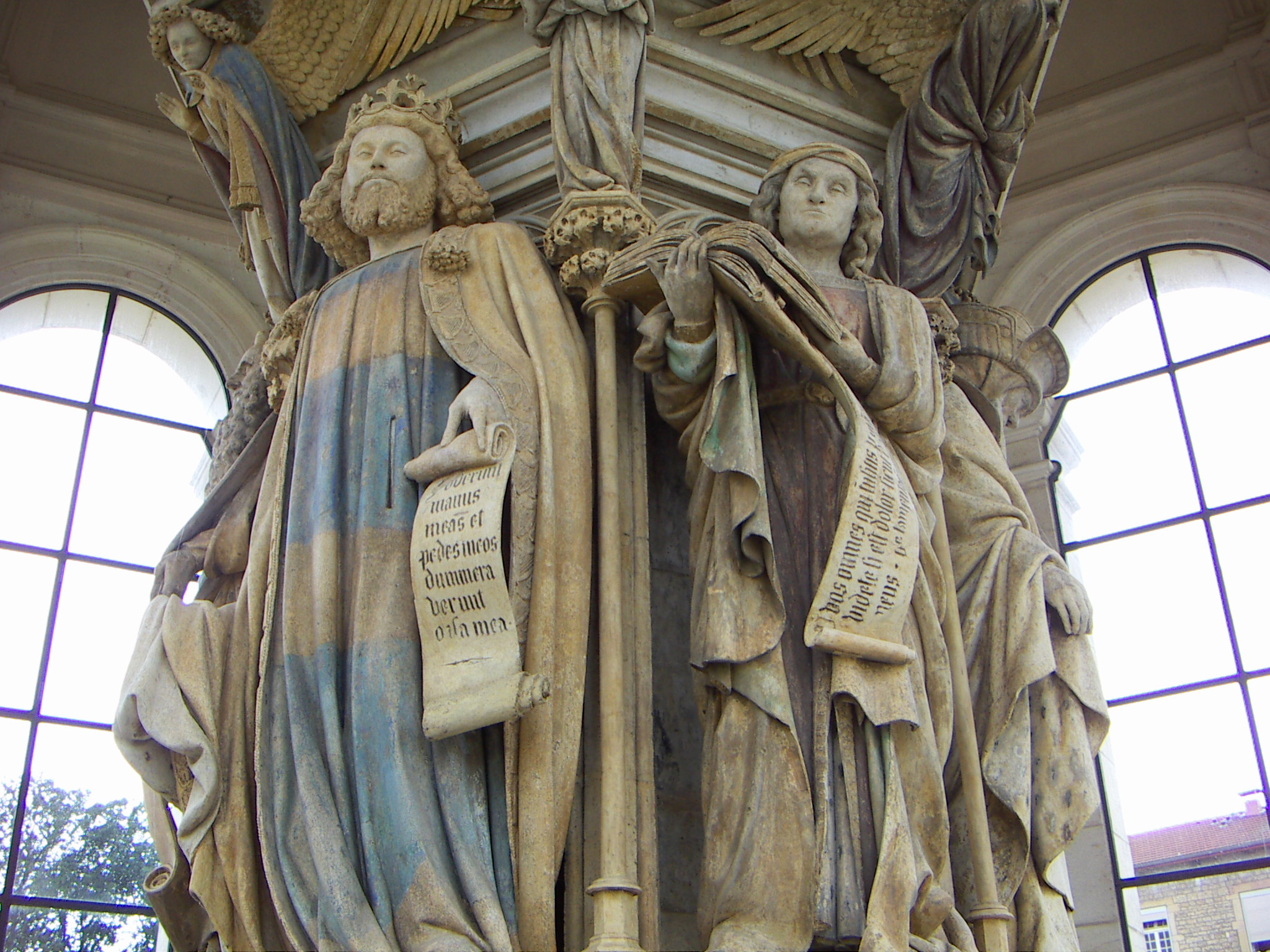
Claus Sluter, David und ein Prophet vom Mosesbrunnen in Dijon
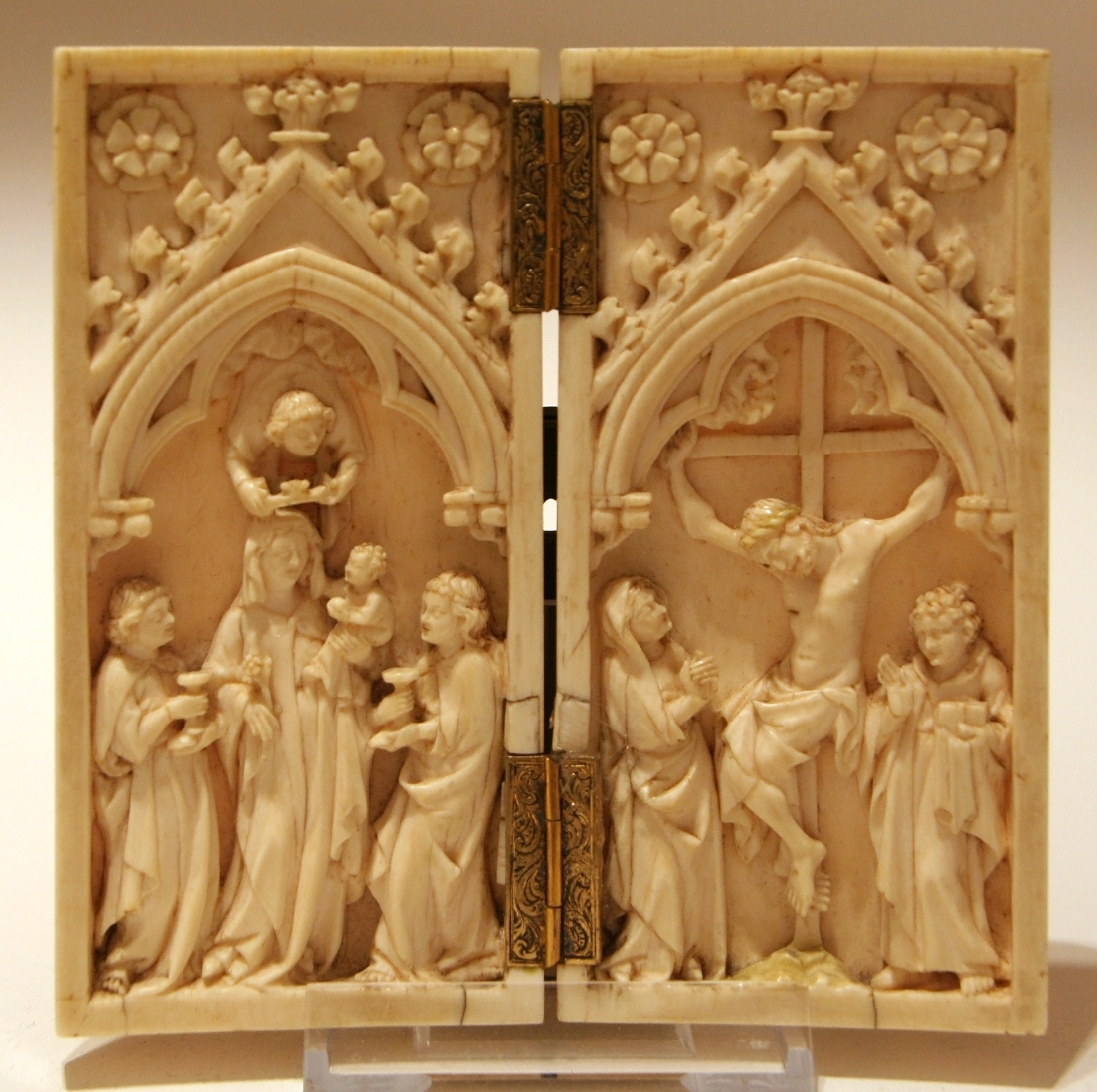
Elfenbeindiptychon mit Marienkrönung, Frankreich, um 1380–1400
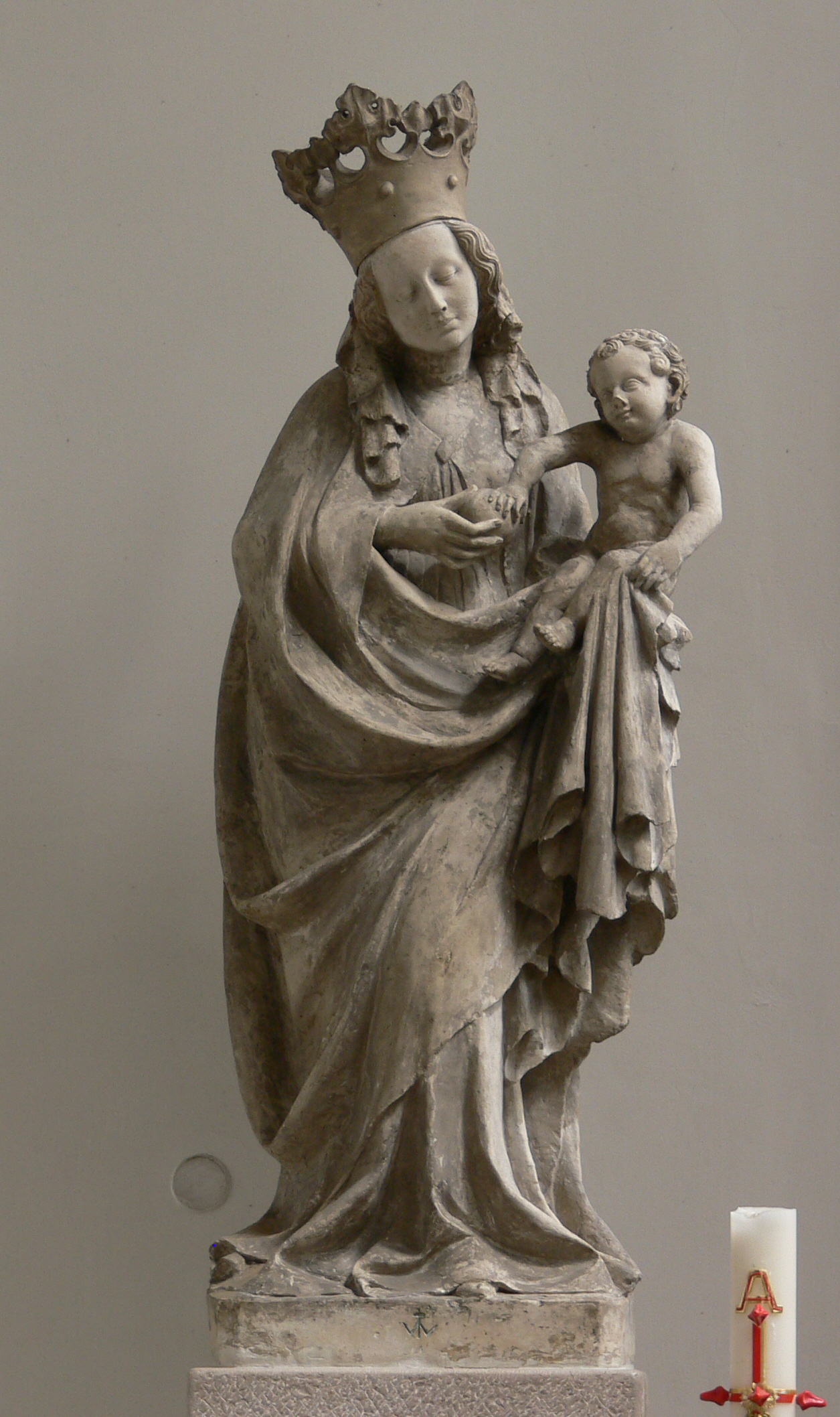
Madonna, Stiftskirche Horb. Um 1400.

War das Andachtsbild das Leitmotiv des 14. Jahrhunderts, so wird am Ende des Mittelalters, vor allem im deutschen Sprachraum, das Flügelretabel zur Hauptaufgabe für den nun überwiegend in Holz arbeitenden Bildhauer. Angesichts der großen Verluste ist die unzählbar große Menge an erhaltenen Altaraufsätzen nur eines der Anzeichen für die gegen 1500 noch einmal anschwellende Skulpturenproduktion. Veranlasst von Familien und Korporationen füllt jetzt ihre Vielfalt die Schiffe und neu angebauten Seitenkapellen in den Bürgerkirchen der großen Städte. An größeren Altären wird in figurenreichen Szenen von Passion, Marienleben, Heiligenlegenden erzählt.
Im 15. Jahrhundert erscheinen in nennenswerter Zahl die ersten individuellen Künstlernamen und bleiben für uns heute greifbar (Einzelartikel zu Bildhauern der Epoche findet man in der Kategorie:Bildhauer des Mittelalters). Zugleich gewinnt die Regionalität der Stile an Bedeutung, so dass wir heute oft Werke, von denen Genaueres über ihre Herkunft nicht dokumentiert ist, bestimmten kleinräumig definierten Kunstlandschaften stilkritisch zuordnen können.
Dass beides, Regionalität und stilbildende Kraft einzelner Künstler in Wechselwirkung stehen, sieht man am Werk Tilman Riemenschneiders, dessen ausdrucksvoller physiognomischer Charakterisierungsstil auch auf andere Werkstätten im mainfränkischen Gebiet ausstrahlte. Als Neuerer erscheint er mit seinen durchfenstert gestalteten Raumhintergründen, die den Szenen Dramatik und Tiefe geben, vor allem aber durch den erstmals von ihm geübten Verzicht auf die farbige Fassung eines Teils seiner Werke.
Für Michael Pacher in Tirol lagen die oberitalienischen Kunstzentren näher als für weiter nördlich beheimatete Schnitzer. Was er dort, unter anderem in Padua gesehen und gelernt hatte, floss in seinen Stil ein. Pacher stellt groß gesehene Figurengruppen in zentralperspektivisch gebaute Räume, so überwindet er die Kleinteiligkeit und enge Gliederung älterer gotischer Altarwände. Aber noch spielt das Strahlen und Funkeln der goldenen Fassung eine für die Bildwirkung entscheidende Rolle. Hauptwerk ist sein Altar in St. Wolfgang.
Auch bei Veit Stoß, etwa seinem Krakauer Altar, ist das Neue die renaissancehafte Zusammenfassung der Schreinfiguren zu einer einheitlichen Bildbühne.
Diese, in den Jahrzehnten um 1500 gipfelnde Steigerung bedeutet zugleich das Ende der spätgotischen Stilentwicklung, in der sich das Schwergewicht der künstlerischen Bedeutung in der Skulptur insgesamt von Frankreich zu den deutschsprachigen Ländern verschoben hatte.
Alle Einzelartikel zu bedeutenden gotischen Altären findet man in der Kategorienliste:Gotischer Altar

Spätgotische Plastik
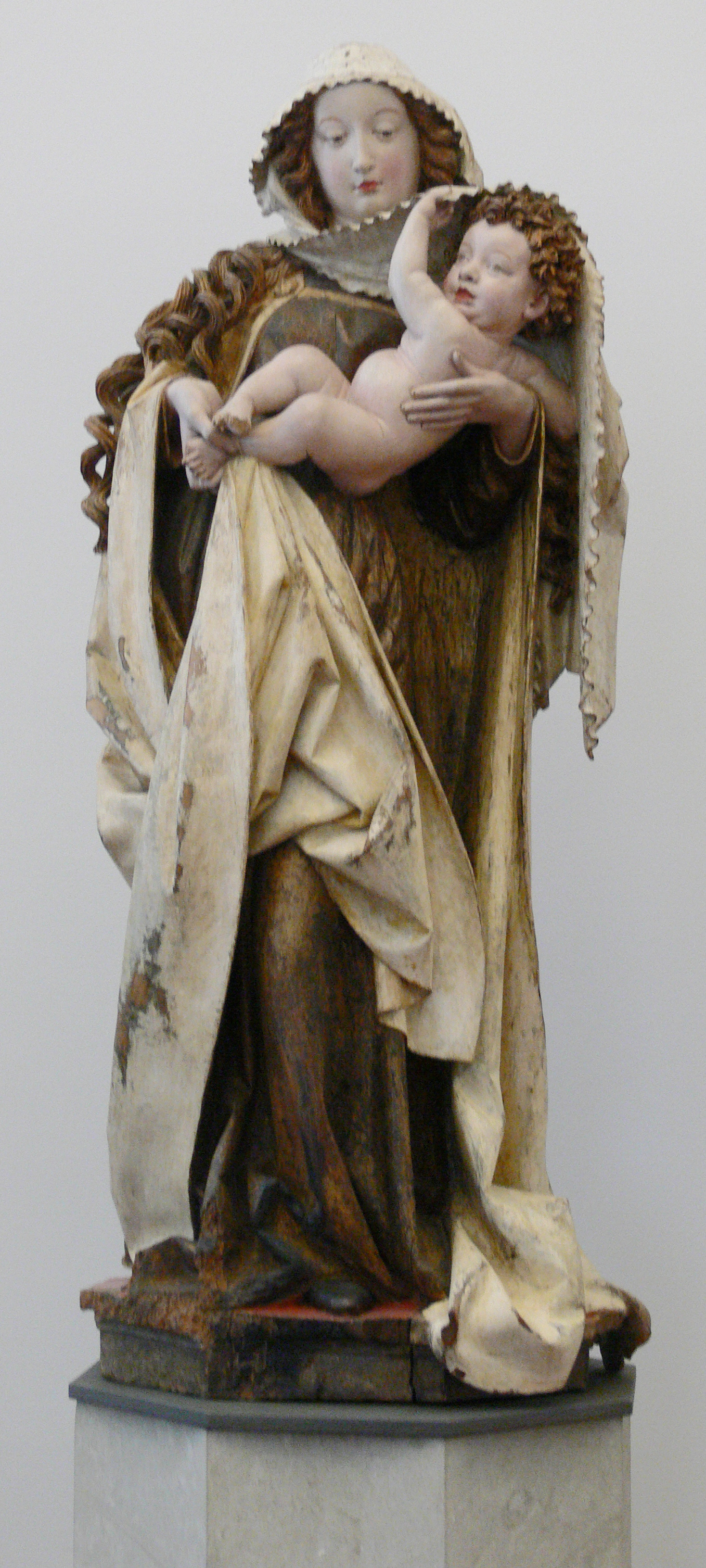
Niclas Gerhaert van Leyden, Dangolsheimer Muttergottes, Straßburg um 1460/1465, Nussbaumholz, Bode-Museum Berlin.
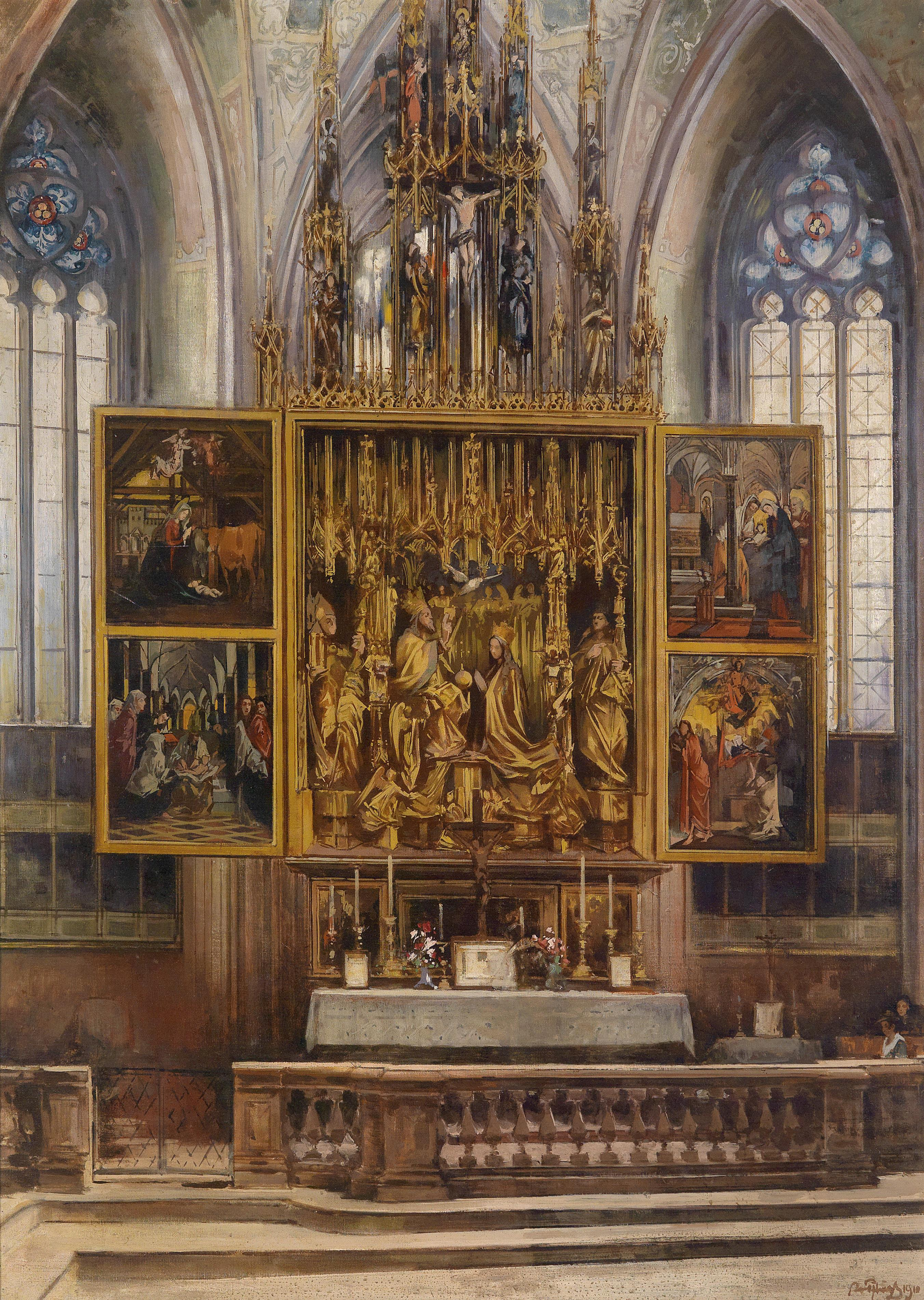
Michael Pacher, Hochaltar in St. Wolfgang, 1471
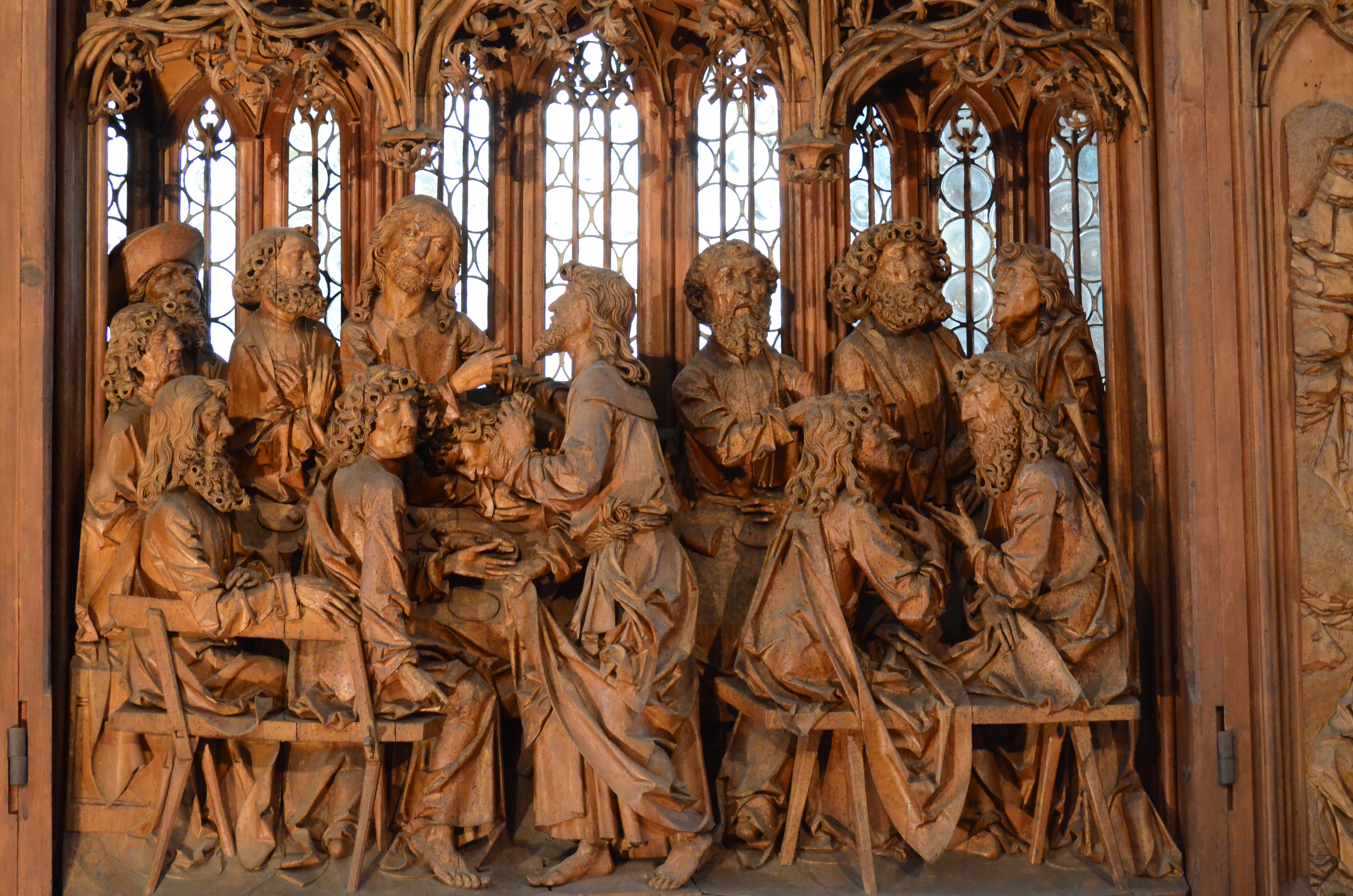
Detail aus der Abendmahlsdarstellung von Tilman Riemenschneider am Heilig-Blut-Altar in Rothenburg ob der Tauber, 1501–1505
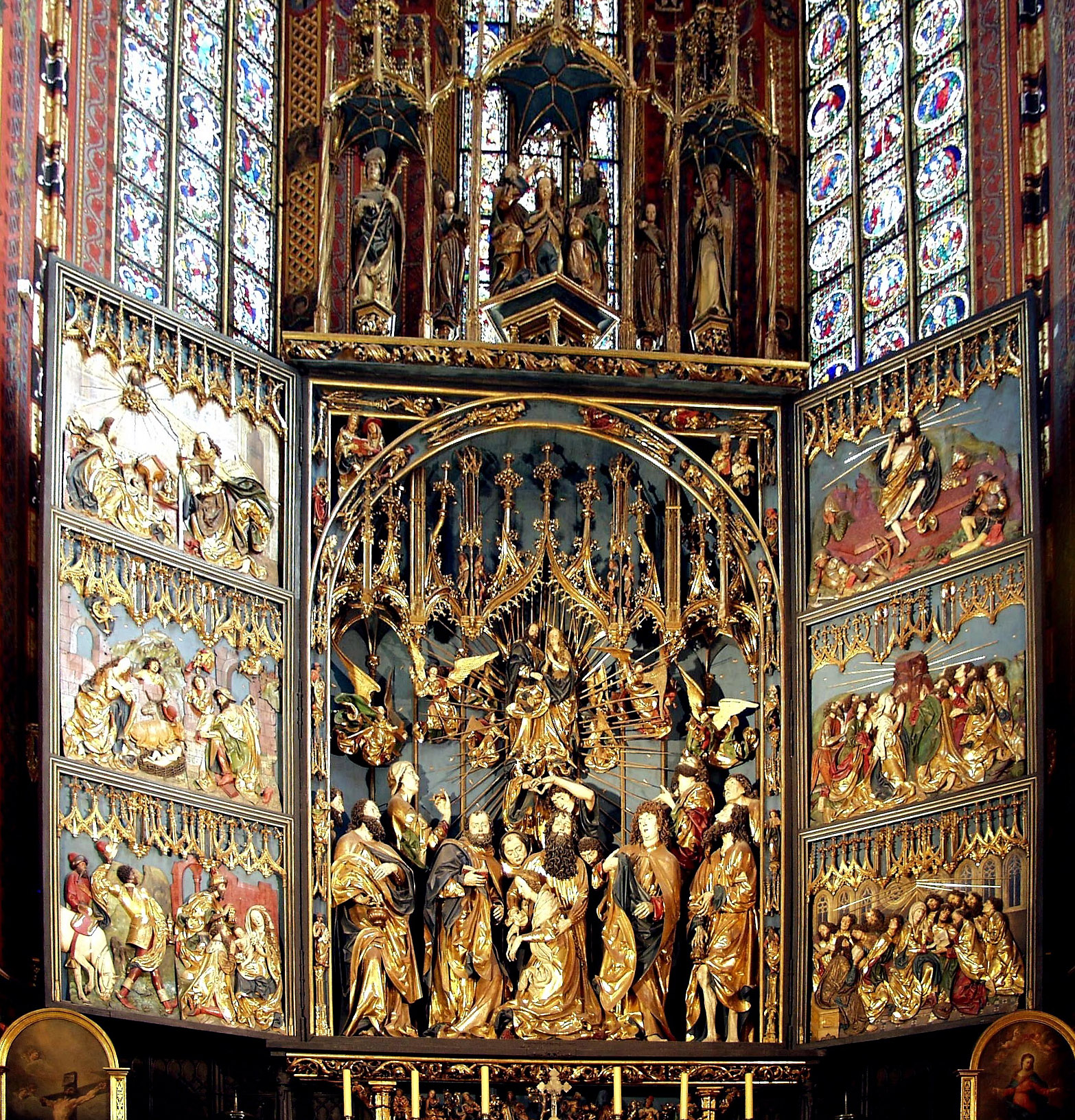
Krakauer Hochaltar – das Hauptwerk von Veit Stoß, 1477–1489

### Neuzeit

#### Renaissance
Kein Land ist mit dem Epochenbegriff „Renaissance“ so eng verknüpft wie Italien. Hier, wo ständig antike Relikte wieder ans Licht kamen und wo zuerst die antiken Autoren wieder erforscht und gedruckt wurden, waren auch die Nachwirkungen der ästhetischen Ideale der Antike nie völlig verschwunden. So hatte hier die Renaissance eine lange „Vorlaufzeit“, die sich in der Protorenaissance der Romanik (Benedetto Antelami) und der Gotik (Niccolò Pisano) äußerte. Ganz anders vollzog sich der Übergang in den Ländern des Nordens, die mit dem Ende des Mittelalters den neuen, bereits entwickelten Stil übergangslos adaptieren konnten.
Konstituierende Elemente des neuen Kunstverständnisses waren die Zentralperspektive (Schulbeispiel: Lorenzo Ghibertis zweite Baptisteriumstür in Florenz, 1425–1452), die als Akt im Kontrapost (Donatellos David um 1440) und als Bildnis (Donatello: Reiterstandbild des Gattamelata, 1447, und das des Colleoni von Verrocchio, 1479–1488) wiedergegebene körperliche Erscheinung des Menschen. Donatellos David erfüllt das klassische Ideal der rundum ansichtigen Statue und entsprechend wurde 1504 dann auch Michelangelos David frei auf der Piazza della Signoria platziert. Auch die Bevorzugung der Werkstoffe Bronze und Marmor in dieser Epoche ist dem antiken Vorbild geschuldet.
War, abgesehen von Donatello, die Frühzeit der Renaissance noch vom Leitbild der Harmonie geprägt, so ist an ihrem Höhepunkt und zugleich Ausklang, dem Werk Michelangelos, Ausdrucksstärke und Kraft (von terribilitá sprachen seine Zeitgenossen sogar) das entscheidende künstlerische Mittel.
Auftraggeber sind in der Renaissance nicht mehr so sehr die Kirchen. Obwohl die Bildthemen noch überwiegend dem biblisch-christlichen Kosmos angehören, haben sie ihren rein sakralen Charakter verloren, sie dienen mehr dem Ruhm weltlicher und geistlicher Fürsten, sollen von deren Kunstverständnis zeugen und tragen so zu einer Konkurrenz bei, in der nicht nur Künstler, sondern auch Herrscher, Städte und Korporationen als Förderer der Künste miteinander wetteifern. Medium der Selbstdarstellung des Auftraggebers zu sein, galt noch mehr als in anderen Sparten der Bildenden Kunst für die Skulptur, denn ihr Ort war überwiegend der öffentliche Raum.
Einen besonderen Typus plastischer Bildnisse in Büstenform schuf Francesco Laurana mit seinen jugendlich stilisierten Frauenporträts. Nicht übersehen werden sollte das kaum jemals wieder erreichte Niveau der Medaille. 1439 schuf Antonio Pisanello die erste nachantike Porträtmedaille. Luca della Robbia, ein Schüler des bedeutenden Frührenaissancebildhauers Nanni di Banco, schuf für den Florentiner Dom eine Sängerkanzel (1435, dessen kontrastierendes Pendant Donatello schuf), widmete sich aber seit 1439 überwiegend der immer umfangreicher werdenden Produktion von glasierten Terrakottareliefs, die seine Familie fortführte. Neben Ton kamen auch andere günstigere Werkstoffe dem aufkommenden häuslichen Bedarf entgegen, während Kleinplastiken in Bronze und Marmor für gebildete Sammler entstanden.
- Einzelartikel zu Bildhauern der Epoche findet man in der Kategorie:Bildhauer der Renaissance

Skulpturen der italienischen Renaissance
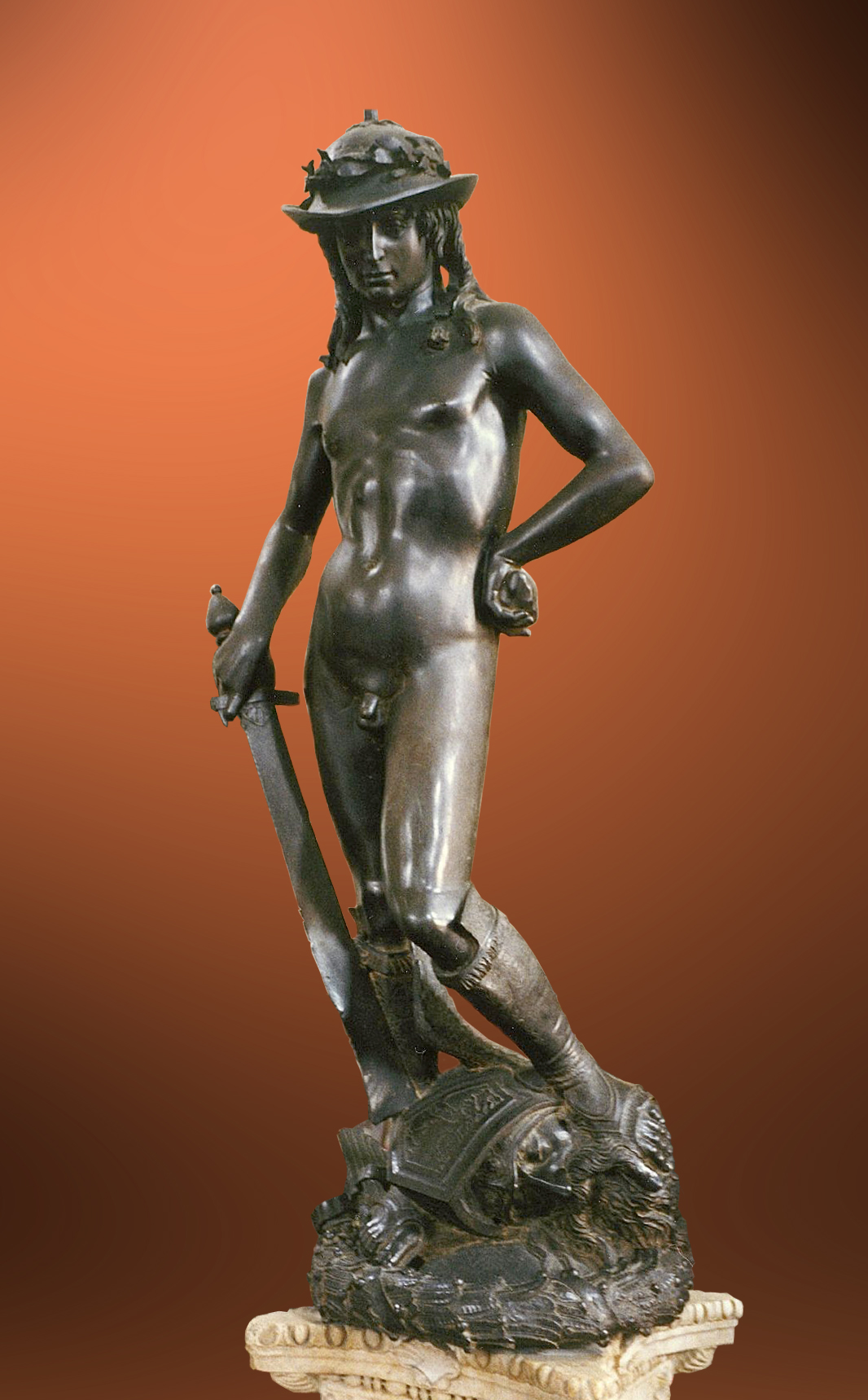
Donatello: David, Bronze, (um 1430), Florenz, Bargello
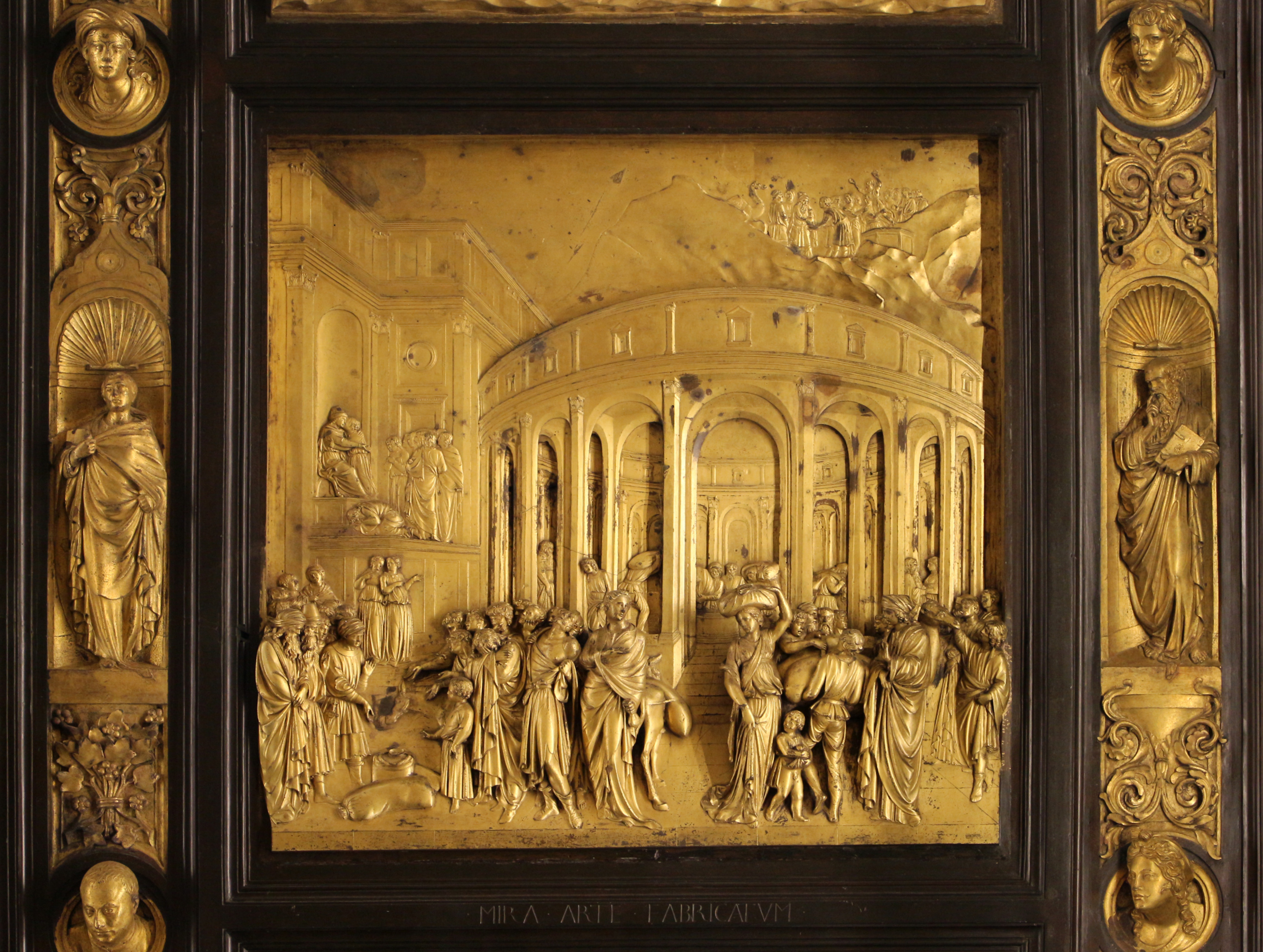
Ghiberti: Detail aus der Paradiesestür (1452), Florenz, Baptisterium San Giovanni
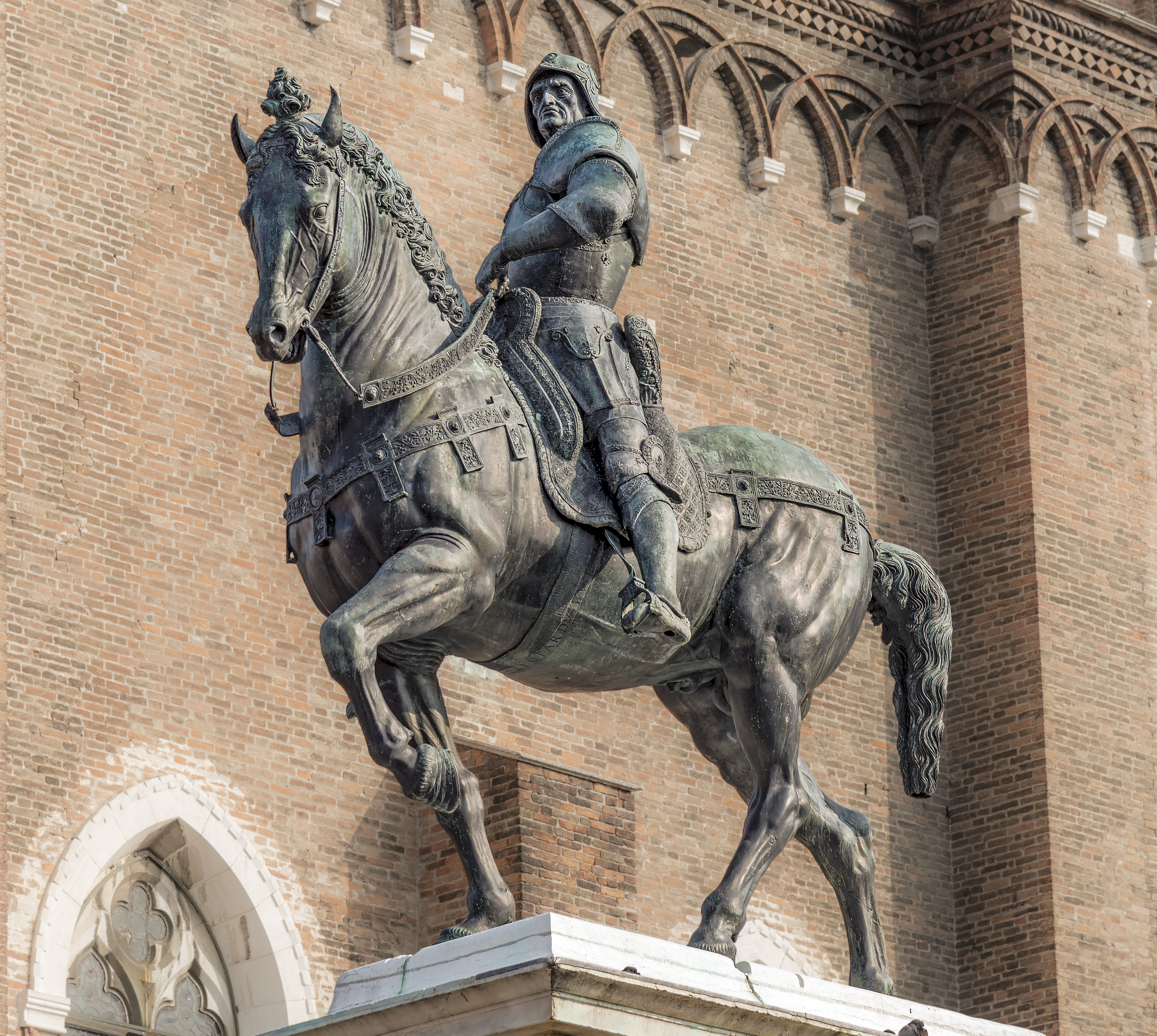
Verrocchio: Reiterdenkmal für Colleoni, Bronze, (Guss 1493), Venedig, vor S.Giovanni e Paolo
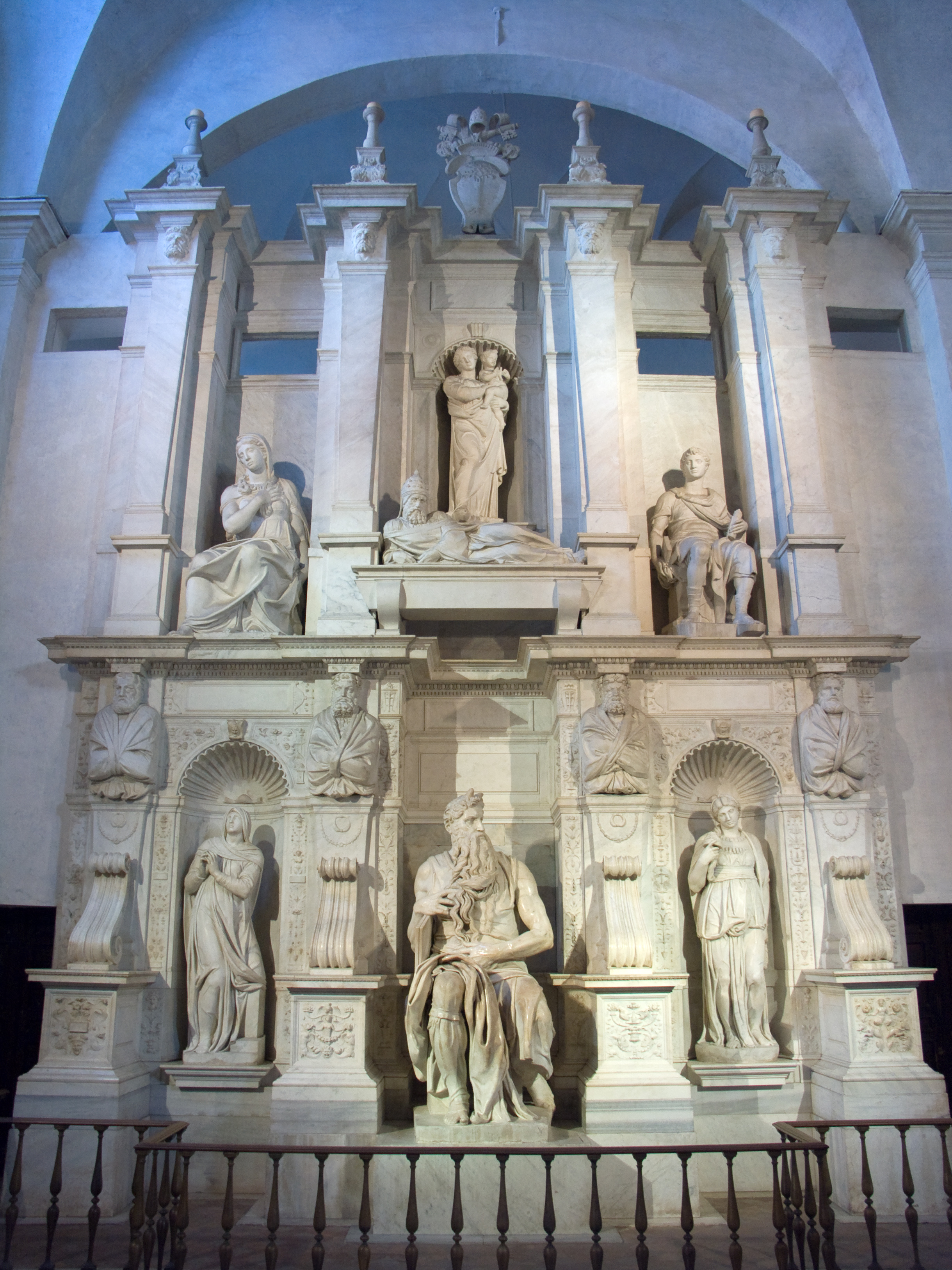
Michelangelo: Grabmal für Papst Julius II., (1505–1545) Rom, San Pietro in Vincoli

#### Manierismus
Konzentrierten sich die nachhaltigen Neuerungen der Hochrenaissance noch weitgehend auf Italien mit den Brennpunkten Florenz und wenig später Rom, so nahmen an der darauf folgenden Übergangsphase, dem Manierismus, auch andere europäische Kunstlandschaften in Frankreich, Spanien, den Niederlanden und Deutschland teil. Die Bedeutung der antiken Vorbilder ging zurück. Eine Periodisierung des Manierismus muss unscharf bleiben, sie wird häufig mit „ca. 1530–1600“ angegeben, doch ist im Norden eine deutlich längere Nachwirkung hinzuzurechnen.
Die Anfänge liegen wieder in Florenz. Baccio Bandinellis Gruppe Herkules und Cacus (1534), aufgestellt an prominentem Ort, der piazza della Signoria, steht noch sehr in der Nachfolge Michelangelos. Unruhiger und virtuoser kommt Bandinellis Konkurrent Benvenuto Cellini daher. Sein für den französischen König gefertigtes Salzfass (1543), die berühmte Saliera, ist zwar eine Goldschmiedearbeit, gehört aber auch zu den großen Werken der europäischen Bildhauerkunst. Die Bronzestatue des Perseus (1553, Loggia dei Lanzi), gilt als sein vollkommenstes Werk. Der folgenden Generation gehörte Giovanni da Bologna (Gianbologna) an. Sein Raub der Sabinerinnen (1583, Loggia dei Lanzi) illustriert exemplarisch einen Schlüsselbegriff zur Charakterisierung des manieristischen Figurenstils, die figura serpentinata mit ihrer schraubenförmig gewundenen Körpertorsion. Sie ist darauf angelegt, dem Betrachter beim Umschreiten ständig wechselnde, kompositorisch interessante Ansichten zu bieten. So sollte die Plastik aufholen im alten Wettstreit mit der Malerei.
Ein Schüler Gianbolognas, Hubert Gerhard, arbeitete seit 1581 als Bronzegießer in Süddeutschland. Der Augustusbrunnen (1594) war ein Auftrag der Stadt Augsburg, hier posieren erstmals Liegefiguren an einem Brunnen nördlich der Alpen. In München stellte Gerhard sich in den Dienst der Gegenreformation und schuf hier die Ausstattung der Michaelskirche (um 1590). Der symbolisch aufgeladene Drachentöter an der Fassade zeigt den voluminösen Körper des Erzengels in ein brüchig knitterndes Gewand gehüllt, das nicht zufällig an den Faltenstil des katholischen Mittelalters erinnert.
Der Tiroler Hans Reichle, ein Schüler Giovanni da Bolognas und Gehilfe Hubert Gerhards reicherte deren Stil mit bewegtem Pathos an. Seine Hauptwerke stehen in Augsburg: die Michaelsgruppe am Augsburger Zeughaus (1607) und die Kreuzigungsgruppe in St. Ulrich (1605 aufgestellt). Sein bedeutendster Schüler war Georg Petel, der in seinem Werk (auch in seinen kleinen Elfenbeinarbeiten) Anregungen aus Italien, Flandern und der deutschen Spätgotik verarbeitete. Eine eigenwillige norddeutsche Variante des Manierismus bietet das Werk Ludwig Münstermanns.
In Frankreich, genauer: im Umkreis des Pariser Hofes, geben Jean Goujon und Germain Pilon dem Manierismus eine eigene Stilisierung, indem sie den bewegten Körper mit fein gefältelten Gewändern bedecken, die ihre Herkunft vom Linienwerk hellenistischer Vorbilder nicht verleugnen.
- Einzelartikel zu Bildhauern der Epoche findet man in der Kategorie:Bildhauer des Manierismus

Skulpturen des Manierismus
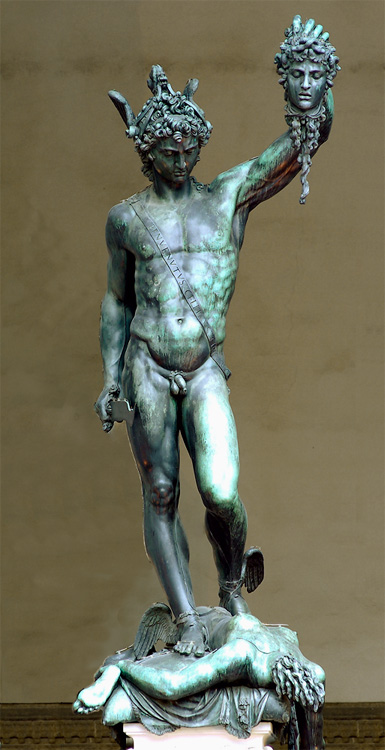
Cellini: Perseus (1554), Florenz, Loggia dei lanzi
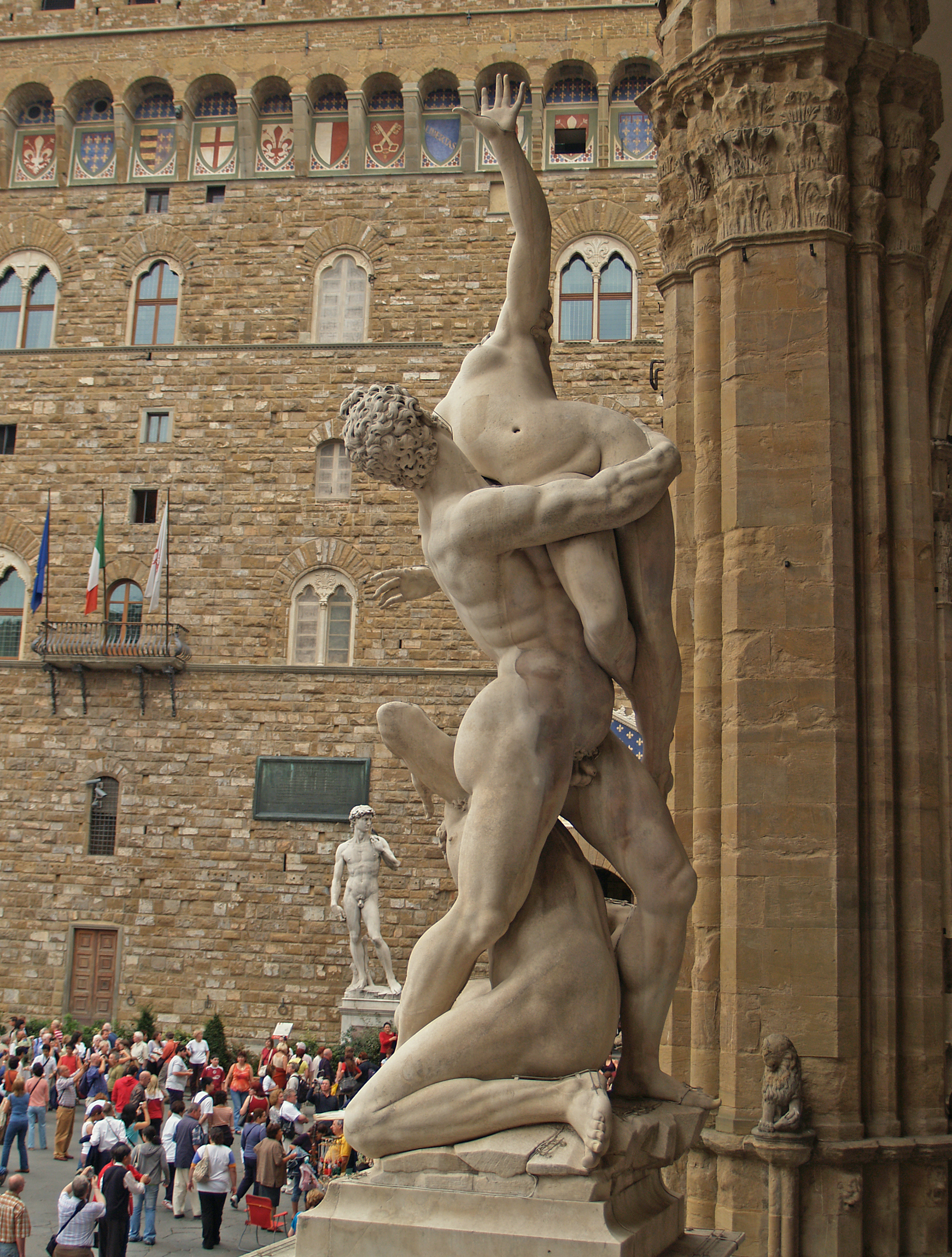
Gianbologna: Raub der Sabinerin (1579), Florenz, Loggia dei lanzi
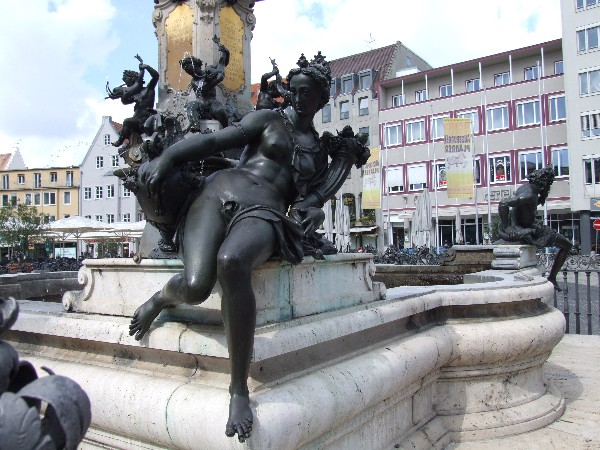
Hubert Gerhard: Augustusbrunnen (1594), Augsburg
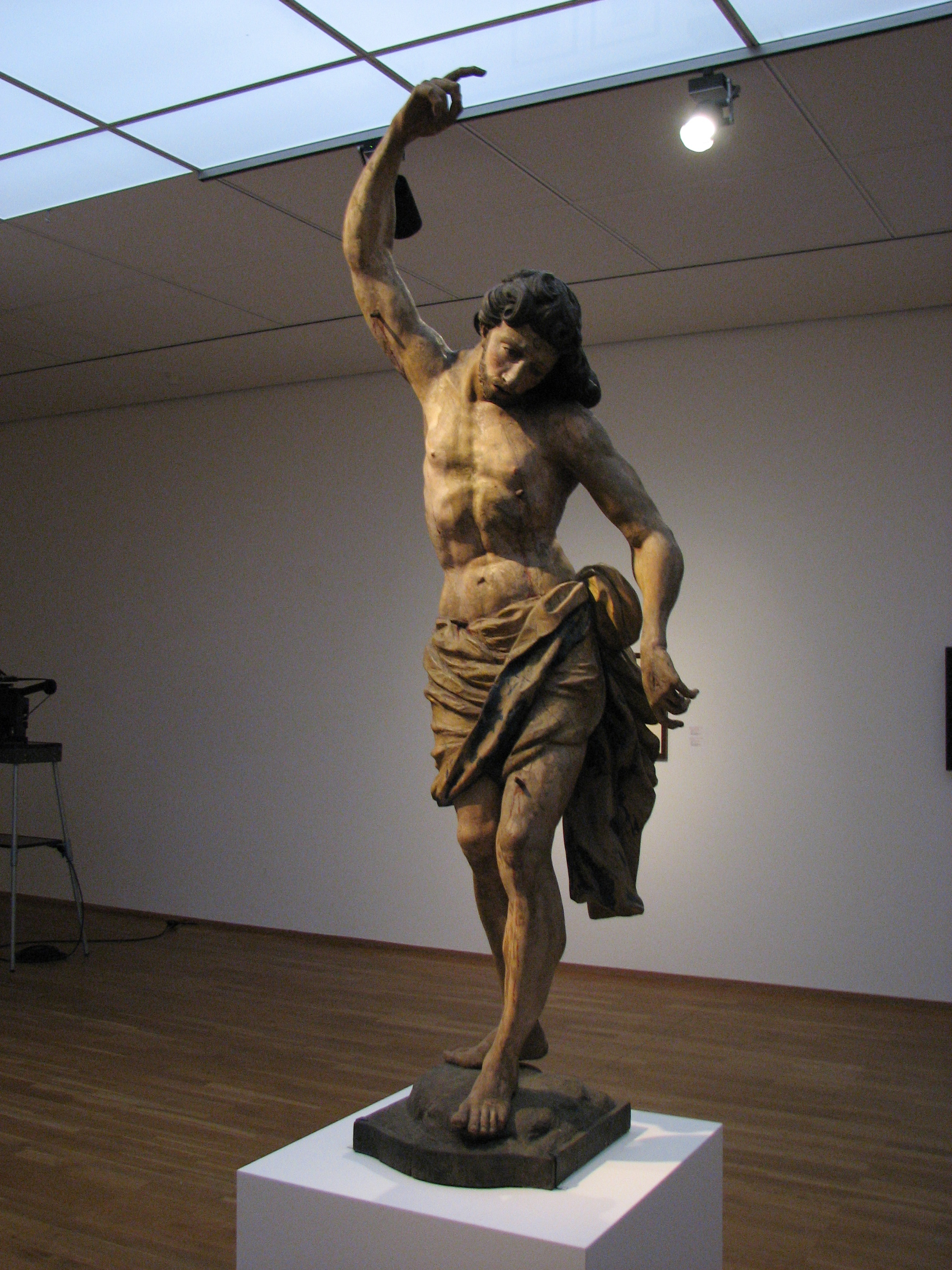
Georg Petel: Hl. Sebastian (um 1630)

#### Barock
Die Höhepunkte der Barockskulptur fallen in das 17. Jahrhundert. Während die Frühzeit der Epoche heute meist unter dem Begriff Manierismus gefasst wird, wird der Begriff Spätbarock (ab 1720) nicht immer eindeutig von dem des Rokoko getrennt.
Absolutismus und Gegenreformation sind wichtige Komponenten für Entstehungsanlässe von Skulpturen und, daraus folgend, ihrer Ikonographie.
Aufgabenfelder sind weiterhin Porträtbüste und Denkmal. Mausoleum, Grabmal und Epitaph, werden mit Architekturelementen angereichert und bis zur pompösen Übersteigerung fortentwickelt. Brunnen bekommen nicht nur beherrschenden Skulpturenschmuck, sondern werden – wie in der Barockarchitektur ja überhaupt zu beobachten – selbst plastisch modellierte Baukörper. Atlanten und Hermen sind neue Elemente am profanen Außenbau, aber auch von Möbeln und Kleinarchitekturen. Sonst sind Bauskulpturen auch gern freigestellt, bilden die Bekrönung von Fassaden und Balustraden, oder akzentuieren Brücken und Treppenanlagen. In der kirchlichen Ausstattungskunst tritt neben die Altarplastik der reiche skulpturale Schmuck von Kanzeln, Taufbecken und Beichtstühlen. Überhaupt ist der plastische Bildschmuck häufiger eingebunden in gattungsübergreifende Ensembles („Gesamtkunstwerk“): Malerische und plastische Elemente gehen illusionistisch ineinander über und Skulpturen werden Teil architektonischer Konzepte. Die Gartenkunst verbindet streng geometrisch gestaltete Naturformen mit zwanglos bewegten Freiplastiken.
Das einzelne (fast ausnahmslos figürliche) Bildwerk mit seinen vielfältig komponierten Körperachsen wird raumgreifend, nicht nur in seinem materiellen Volumen mit den sich bauschenden Gewändern, sondern auch mit seinen beziehungsreichen Bewegungs- und Blickachsen. Diese Lebhaftigkeit wird gern durch die Wahl eines flüchtigen Augenblicks gesteigert; verständlich daher, dass der Moment der Verwandlung der von Apoll verfolgten Daphne ein Lieblingsmotiv der Barockbildhauer war.
Geschichtlicher Ausgangsort nicht nur der Plastik des Barock ist Rom, das inzwischen Florenz als Geld- und Ideengeber der Künste abgelöst hatte. Gian Lorenzo Bernini ist die hier alles überragende Kraft. Obwohl er die Grenzen des bildhauerischen Blocks zu überschreiten scheint und nach allen Seiten aufgerissene, bewegte Kompositionen schafft, folgt er selten dem Prinzip der Vielansichtigkeit. Sein David (Bernini) ist die einzige freistehende Plastik in seinem gesamten Werk ! Höhepunkt seiner Ausdruckskunst ist die Verzückung der Heiligen Theresa. Wie auf einer Bühne, unter dramatisch von oben einfallendem Licht ist das Thema der mystischen Vereinigung Theresas mit Christus durch Motive der erotischen Verzückung aufgeladen und in Szene gesetzt. Auch in Berninis Reiterstandbild Ludwigs XIV. (1670) ist mit dem sich aufbäumenden Pferd der entscheidende Augenblick gewählt. Ein Blick auf François Girardons Entwurf dagegen zeigt die Eigenart des französischen Barockstils. Das Ideal dieses Hauptvertreters des französischen Barockplastik war Erhabenheit und klassische, an der Antike geschulte Strenge. Allenfalls Pierre Puget folgte noch der stürmischen Dynamik Berninis, während Antoine Coysevox bei allem Pathos von der repräsentativen Statuarik nicht abwich.
Deutschland war in dieser Epoche zunächst durch den Dreißigjährigen Krieg geschwächt. In Norddeutschland war die Plastik von Vorbildern aus Flandern abhängig. Dort hatte, zum Beispiel bei Artus Quellinus II. um die Mitte des 17. Jahrhunderts die Emotionalität Berninis Einzug gehalten. Auch Andreas Schlüter in Berlin war mit niederländischer Kunst vertraut. Sein 1700 fertiggestelltes Reiterdenkmal verbindet diese Kenntnis mit Anregungen aus Frankreich und Italien.
Der deutsche Südwesten bringt, bedingt auch durch zahlreiche neu erbaute Schlösser und katholische Kirchen, eine Fülle von bildhauerischen Aufträgen. Balthasar Permoser kommt 1690 aus Italien, wo er lange Jahre gearbeitet hatte, nach Dresden und dekoriert ab 1711 den Dresdener Zwinger, indem er „Bauglieder in bewegte Gestalten verwandelt“.
Die Generation der in den 1690er Jahren geborenen süddeutschen Bildhauer leitet vom Spätbarock zum Rokoko über: Die in ihren Kirchenausstattungen Stuck und Fresko verbindenden Brüder Asam, Paul Egell mit seiner feinsinnigen Charakterisierungskunst und Joseph Anton Feuchtmayer, der süddeutsche Wallfahrtskirchen mit verweltlichten Heiligen und neckischen Putten ausstattet. Der Wiener Georg Raphael Donner weist mit seinen Bleigüssen schon früh auf den Klassizismus voraus. Eine Generation später wendet sich mit Ignaz Günther, dem Hauptvertreter des bayrischen Rokoko, die Bildhauerkunst für wenige Jahre noch einmal der Farbigkeit zu.
Zur Bildhauerkunst im Barock gehört unverzichtbar die Kleinplastik. Angeregt durch fürstliche Sammelleidenschaft und zusammen mit Naturalien und Kuriosa in den Kunst- und Wunderkammern präsentiert, entstanden nicht nur die in ihrer Einzigartigkeit herausragenden szenischen Goldschmiedewerke, wie sie etwa das Grüne Gewölbe enthält, sondern auch eine Fülle von kleinen Schnitzereien in Hartholz und Elfenbein, in denen virtuose Kunstfertigkeit zur Schau gestellt wird. In diesen Zusammenhang gehören auch (ab etwa 1730) die zur Vervielfältigung geeigneten Porzellanplastiken (vor allem von Johann Joachim Kändler und Franz Anton Bustelli).
- Einzelartikel zu Bildhauern der Epoche findet man in den Kategorien Bildhauer des Barock und Bildhauer des Rokoko.

Skulpturen des Barock
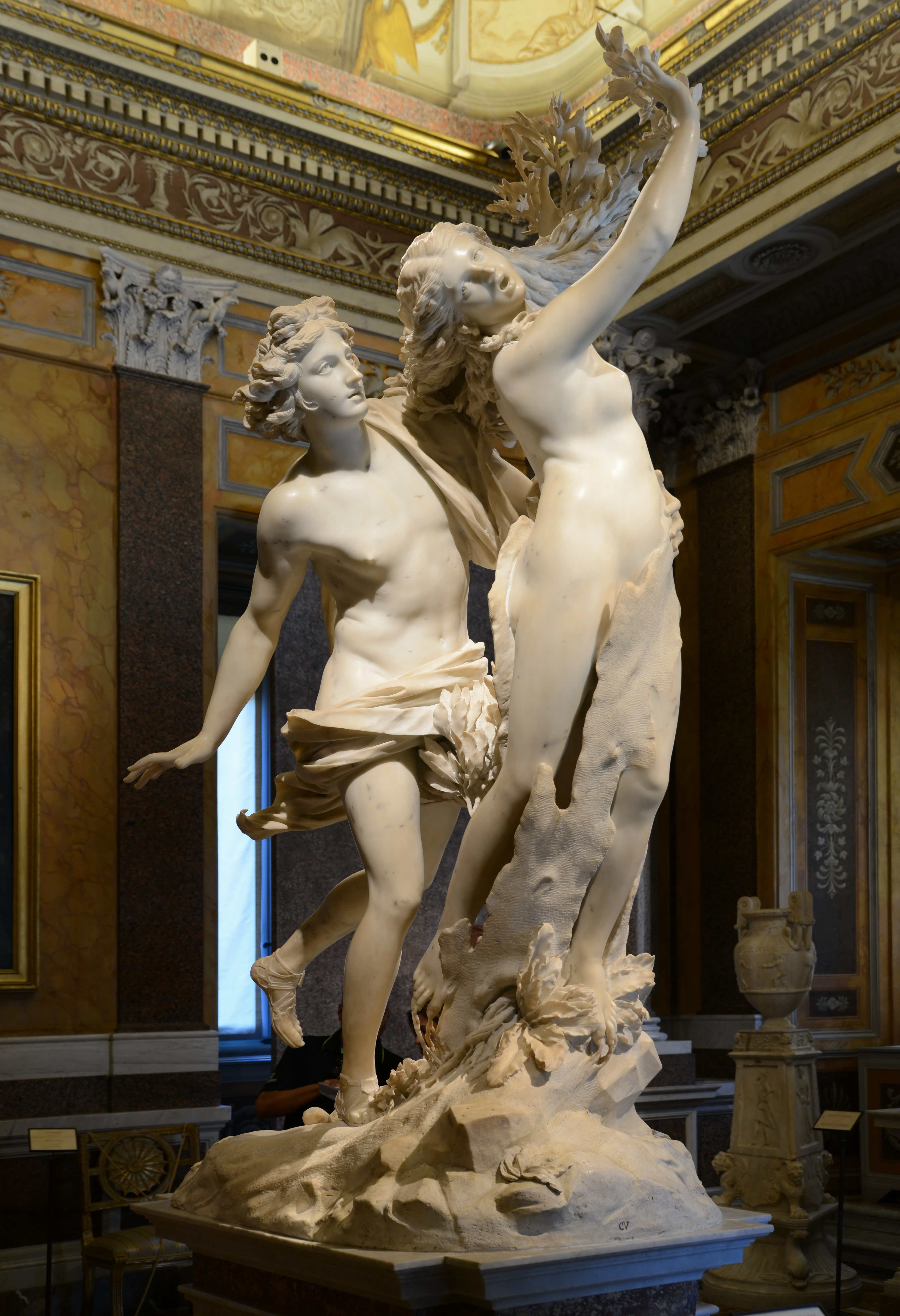
Gian Lorenzo Bernini: Apollo und Daphne (1625), Rom, Galleria Borghese
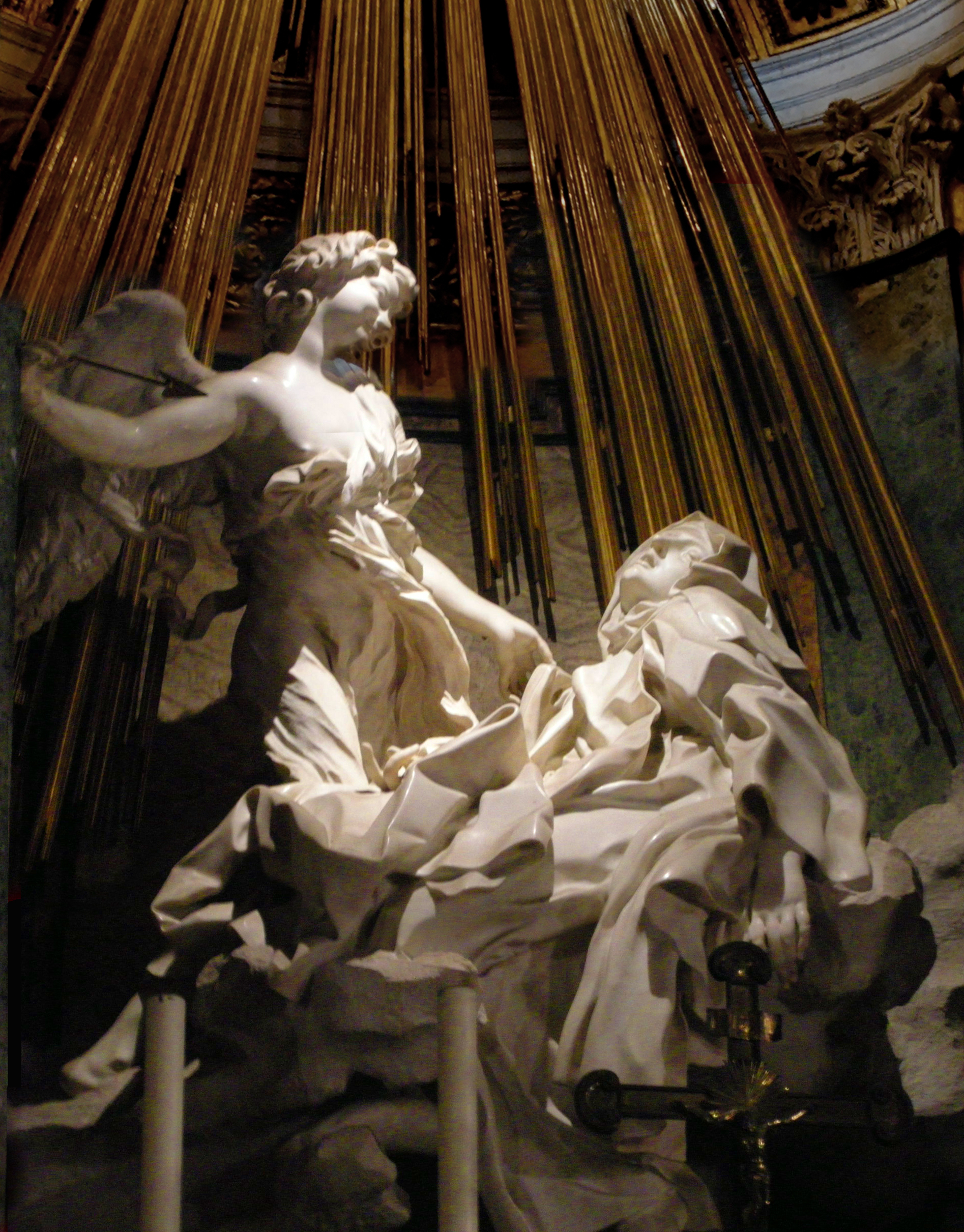
Gian Lorenzo Bernini: Verzückung der Heiligen Theresa (1652), Rom, Santa Maria della Vittoria
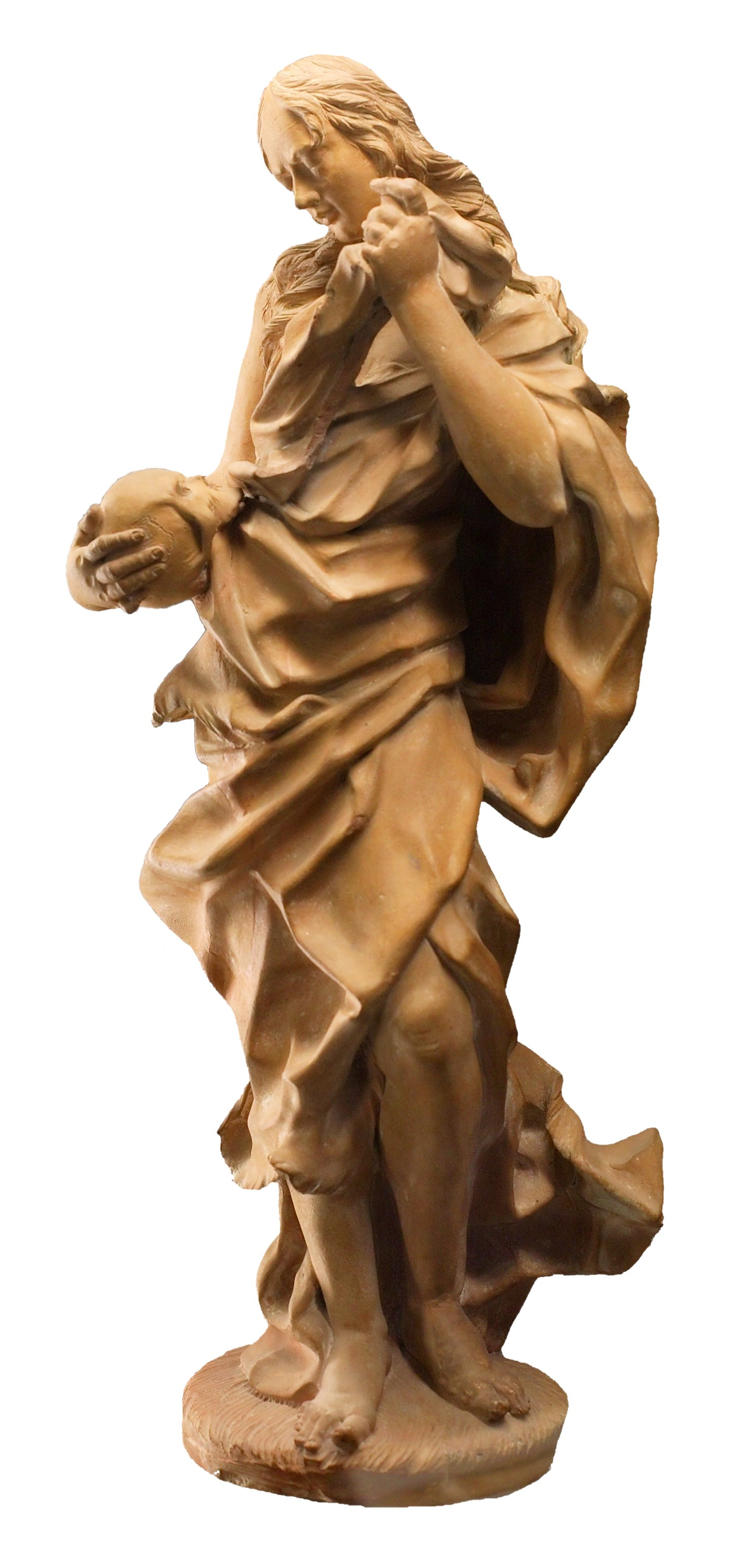
Balthasar Permoser: Modell für eine Statue der Hl. Magdalena. Barockmuseum Salzburg
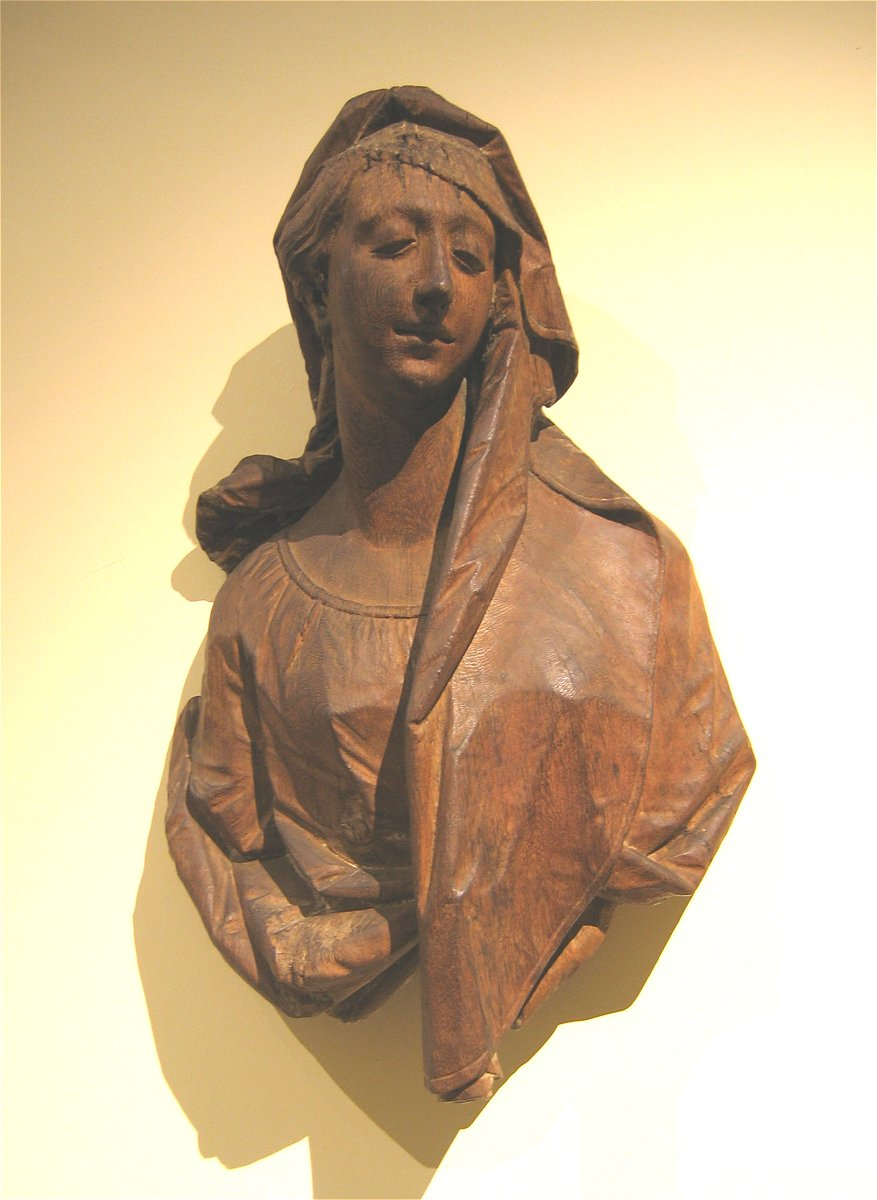
Ignaz Günther: Hausmadonna (nach 1761), Eichenholz, München, Bayerisches Nationalmuseum

#### Klassizismus und Historismus
Noch häufiger als zuvor werden im Klassizismus die Bildhauer mit der Schaffung von Denkmälern beauftragt; zum Grabdenkmal und zur Büste tritt eine im Verlauf des 19. Jahrhunderts zunehmende Flut von Standbildern, die jetzt viele Plätze auch der bürgerlich geprägten Städte besetzen und nicht mehr nur Fürsten, sondern auch Gelehrte und Künstler darstellen. Marmor und Bronze sind die bevorzugten Materialien.
Ausgangspunkt der Entwicklung ist wieder Rom, wo Antonio Canova seit etwa 1780 mit seiner großen Werkstatt als führender Bildhauer etablierte. Seine asketisch strengen, nüchternen Grabmälern für die Päpste Clemens XIV. (1787) und Clemens XIII. (1792) dokumentieren einen programmatischen Bruch mit dem barocken Stilgeschmack. Das Gefühl des Erhabenen sollte hier vermittelt werden. Technische Perfektion und starre Posen erscheinen modernen Autoren freilich als allzu glatt, kühl und von leerer Sentimentalität geprägt. Gleichwohl ist er neben Thorwaldsen der einflussreichste Bildhauer Italiens des ganzen ottocento. Der protestantische Däne Bertel Thorwaldsen verbrachte sein ganzes Künstlerleben in Rom. Auch sein Vorbild war die Kunst der Antike, doch weniger wie noch bei seinen Vorgängern die des Hellenismus, sondern die hochklassische Skulptur zum Beispiel die des kurz zuvor bekannt gewordenen Parthenonfrieses. Das große szenische Relief des Alexanderfrieses von Thorwaldsen spiegelt diese neue Antikenkenntnis. Sein Skulpturenschmuck für die Frauenkirche in Kopenhagen ist „das bedeutendste Beispiel der einheitlichen Ausstattung eines protestantischen Sakralbaus aus dem 19. Jahrhundert“.
Der bemerkenswerteste Beitrag Frankreichs zur Plastik des Klassizismus ist die in der Bildnisbüste zum Höhepunkt gebrachte Porträtkunst. Sie beginnt mit Jean-Antoine Houdon. Aus den Bildhauern der Restaurationszeit und Julimonarchie, die meist in akademisch-klassizistischer Routine befangen blieben, ragt Pierre Jean David d’Angers mit seinen realistischen, lebhaft modellierten Büsten und Porträtreliefs hervor. Von verblüffender Modernität sind die plastischen Skizzen des vor allem als Graphiker bekannten Honoré Daumier. Seine Büsten von Deputierten und die Statuette des Ratapoil sind geradezu modellierte Karikaturen.
Zu den frühen für die Bildhauerkunst wichtigen Klassizisten gehört der Engländer John Flaxman. Er wurde für seine Umrisszeichnungen berühmt, die, in Reliefs umgesetzt, auf den Geschirren der Steingutmanufaktur Wedgwood europäische Verbreitung fanden.
Ein Romaufenthalt gehörte zum festen Bestandteil der Biographie deutscher Bildhauer des 19. Jahrhunderts. Den Einfluss Canovas erfuhr dort Johann Heinrich Dannecker aus Stuttgart. Seine Schillerbüste bestimmt bis heute unser Bild von der Physiognomie des Dichters. Der Berliner Gottfried Schadow bereicherte die klassizistische Strenge durch geistreiche Bilderfindungen und empfindsamen Ausdruck. Zu Recht gehört die Gruppe der preußischen Prinzessinnen Luise und Friederike (1797) zu den populärsten Skulpturen der deutschen Kunst. Schadows Schüler Christian Daniel Rauch ließ sich in Rom von Thorwaldsen beeindrucken. Sein an Büsten und Porträtstatuen reiches Œuvre gipfelt im würdevollen, aber ohne „antike“ Verkleidung auskommenden Reiterdenkmal für Friedrich den Großen (1851). Der Kostümstreit um die angemessene Kleidung bei Denkmälern war damit obsolet geworden – auch dies ein Zeichen für den zunehmenden Realismus in der Kunst.

Skulpturen des Klassizismus
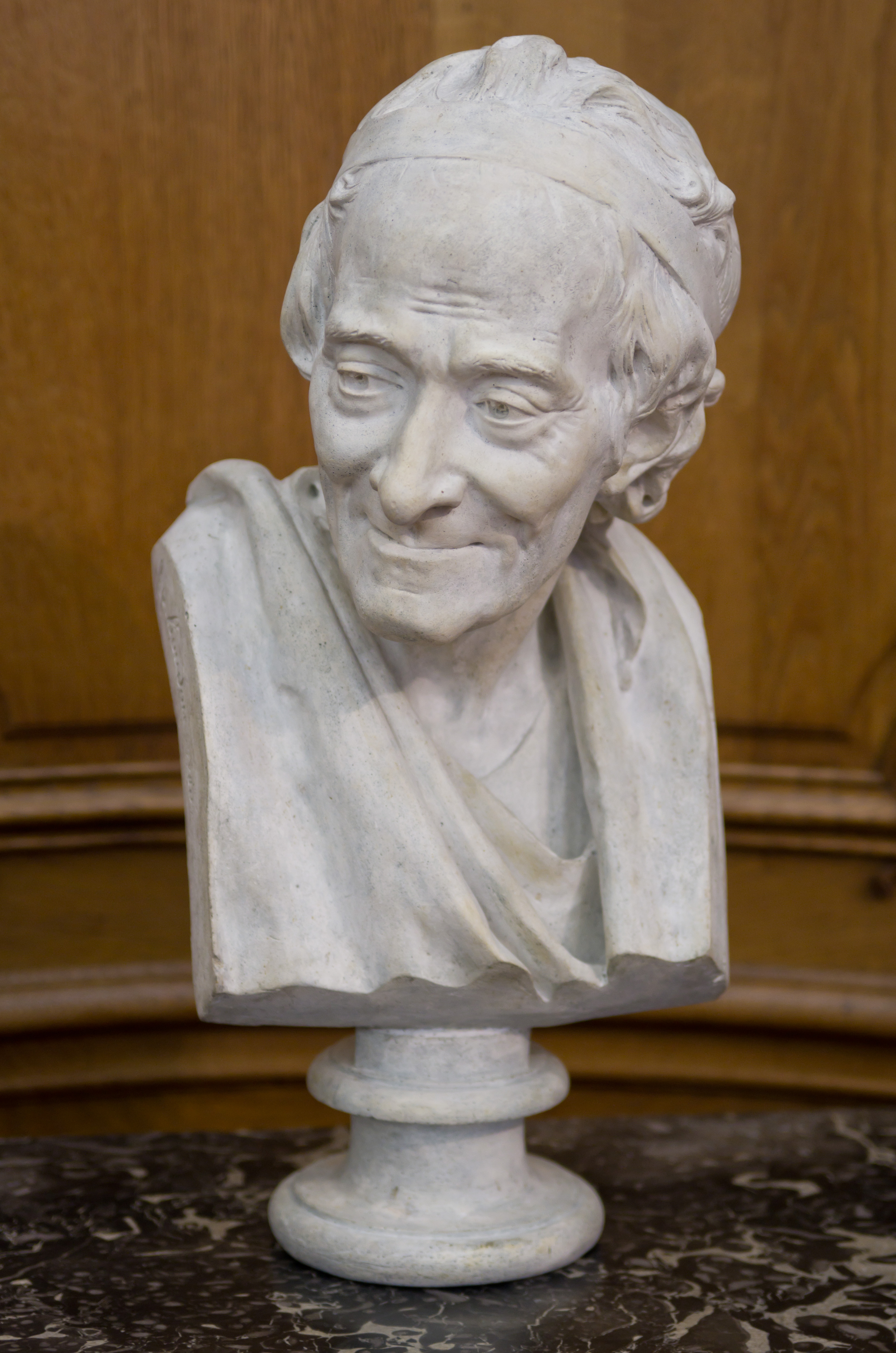
Jean-Antoine Houdon: Voltaire (1778)
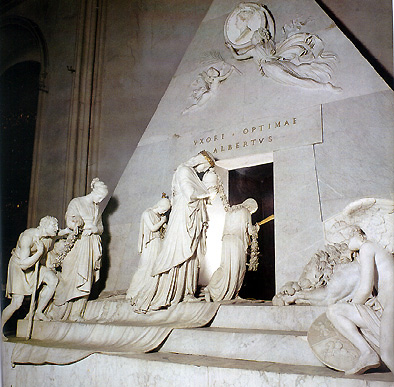
Antonio Canova: Grabdenkmal für Erzherzogin Marie Christine (1805), Wien, Augustinerkirche
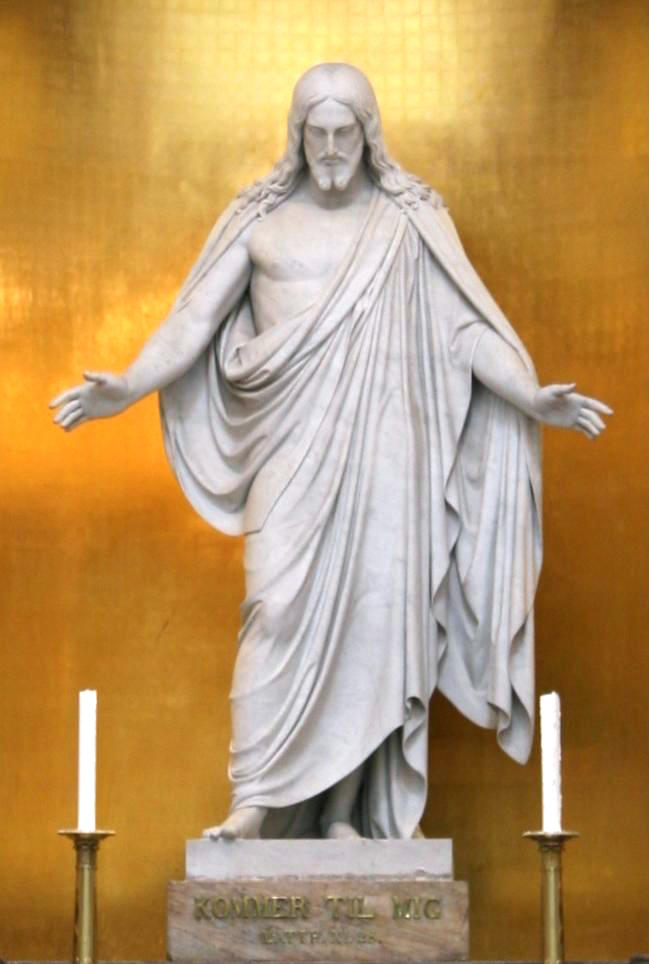
Bertel Thorvaldsen: Christus (1839), Kopenhagen, Liebfrauenkirche
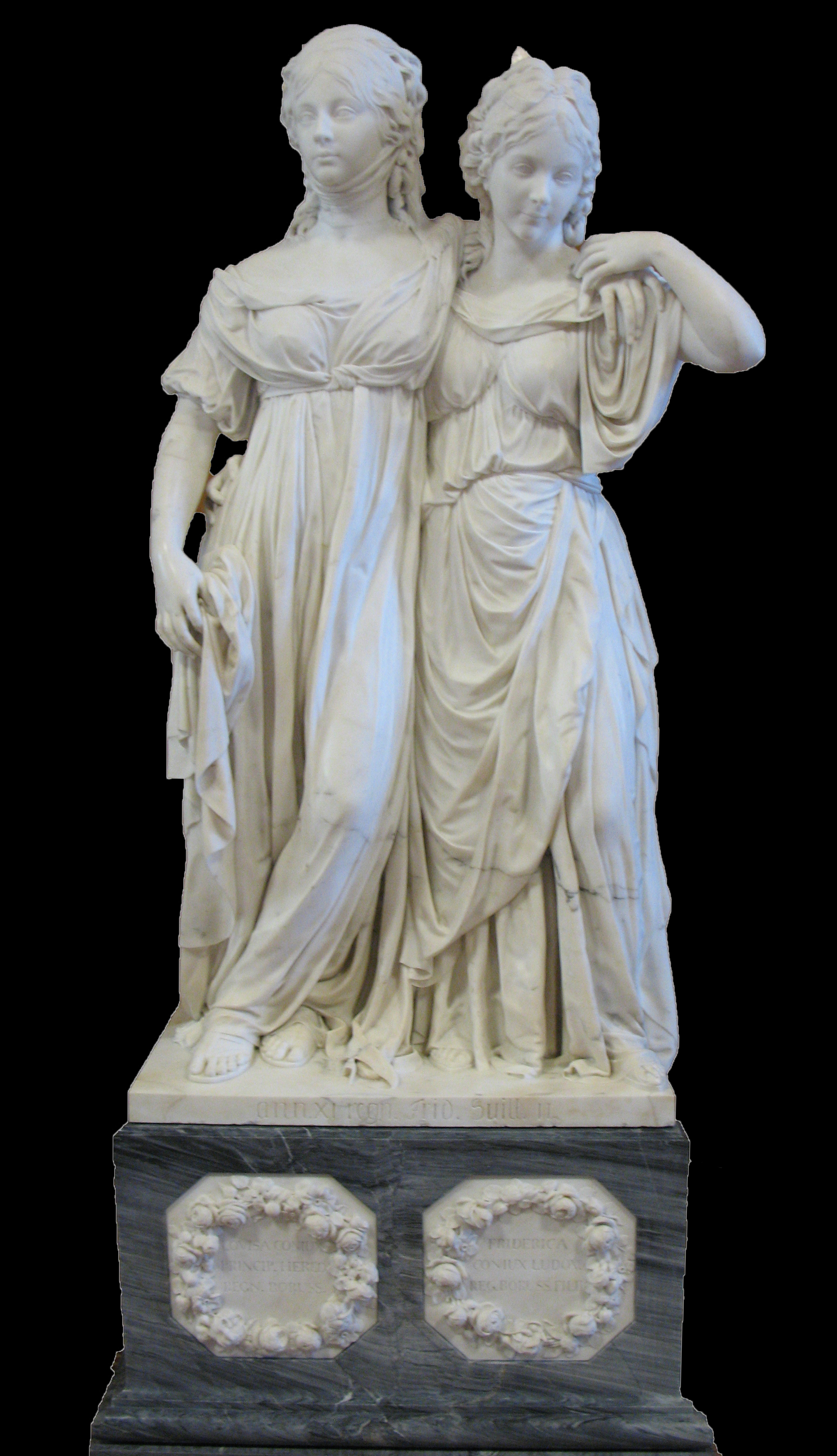
Johann Gottfried Schadow: Prinzessinnengruppe (1797), Marmor, Berlin, Alte Nationalgalerie.

Zwar war auch der Klassizismus ein heftig historisierender Stil, doch der engere Fachbegriff Historismus bezieht sich im Wesentlichen auf Phänomene der zweiten Hälfte des 19. Jahrhunderts bis zum Ersten Weltkrieg. Die Neugotik, beginnend mit der Bauplastik (ab 1843) des weitergebauten Kölner Doms, konzentriert sich, neben der Bauplastik, auf die massenhafte Produktion neuer und die Renovierung älterer Schnitzaltäre. Bei Denkmälern äußerte sich der Historismus vor allem in der kostümgeschichtlich getreuen Wiedergabe der Kleidung. Ein nach 1871 einsetzender Bauboom belebte die Verwendung bauplastischer Elemente, an deutschen Profanbauten oft im Stil der Neurenaissance. In Frankreich dagegen „avancierte der Neubarock sogar zu einer Art Staatsziel mit der Beschwörung des Ancien Régime.“ Am Ende des Jahrhunderts kulminiert ein Nebeneinander der Stile einschließlich der Neoromanik (Sakralkunst, Monumentaldenkmäler), Neorokoko (Innenausstattung, Kleinkunst, Porzellanplastik) und, oft auf hohem künstlerischem Niveau, der Neoklassizismus mit Auswirkungen weit ins 20. Jahrhundert hinein.
- Einzelartikel zu Bildhauern der Epoche findet man in den Kategorien Bildhauer des Klassizismus

und Bildhauer des Historismus

Skulpturen der zweiten Hälfte des 19. Jahrhunderts
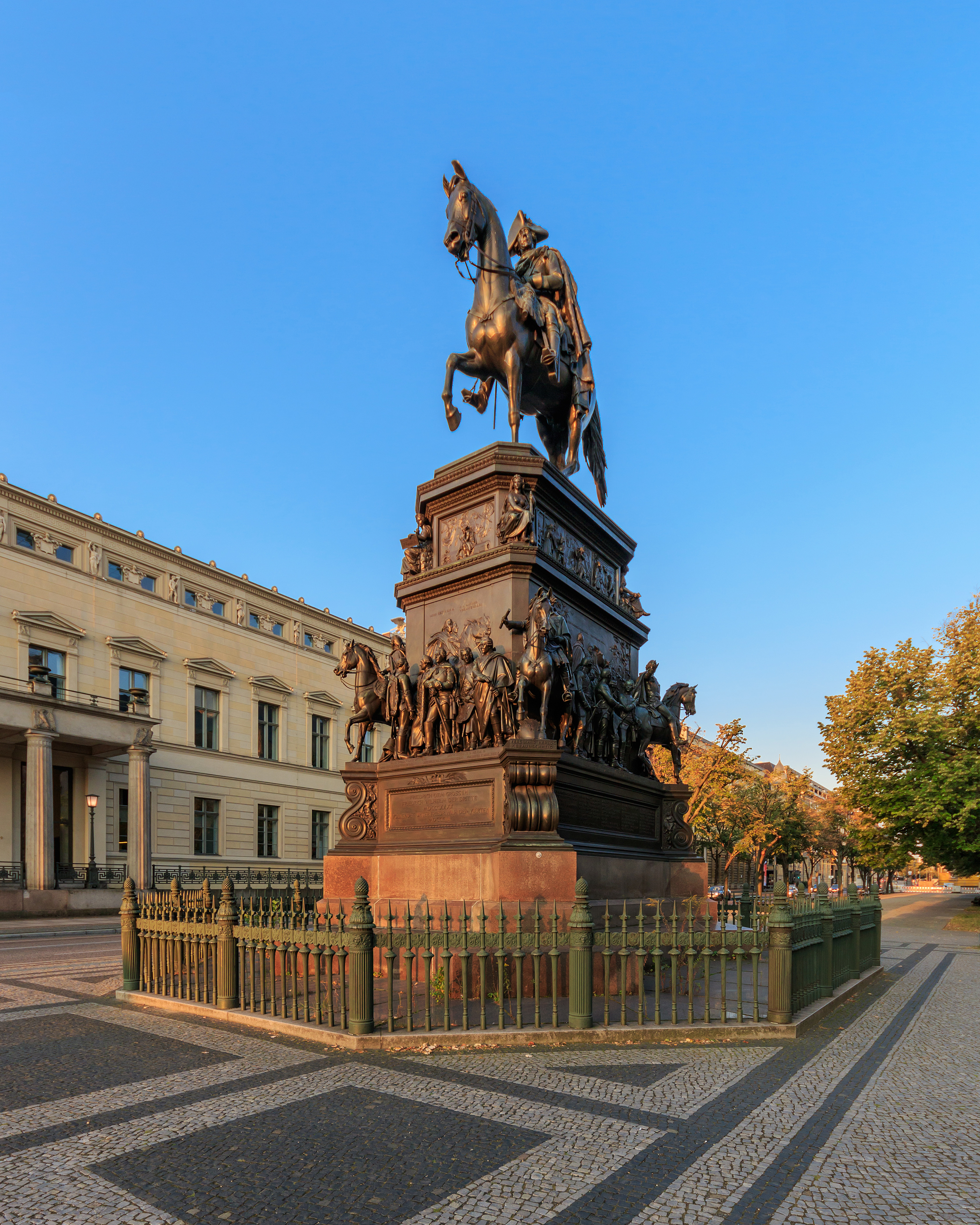
Christian Daniel Rauch: Reiterstandbild Friedrichs des Großen (1851), Berlin, Unter den Linden.
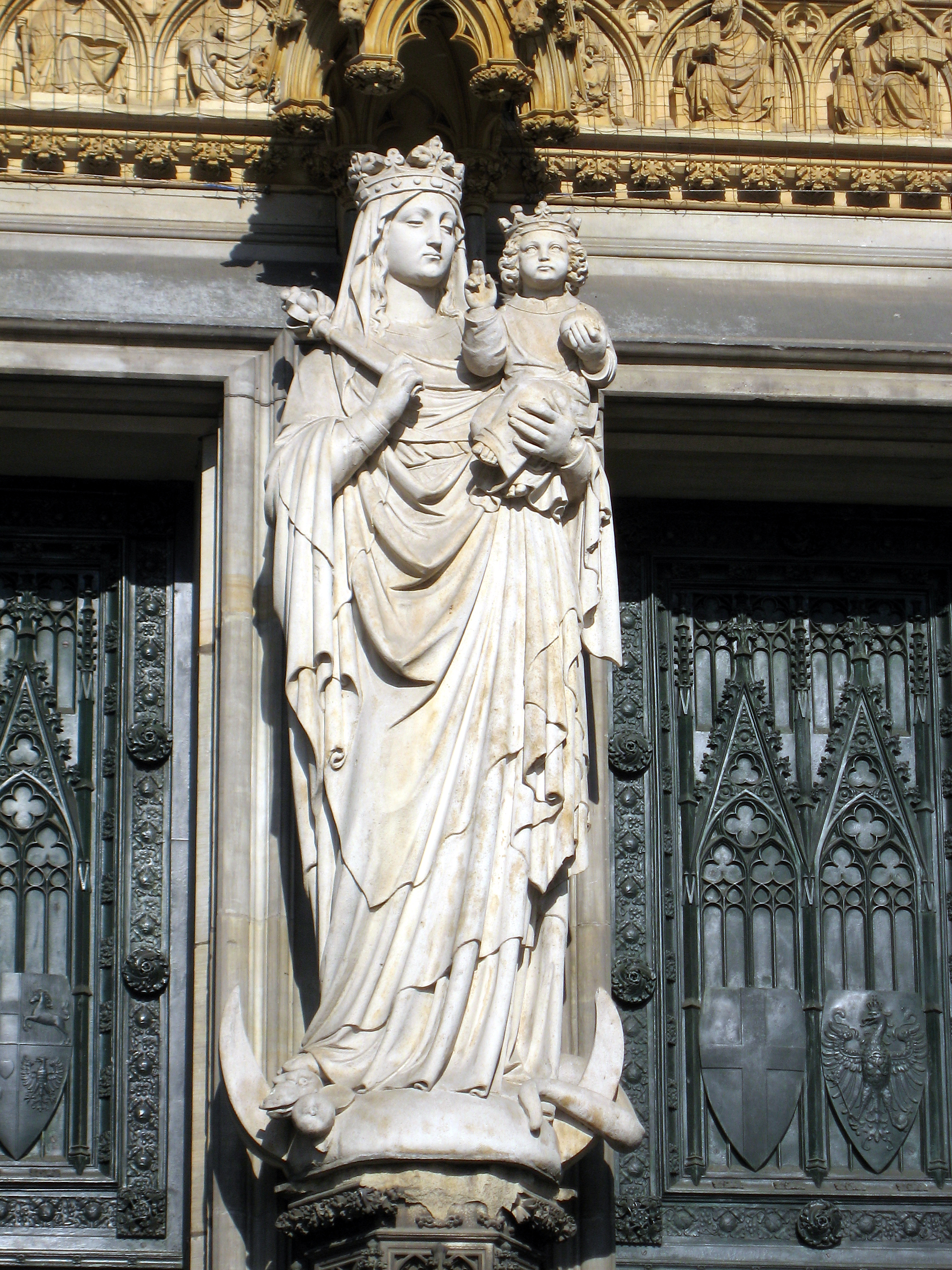
Neugotik: Peter Fuchs: Madonna vom Westportal des Kölner Doms, 1865–1880
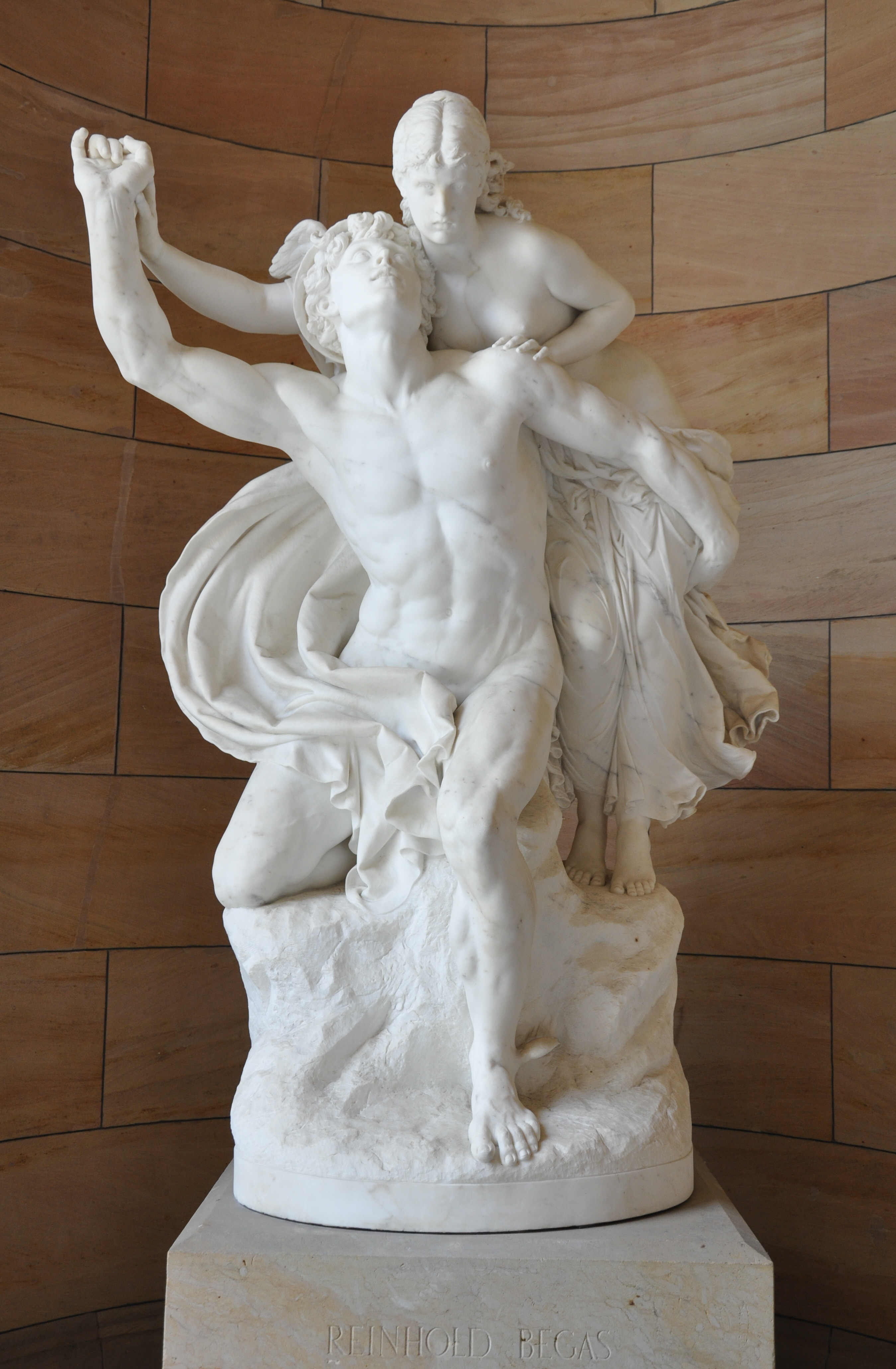
Neubarock: Reinhold Begas: Merkur und Psyche (1878), Berlin, Alte Nationalgalerie
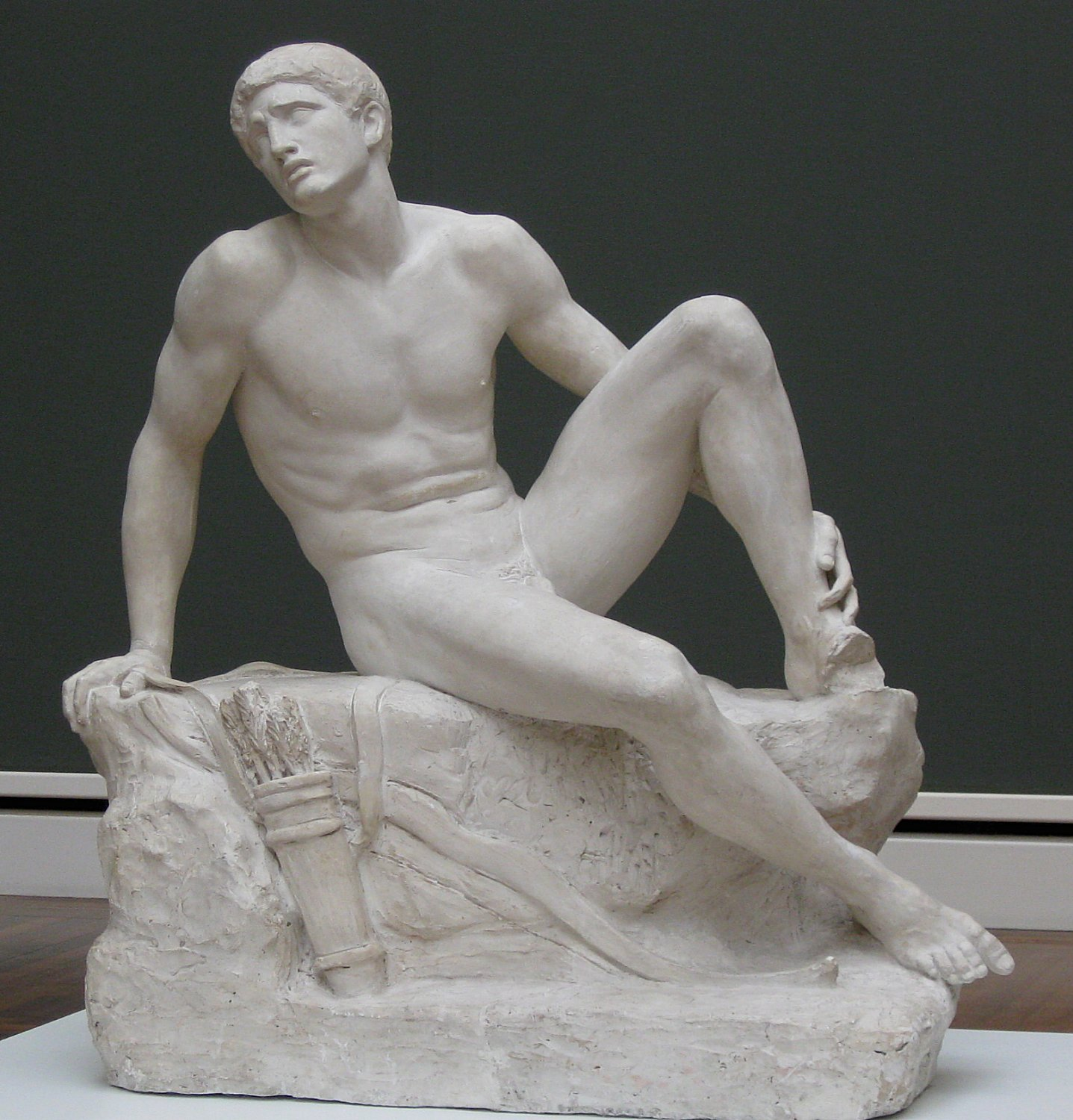
Neoklassizismus: Adolf von Hildebrand: Philoktet (1886), München, Neue Pinakothek

#### Trivialkunst
Im letzten Drittel des 19. Jahrhunderts wurden -abseits von der Hochkunst- bis dahin unbekannte Mengen von Skulpturen produziert: Durch obrigkeitlich-patriotische Kunstpolitik initiierte Denkmäler bevölkerten seitdem Plätze und Parks, figürlicher Bauschmuck überzog die Fassaden, galvanoplastische Engel trauerten auf städtischen Friedhöfen und Porzellanfiguren gehörten zum obligatorischen Schmuck bürgerlicher Wohnzimmer. Ihr stilistisches Erscheinungsbild war meist von einem neobarock gefärbten Naturalismus geprägt, motivisch ist eine Tendenz zum detailverliebten Realismus, zum gefälligen, genrehaften Erzählen und zur anekdotischen Banalität zu beobachten. Ein bis dahin unbekanntes Kennzeichen ist die industrielle, serienmäßige Herstellbarkeit (z. B. in der Galvanoplastik und Bauplastik).

#### Vorläufer der Moderne
Als Gegenidee zu dieser Vereinnahmung durch Auftragskunst und dekorative Zwecke war die Vorstellung vom autonomen Kunstwerk entstanden, das nicht mehr als es selbst sein sollte, allenfalls Gegenstand der Bewunderung und Reflexion von Kennern, die solche Betrachtungen in Museen und privaten Sammlungen pflegten. Mit unterschiedlichen Ansätzen realisierten Bildhauer diese Auffassung. So steht etwa Rodin für ausdrucksstarke Bewegung und die skizzenhafte Ins-Bild-Setzung psychischer Gegebenheiten, während andere mit einem stilisierenden Rückgriff auf klassische Strenge und Tektonik zugleich auf bildhauerische Formprobleme vorausweisen, die zur Abstraktion führten und dort sehr viel radikaler beantwortet werden sollten. So zeigt, verglichen mit der gleichzeitigen Malerei, die Plastik im späten 19. Jahrhundert eine nicht immer kontinuierlich ablaufende Entwicklung ihrer selbstgestellten Aufgaben und ästhetischen Ideale. Als Konstante jedoch bleibt bis zur Geburt der Abstraktion die menschliche Figur das nahezu einzige Thema der Skulptur.
Der exponierteste Vertreter zukunftsweisender Positionen ist in den 1880er Jahren Auguste Rodin (1840–1917). Inspiriert von Michelangelo und der französischen Gotik, verließ er die an den Akademien gelehrte starre Regelhaftigkeit und den klassischen Formenkanon. Die Bürger von Calais (1884–1886) sind ein Schulbeispiel für die Abkehr von traditionellen Denkmalformeln (Sockel, Pathos). An die Stelle heroischer Verklärung tritt die Würde äußerst individualisierter Gestalten, die gleichwohl eine durch beredsame Gesten und Wendungen unauflösliche Gruppe bilden. Für den Weg vom Auftragswerk zur autonomen Schöpfung ist die Entstehungsgeschichte des Höllentors ein anschauliches Beispiel.
Eine Zuordnung Rodins zum Impressionismus wird unterschiedlich bewertet. Jedenfalls wird die flimmernde, skizzenhafte Oberflächenbehandlung von ihm (anders als in der Malerei) als absichtsvoller Ausdrucksträger eingesetzt. Dem bewusst „unfertigen“, ungeglätteten Äußeren entspricht, dass Rodin erstmals in der europäischen Skulptur den Torso bewusst als formales Thema wählt.
Bei dem belgischen Bildhauer Constantin Meunier (1831–1905) wird der arbeitende Mensch zum Thema. Seine Helden sind weniger als soziale Anklage gedacht, sondern sind realistisch dargestellte Symbolfiguren, sie stehen ohne falsche Heroisierung für die Würde des tätigen, schaffenden Menschen seiner Zeit.
Auch Aristide Maillol (1861–1944), rund 20 Jahre jünger als Rodin, vertritt gegenüber diesem das Ideal der harmonisch stilisierten, fest gefügten plastischen Formen. „Die Tektonik des Organischen wieder neu gesehen zu haben, ist seine große künstlerische Leistung“.

Vorläufer der Moderne
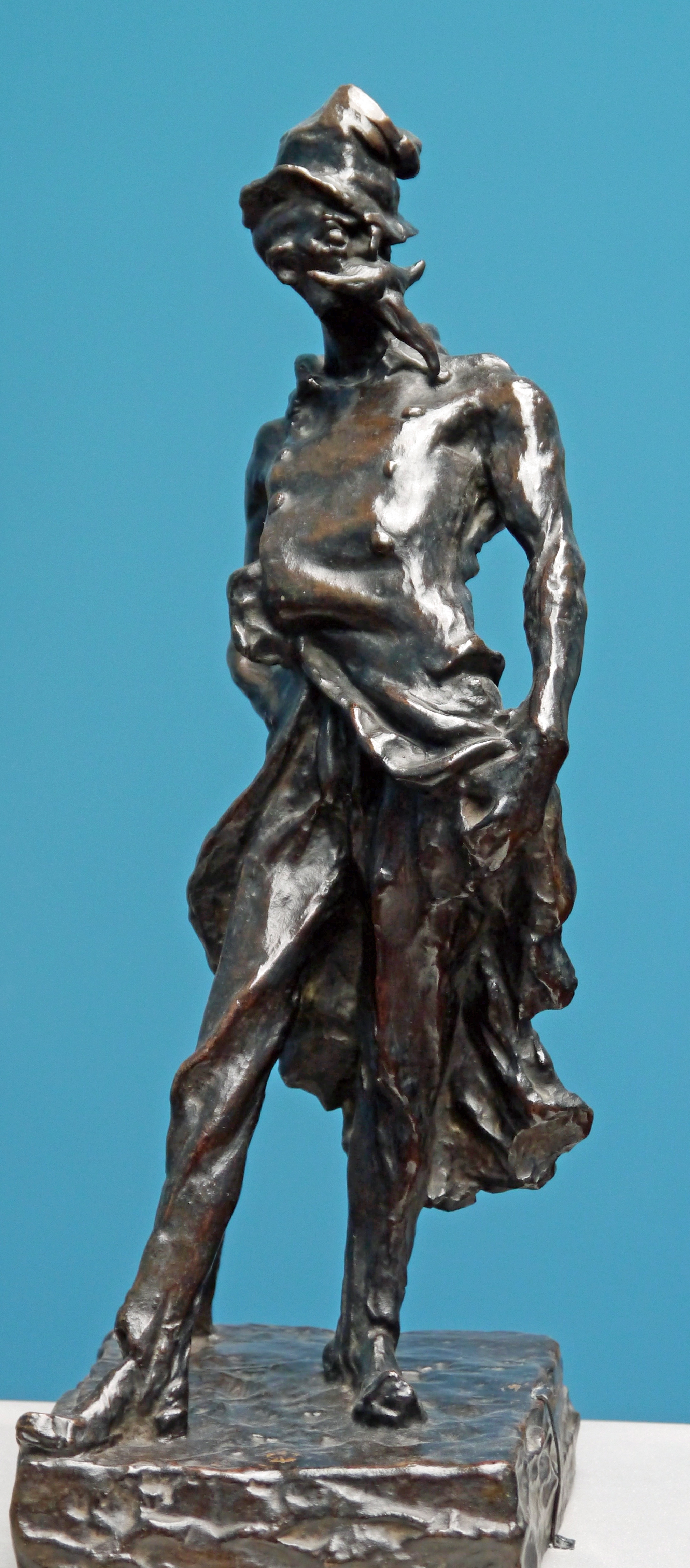
Realismus: Honoré Daumier: Ratapoil, Bronze, 1851, Frankfurt, Städel
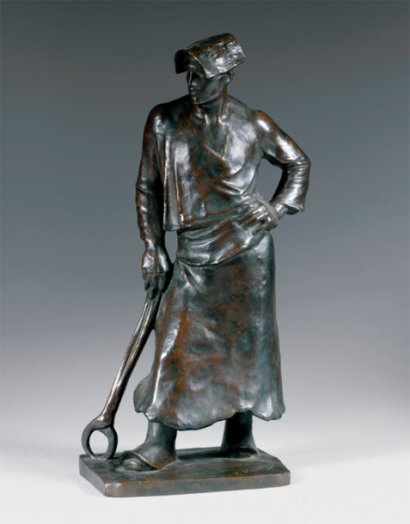
Meunier: Der Gießer, Bronze, 1886
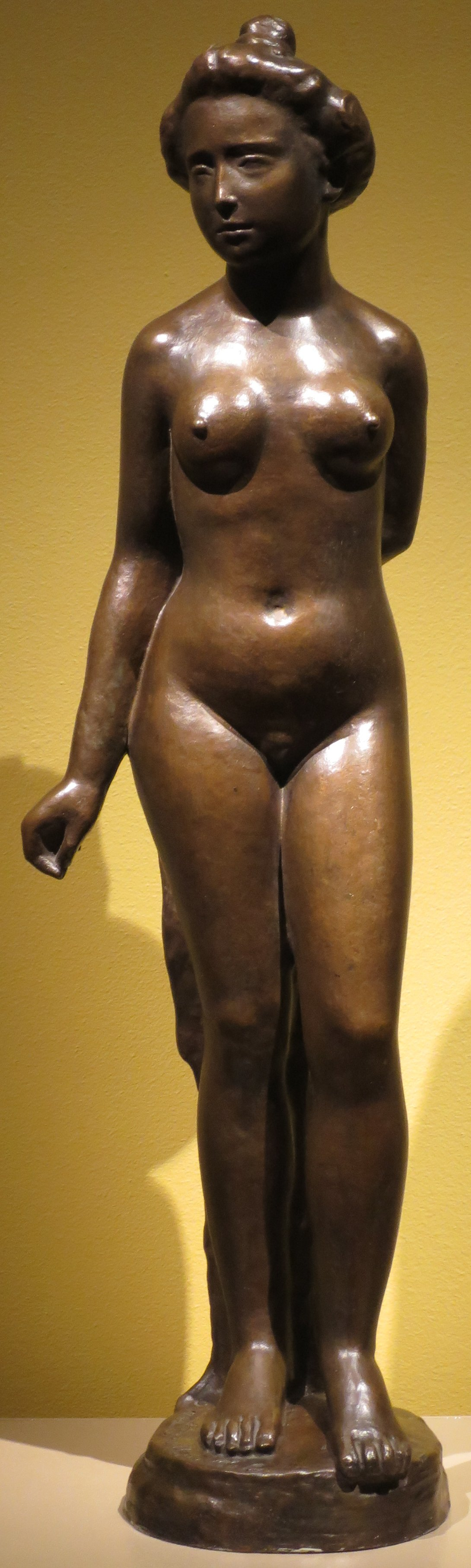
Maillol: Akt (Venus), Bronze, 1900, Puschkin-Museum, Moskau
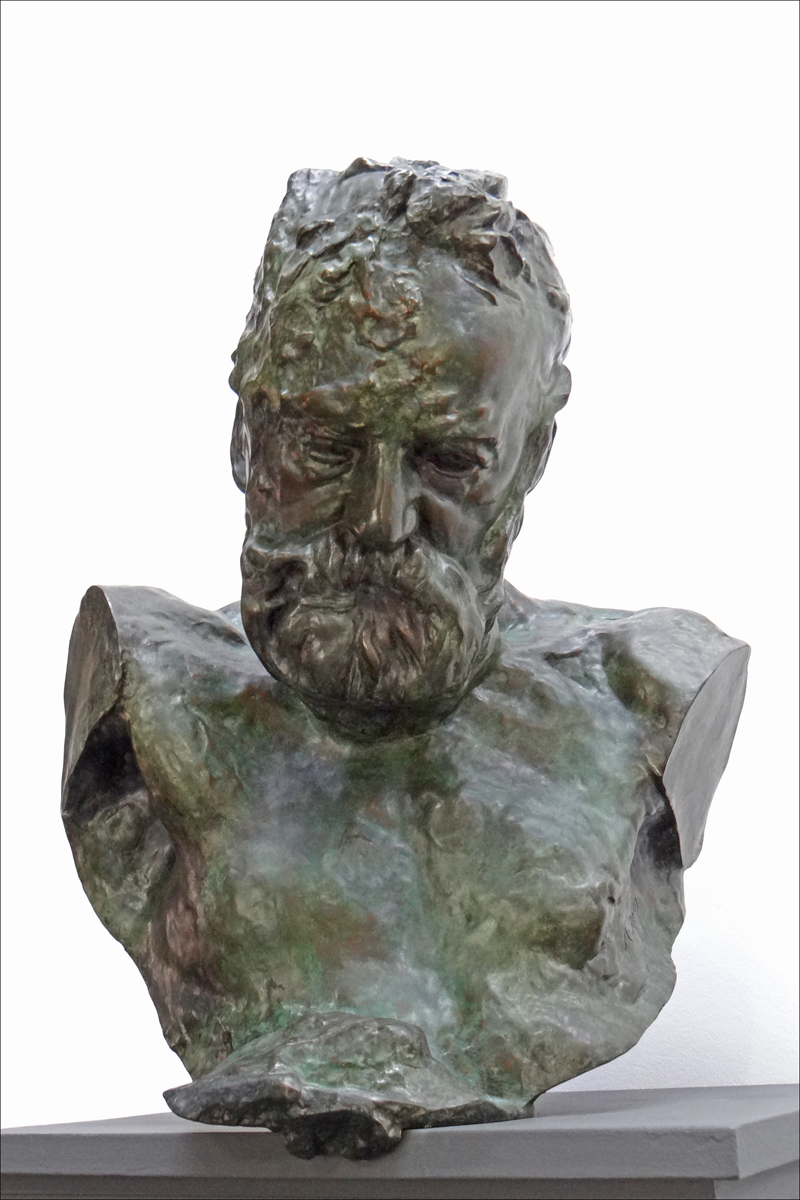
Rodin: Büste des Dichters Victor Hugo, um 1900

### Das 20. Jahrhundert

#### Deutschland
Während Rodin in Frankreich die Skulptur revolutioniert, vertritt als bedeutendster Bildhauer in Deutschland der schulbildende Adolf von Hildebrand (1847–1921) in seinen Werken und Schriften das klassische Ideal der klar begrenzten, ruhig und fest gebauten Form.
In den überlängten Gestalten Wilhelm Lehmbrucks (1881–1919) tritt ganz ähnlich das Ausdruckswollen und alles Individuelle hinter das Ziel der tektonisch begründeten Form zurück, während Ernst Barlach (1870–1938) Menschen mit ihren Tätigkeiten und Emotionen durch Reduzierung auf einfache Formen stilisiert, durch Einhüllung in eine „Mantelfigur“ bewusst auf Individualisierung verzichtet und ihnen Allgemeingültigkeit verleiht.
Bernhard Hoetger (1874–1949) dagegen ist wandlungsfähiger. Er hatte Rodin und Maillol kennen gelernt und verarbeitet ägyptische, gotische und ostasiatische Anregungen.
Noch näher an dem, was man gemeinhin unter Expressionismus versteht, sind die Holzskulpturen der Maler Erich Heckel (1883–1970) und Ernst Ludwig Kirchner (1880–1938). Wie schon bei dem Maler-Bildhauer Paul Gauguin (1848–1903) beziehen sich ihre idolhaften Figuren deutlich auf die Skulpturen der Naturvölker.
Kurz nach dem Ersten Weltkrieg traten Ewald Mataré (1887–1965) und Gerhard Marcks (1889–1981) an die Öffentlichkeit, blieben aber bis in die 1960er Jahre äußerst produktiv. Beide sind auch als Tierplastiker hervorgetreten. Während der Ältere im Blockhaften und Ornamentalen verwurzelt blieb, Kubus und Fläche zur Einheit zu bringen versuchte, arbeitete Marcks, darin einer sehr deutschen Tradition folgend, vor allem an frühklassisch orientierten Aktfiguren. Beide wurden 1933 aus ihren Lehrämtern gejagt. Von Georg Kolbe (1877–1947), der es besser verstand, sich anzupassen, werden vor allem seine Frühwerke wegen ihrer Leichtigkeit und Musikalität geschätzt. Nach 1933 produzierte er „in ermüdender Wiederholung kämpfende Athletengestalten und amazonenhafte Frauen, … muskelstarke Führertiere.“ Noch näher kamen Josef Thorak und Arno Breker dem Rasseideal der NS-Kunstideologen mit ihren gewalttätigen Muskelprotzen.

Figürliche Bildhauerkunst in Deutschland, 1880-1970
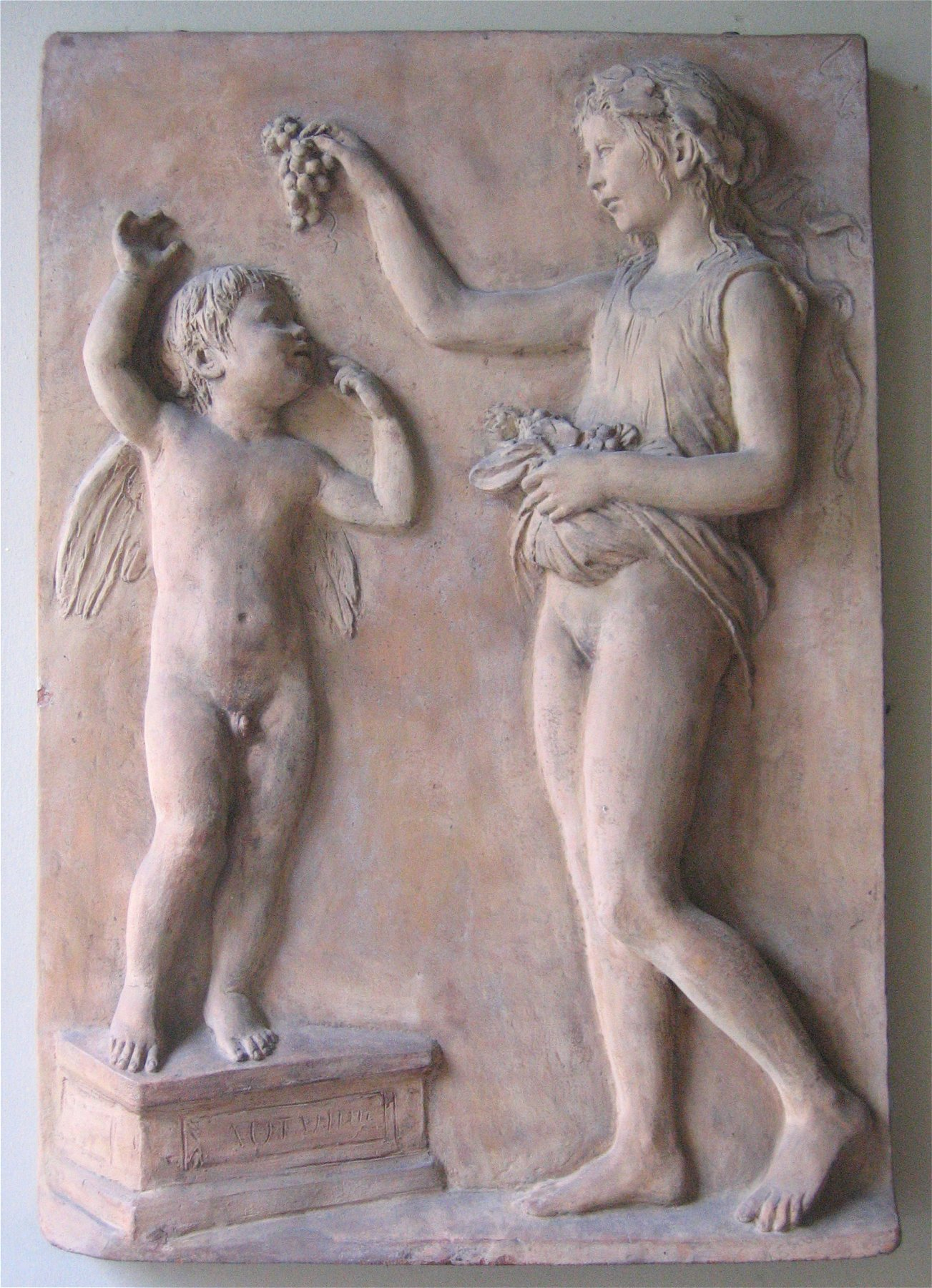
Adolf von Hildebrand: Herbst, 1888, Relief am Lenbachhaus in München
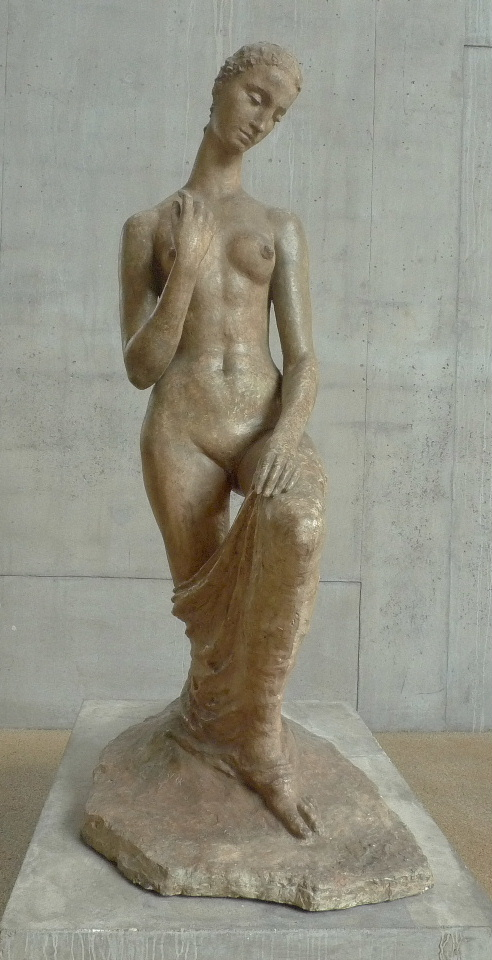
Lehmbruck: Die Kniende, 1911. Lehmbruck-Museum Duisburg
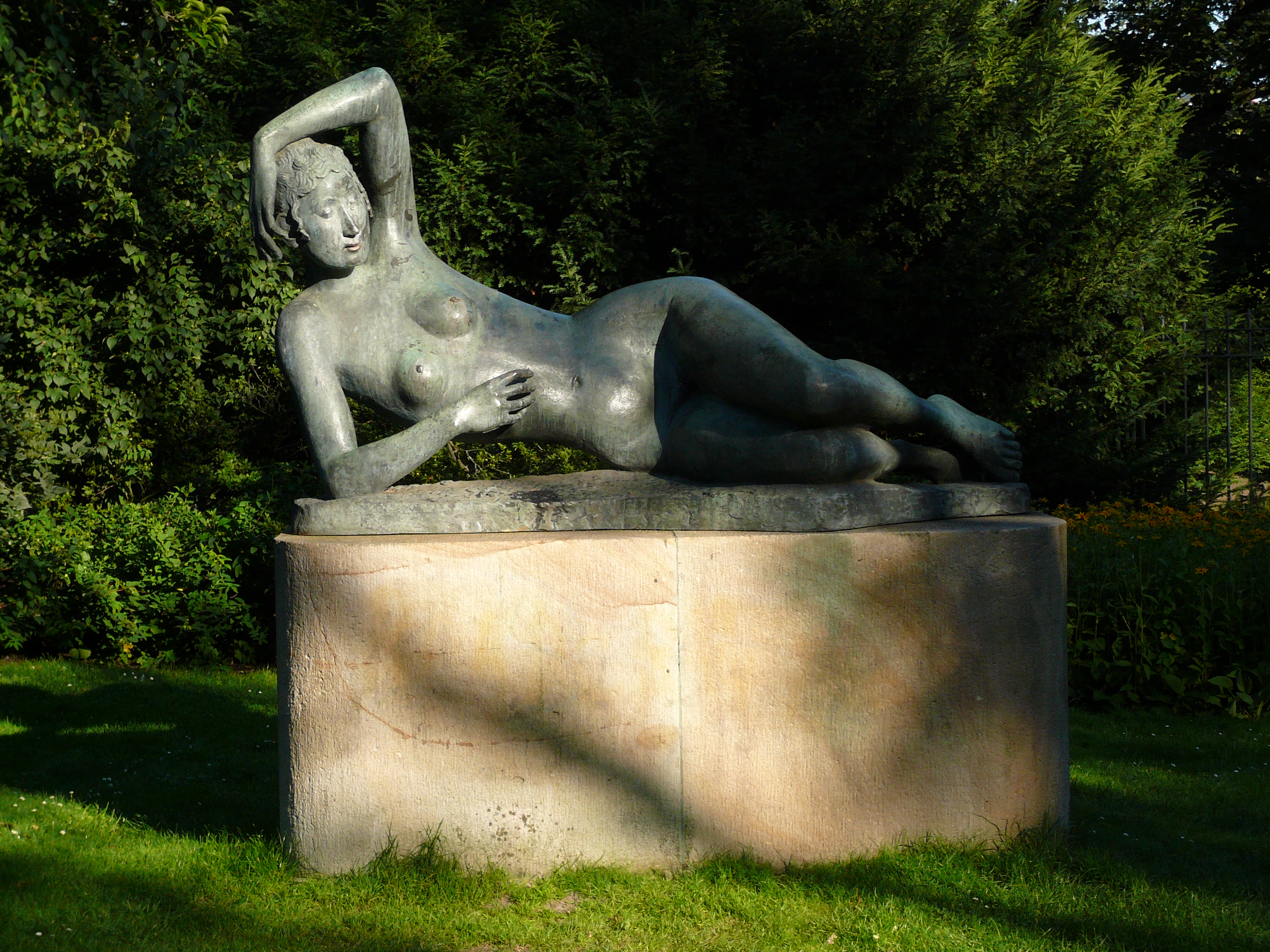
Marcks: Aegina, 1966, Bronze. Bremen,
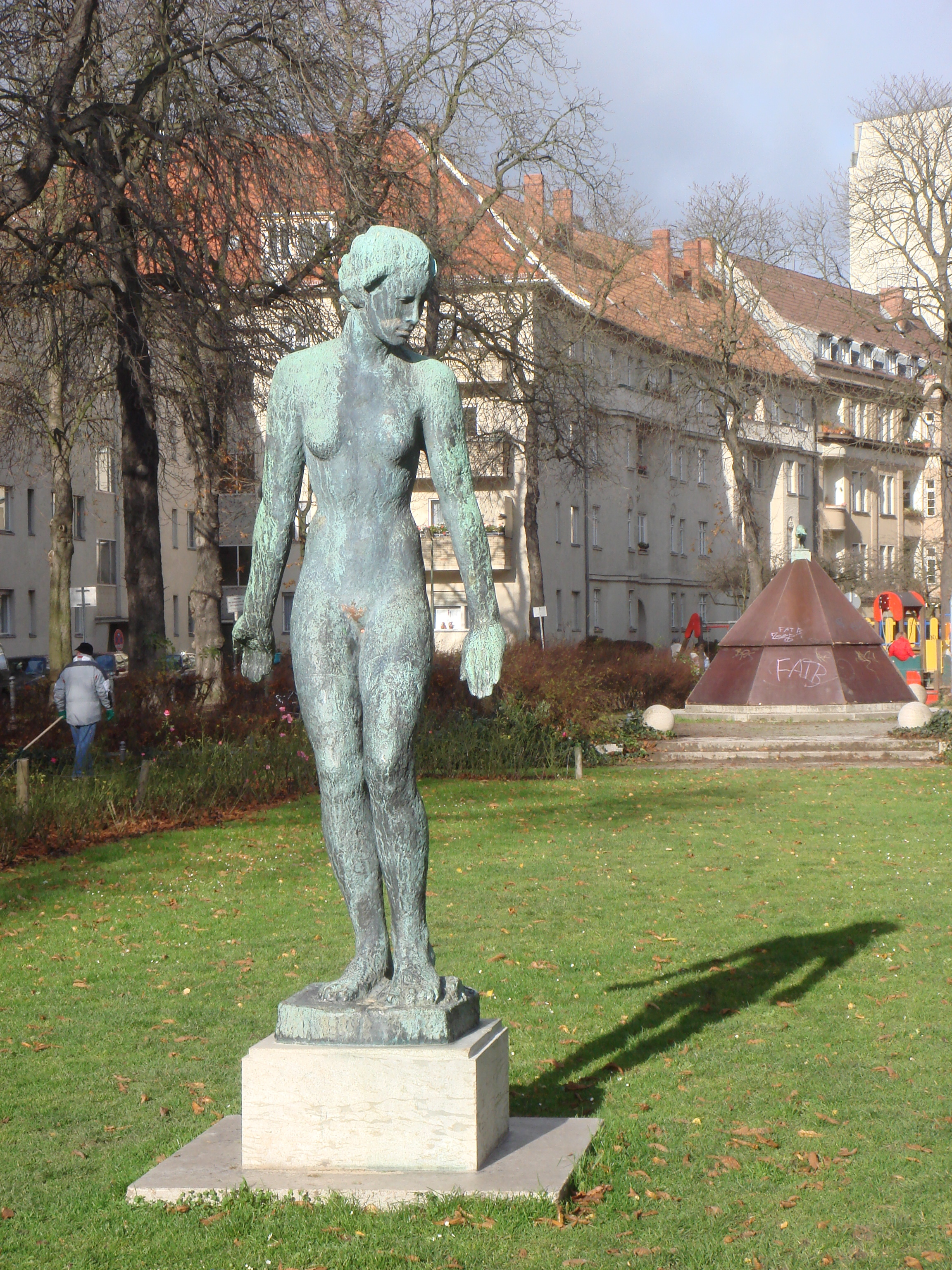
Kolbe: Der Abend, Bronze, 1925. Ceciliengärten, Berlin

#### Kubismus und Abstraktion in Frankreich
Die Anregungen zu einer neuen Entwicklung kamen aus der Malerei. Pablo Picasso (1881–1973) schuf 1907–1909 den Frauenkopf „Fernande“, mit seiner facettierten Oberfläche gilt es als die erste kubistische Plastik. Über diese frühe Phase des „analytischen Kubismus“ gehen die folgenden Arbeiten des „analytischen Kubismus“ deutlich hinaus. Ihre Überwindung perspektivischer Regeln, die Einfügung kompositionell gleichwertiger Leerräume, die Kombination verschiedener Materialien und vor allem die Reduktion aller Formen auf geometrische Grundelemente brachen nachhaltig mit der Vergangenheit. Ein Hauptvertreter ist Alexander Archipenko (1887–1964), der in Kiew geboren, in Paris seine künstlerische Prägung erhielt, dort um 1912–1915 seine wichtigste Schaffensperiode hatte und 1923 in die USA ging. „Die Leere ist in seinen Werken ebenso sichtbar, wie die Materie.“
Der Pariser Henry Laurens (1885–1954) folgt bis in die Mitte der 1920er Jahre kubistischen Prinzipien, dann werden seine Frauengestalten geschmeidiger, fülliger, gewinnen Sinnlichkeit. Mit diesem Weg und seiner folgenden Definition der Wesensprobleme der Plastik ist Laurens ein Protagonist der Entwicklung bildhauerischer Ziele zwischen den beiden Weltkriegen: „… die Besitzergreifung des Raumes, die Konstruktion eines Gegenstandes mittels Hohlräumen und Volumen, mittels Fülle und Leere, deren Abwechselung und Kontrastierung, deren andauernde wechselseitige Spannung und – zuletzt – deren Gleichgewicht.“
Auch bei Jacques Lipchitz (1891–1973) ist das Figürliche in seinen gestapelten Quadern nur Ausgangspunkt, nicht Ziel des Bildwerks.
Ab 1913 (Picasso: Stillleben, Tate Gallery) entstanden die ersten Assemblagen, Montagen aus verschiedenen Materialien und Gegenständen.
Raymond Duchamp-Villon (1876–1918) näherte sich mit seinen dynamisch-maschinenhaften Gebilden den Futuristen, die Geschwindigkeit und Bewegung darzustellen suchten. In Italien setzte deren Ideen Umberto Boccioni (1882–1916) in seinen wenigen Skulpturen noch konsequenter in die Dreidimensionalität der Bronzeplastik um und verfasste auch eine Theorie der futuristischen Plastik.
Auch wenn der Kubismus im engeren Sinne sich um 1920 erschöpfte, ist seine radikale Bedeutung für die folgende Entwicklung (Abstraktion, Dada, Minimal Art) überaus bedeutend.
Verbinden sich für den Betrachter kubistischer Plastiken oft technische, mechanische Assoziationen, so haftet den geschmeidigen, aus geglättetem Marmor gefertigten Gebilden von Constantin Brancusi (1876–1957) ebenso wie den weichtierhaft geformten „Konkretionen“ von Hans Arp (1887–1966) durchweg Eigenschaften des Organischen an.

Kubismus und Abstraktion in Frankreich
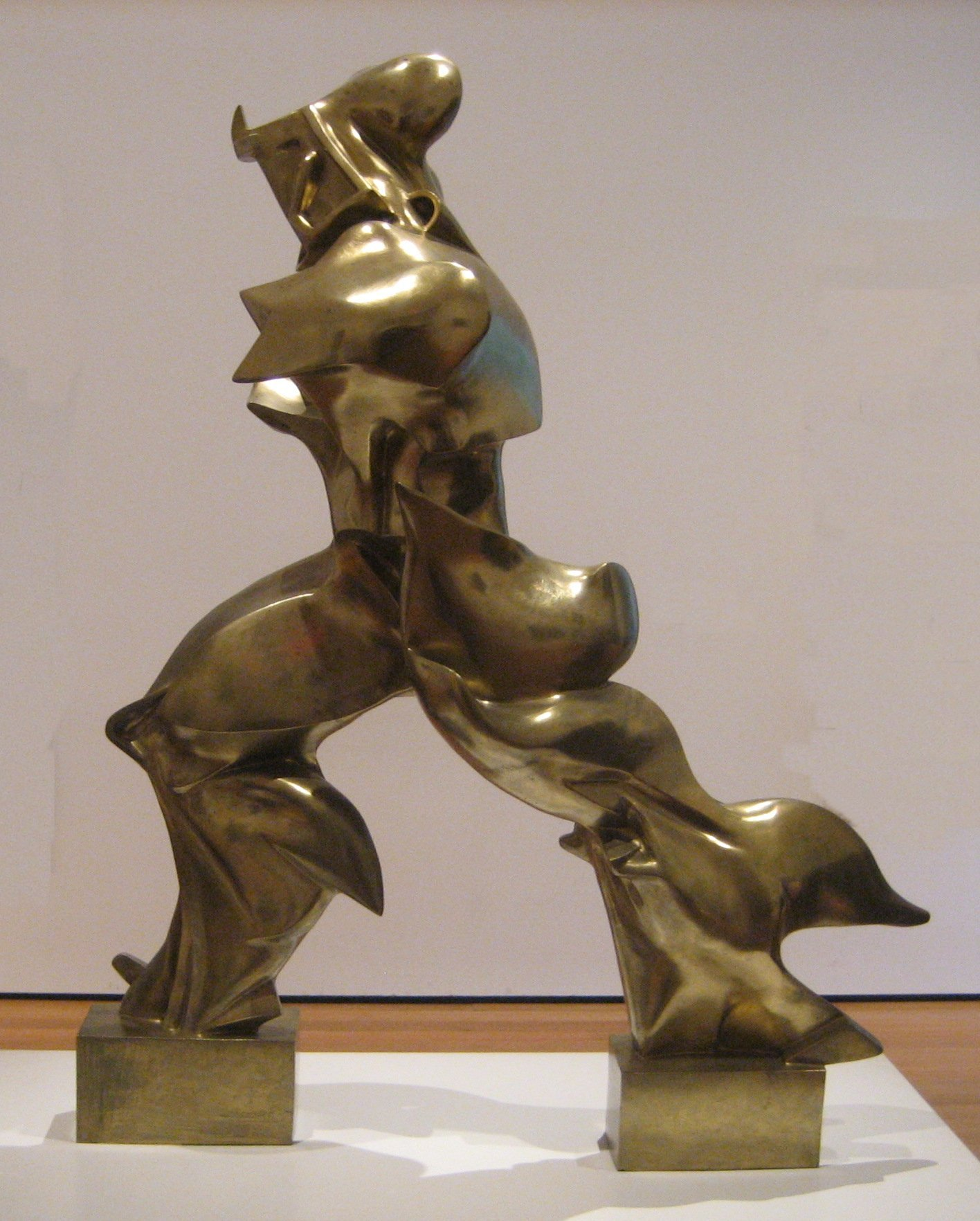
Boccioni: Einzigartige Formen der Kontinuität im Raum, Bronze, 1913
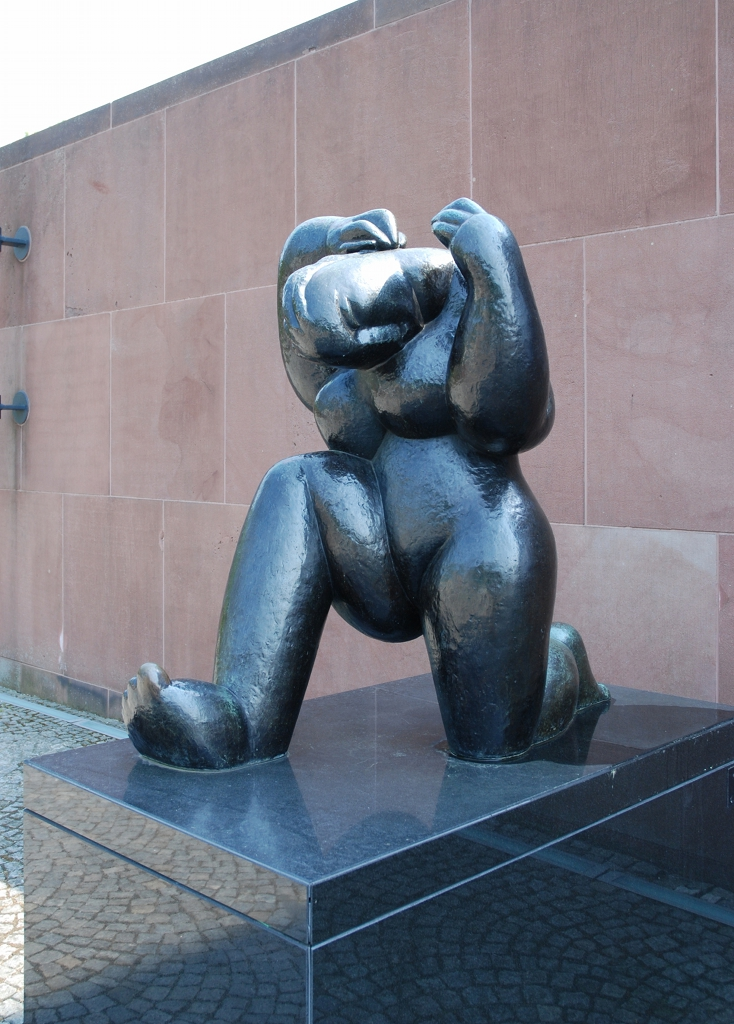
Laurens: Der Morgen, Bronze, 1944, Bielefeld
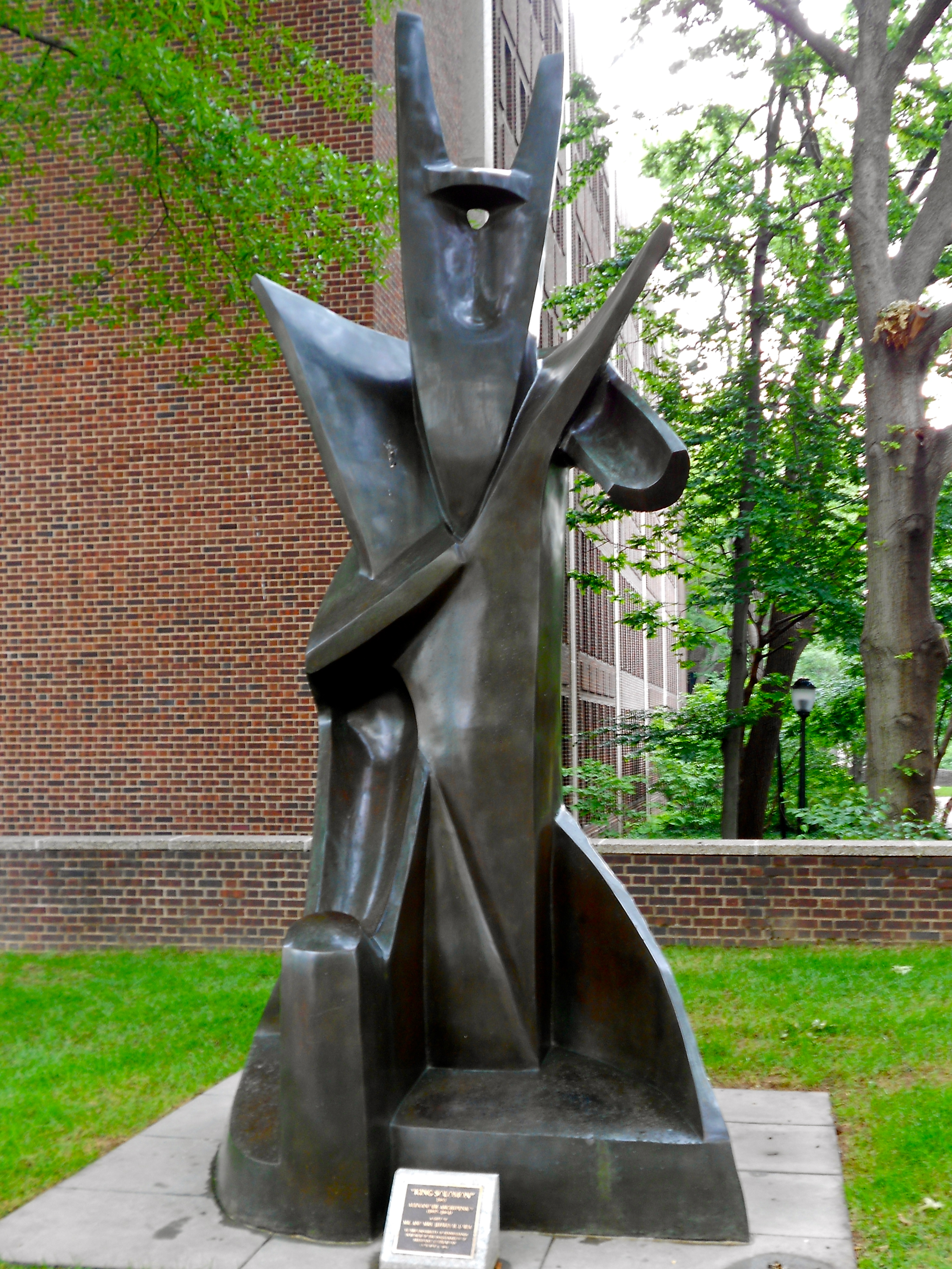
Archipenko: König Salomon, Bronze, 1963, Philadelphia

#### Internationale Skulptur im 20. Jahrhundert
Völlig vom Gegenständlichen löste sich der Konstruktivismus, der alle Form auf geometrische Grundelemente zurückführte. Er entstand zwischen 1913 und 1923 in Russland, wo im Kreis um Wladimir Tatlin (1885–1953) die Brüder Naum Gabo (1890–1977) und Antoine Pevsner (1884–1962) im „Realistischen Manifest“ 1920 vom Künstler die Erschaffung neuer Wirklichkeiten gefordert wurde.
In den Niederlanden kamen diese Ideen gegenstandserfindender Plastik in der De-Stijl-Bewegung durch Georges Vantongerloo (1886–1965) und im Bauhaus durch László Moholy-Nagy (1895–1946) zum Tragen. Mit den Konstruktivisten begann auch die Geschichte der Kinetischen Plastik.
Alexander Calder (1898–1976), ein US-Amerikaner, der sich entscheidende Anregungen 1926–1933 in Paris holte, schuf seit 1930 mit den Mobiles heitere Formspiele, die sich im Luftzug bewegten und eine Generation später lässt ab 1950 Jean Tinguely (1925–1991) seine skurrilen Maschinen von Motoren bewegen.
Eine andere Entwicklungslinie, die sich noch konsequenter von traditionellen Inhalten und Aufgabenstellungen der Kunst löste, ging von den Ready-mades (1913ff.) des Marcel Duchamp (1887–1968) und den Objets trouvées der Dadaisten (Hans Arp, Max Ernst) (1891–1976) aus. Hier wird mit vorgefundenen Gegenständen und Materialien gearbeitet und die Distanz zwischen Kunstwerk und Gebrauchsgegenstand aufgehoben. Konzeptkunst und Objektkunst konnten in den 1960er Jahren, nach der Abkehr von der informellen Kunst hier wieder anknüpfen.
Die Jahrzehnte vor und nach dem Zweiten Weltkrieg waren nun keineswegs ausschließlich vom Weg in die Abstraktion bestimmt. Die figürliche Plastik lebte weiter fort, in den faschistischen und sowjetischen Diktaturen als ausschließliche Option, in den anderen Ländern gab sie allerdings häufig die Orientierung an statuarischen Traditionen auf.
Im reichen Werk von Henry Moore (1898–1986) zeigt sich die ganze Spannweite dessen, was in diesen Jahren an künstlerischen Wahlmöglichkeiten zwischen Naturnähe und Abstraktion zur Verfügung stand. Sein bevorzugtes Thema ist die liegende Figur, das korrespondiert mit seinem Interesse für die Landschaft, als die er gleichsam die Oberfläche seiner Körper modelliert. Die Strukturen seiner Plastiken sind von Naturgebilden wie Muscheln, Steinen, Pflanzen mit ihren Hohl- und Zwischenräumen angeregt. Immer sind sie bedeutungsvoll aufgeladen, nie reines Formexperiment. In eine englische Bildhauertradition ist dieser bedeutendste Plastiker seines Landes kaum einzuordnen. Ohne direkten Kontakt zur Pariser Szene ist er allerdings von Brancusi, Archipenko und Picasso, zeitweise auch vom Surrealismus beeinflusst.
Der Italiener Marino Marini (1901–1980) fand 1928 in Paris seinen künstlerischen Weg. Skizzenhaft grob und zerschunden zeigen sich seine bekannten Reiterdarstellungen und geben anhand dieses archaischen Bildmotivs der Bewusstseinslage seiner Zeit zwischen Unsicherheit und Aufbegehren Ausdruck.
Der gleichaltrige Alberto Giacometti (1901–1966) kam 1922 aus Genf ebenfalls nach Paris. Auch sein Thema ist die existenzielle Verlorenheit. Nach surrealistischen Anfängen fand er in den 1940er Jahren zu seinen obsessiv wiederholten Motiven: den ausgezehrten, extrem überlängten, krustig überzogenen Figuren, die teils räumlich gruppiert sind ohne in Beziehung zueinander zu treten, teils auf torsohafte Beine und Füße reduziert sind.

Vom Konstruktivismus zurück zur Figur
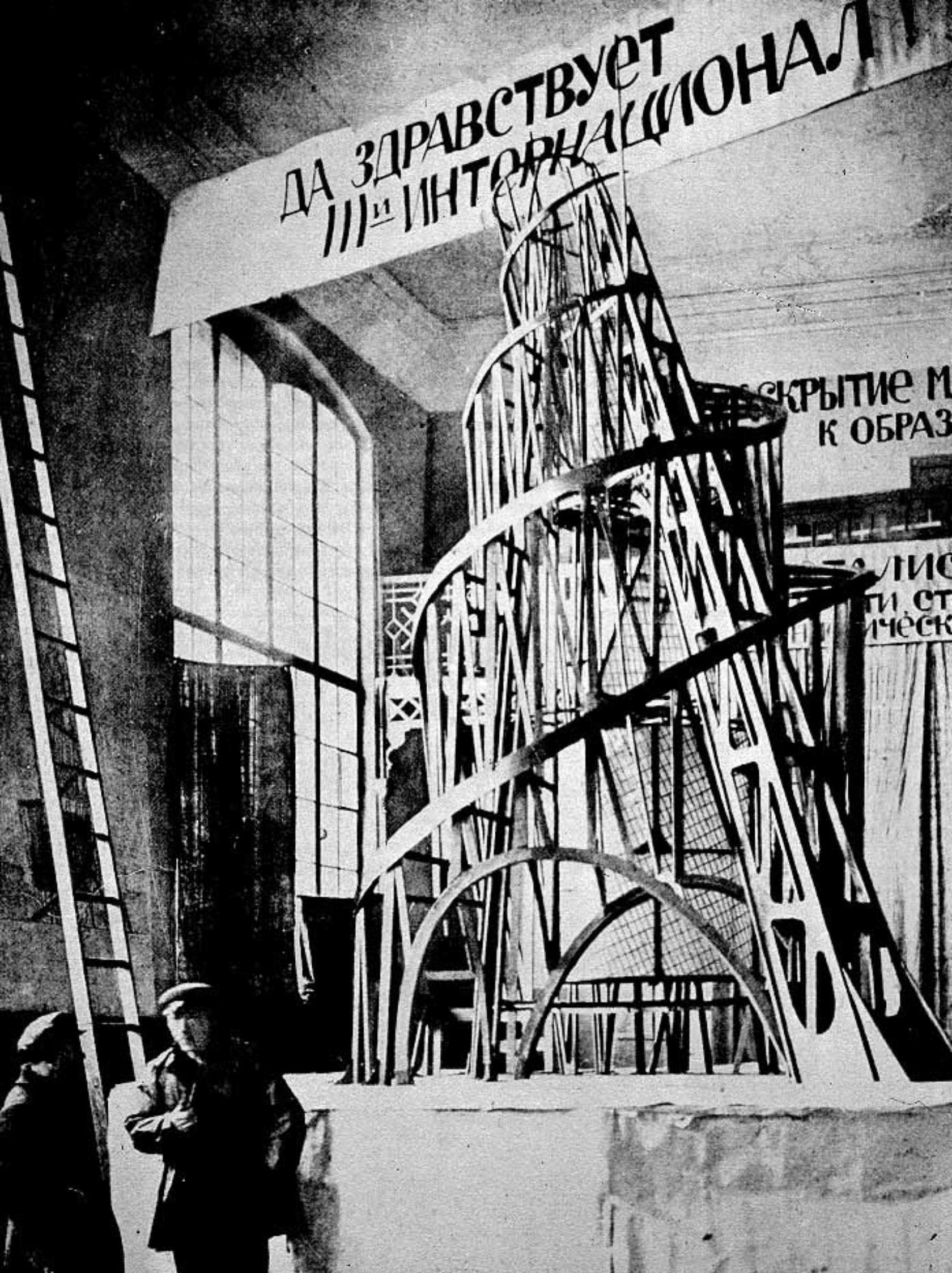
Tatlin: Modell zum Monument für die Dritte Internationale, 1919
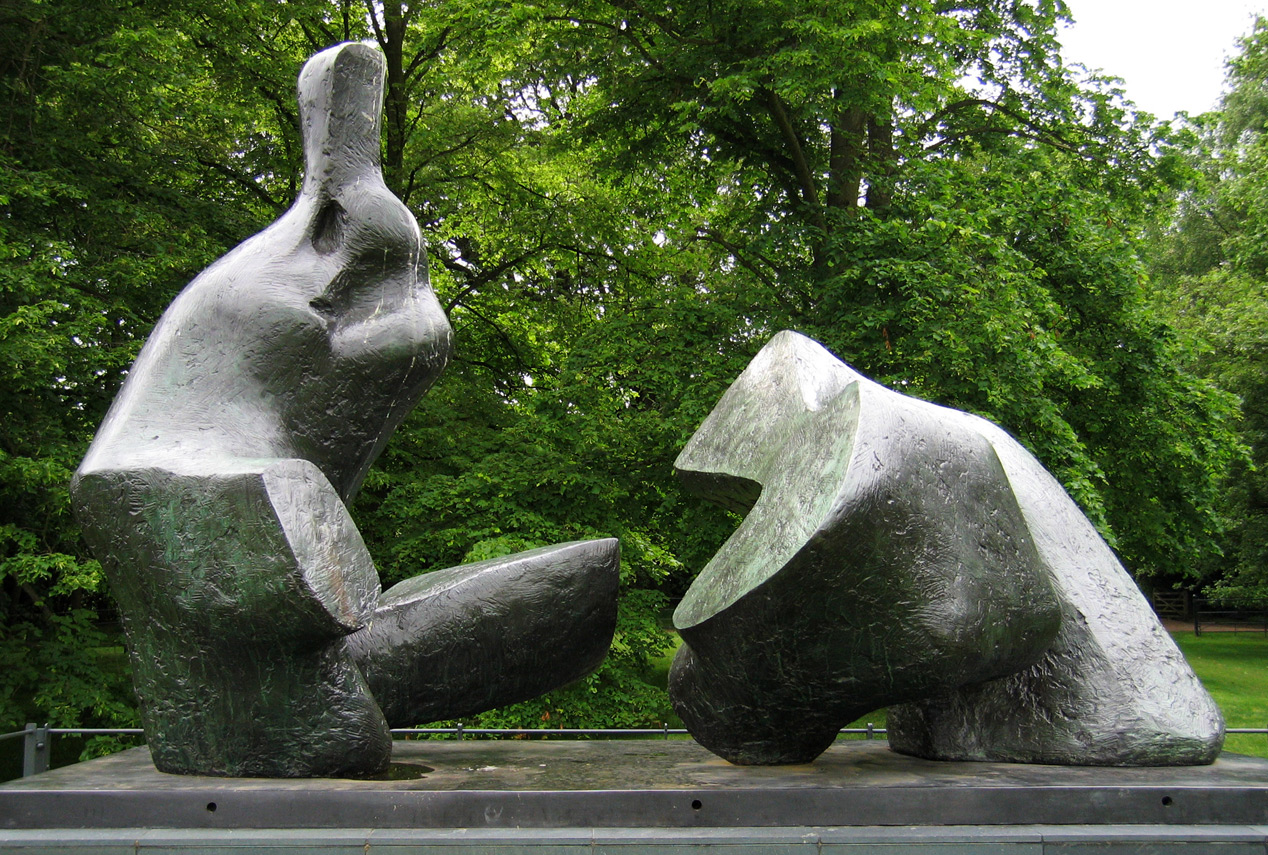
Moore: Two Piece Reclining Figure No. 5, 1963/64, Bronze, Kenwood House, London
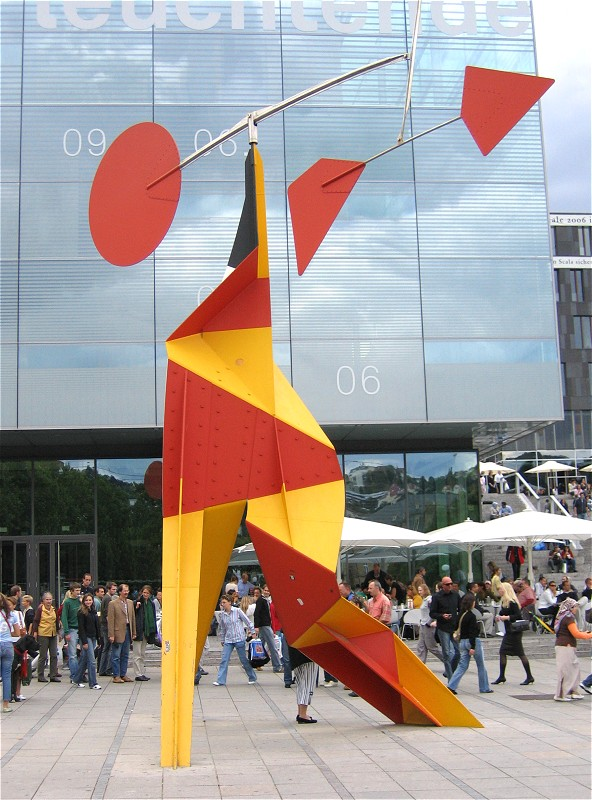
Calder: Faltung mit roter Scheibe, Stahl, 1973, Schlossplatz Stuttgart

Die 1950er Jahre sind international von den Spielarten der abstrakten Kunst bestimmt. Neben Stein und Bronze tritt nun Stahl als beliebtes Material der Bildhauer.
Julio Gonzalez (1876–1942) wurde posthum zum großen Anreger für Arbeiten in diesem Material. Calders Mobiles wurden jetzt populär und ganz ähnlich bewegten sich auch die Stahlnadeln George Rickeys (1907–2002) im Wind. Ein zusätzliches Stilelement der Eisenplastik ist die durch Stäbe und Drähte erzeugte Linearität, durch die Bewegung im Raum assoziiert wird. Norbert Kricke (1922–1984), Hans Uhlmann (1900–1975) und Vantongerloo gehören zu dieser Richtung. Andere gehen von geschnittenen und gebogenen Blechen und Platten aus, wie Richard Serra (geb. 1939) oder Berto Lardera (1911–1989). Monumentale Zeichen aus gebogenen Stahlbalken schuf Eduardo Chillida (1924–2002).
Gab in den 1950er Jahren noch die Abstrakte Kunst mit ihrem Zentrum Paris die führende Stilrichtung auch in der Skulptur vor, so entwickelte sich ab etwa 1960 eine Gegenbewegung zu dieser sich in Wiederholungen erschöpfenden Formenwelt. Ausgehend von der Gruppe des „Nouveau Réalisme“ führten Entwicklungen der Objektkunst (z. B. die Fallenbilder, in denen Daniel Spoerri (1930–2024) Objekte einer momentanen Zufälligkeit auf eine Tischplatte klebte und an die Wand hängte) und der Aktionskunst, z. B. die Happenings von Wolf Vostell (1932–1998), die politisierenden Aktionen von Joseph Beuys (1921–1986) neue Zugänge zur dinglichen und sozialen Realität. Seine Performances und Installationen verstand Beuys als „soziale Plastik“, die das Handeln und Denken des Betrachters einbezog.
Zugleich wuchs in den 1960er Jahren das Interesse an US-amerikanischen Kulturerscheinungen. Die Welt des Alltags, des Konsums, der Medien- und Unterhaltungsindustrie geriet, unter zunehmend kritischen Vorzeichen, in den Fokus ästhetischer Realitätswahrnehmung.
Dem Fotorealismus in der Malerei entsprechen die Environments George Segals (1924–2000) und mehr noch die hyperrealistischen Szenerien von Edward Kienholz (1927–1994) oder Duane Hanson (1925–1996). Claes Oldenburg (1929–2022) stellt ironisch monumental vergrößerte Alltagsobjekte in städtische Räume. Zusammen mit Robert Indiana (1928–2018), der mit seinen LOVE-Skulpturen und Bildern tatsächlich überaus populär wurde, könnte man ihn auch der Pop-Art zurechnen.
Währenddessen tritt, auch wieder von den USA ausgehend, als Spielart der Abstrakten Kunst, aber im Gegensatz zum spontanen Entstehungsmodus des voraufgehenden Abstrakten Expressionismus die Minimal Art auf. Die schlichten Würfel Donald Judds (1928–1994), die nackten Neonröhren Dan Flavins (1933–1996), die architektonischen Gitterstrukturen Sol LeWitts (1928–2007), die Land-Art-Projekte von Walter de Maria (1935–1913), im weiteren Umfeld auch die gebogenen Stahlplatten von Richard Serra (geb. 1939) gehören zu dieser, sich wesentlich im Dreidimensionalen entfaltenden, der Konzeptkunst nahestehenden Richtung.
In Deutschland könnte man Ulrich Rückriem (geb. 1938) dazu rechnen, dessen Ansatz sich in der Materialität des Steins und einem Bezug auf den Aufstellungsort begründet.
Die Jahre um 1968 waren eine Zeit politischer Umorientierung, sie gab auch künstlerischen Tendenzen eine neue Richtung. Die serielle Herstellungsform von Multiples kann als plastische Entsprechung zu drucktechnischen Vervielfältigungsformen gesehen werden, damit kam sie Forderungen nach einer Demokratisierung der Kunst nach. Die Aura des Einzelkunstwerks wurde hier aufgegeben. An die Stelle des vollendeten Werkergebnisses trat der Prozess des Entstehens. Künstlerische Idee und handwerkliche Ausführung trennen sich. Manche Werke haben nur noch konzeptionellen Charakter, sie sind dann den Kategorien Text, Skulptur, Grafik oder Malerei nicht mehr immer eindeutig zuzuweisen.
Schien die Entwicklung der Skulptur hier wieder einmal eine Endposition erreicht zu haben, zeigt sich doch, dass aus allen radikalen Positionen auch künstlerische Erneuerungen entstehen. Als nur ein Beispiel dafür seien hier die Lichtinstallationen von James Turrell (geb. 1943) genannt, die mit der sinnlichen Wahrnehmung immaterieller Räume und Volumina spielen.

Stilpluralismus in der zweiten Hälfte des 20. Jahrhunderts
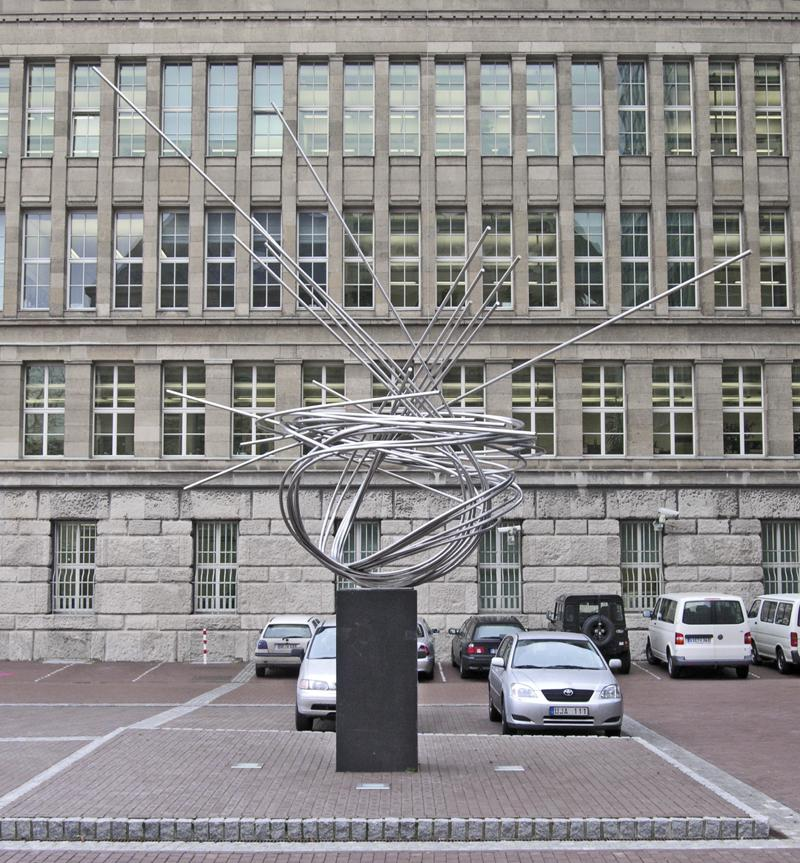
Abstrakter Expressionismus Kricke, Große Mannesmann, 1958–1961, am Mannesmann-Haus, Düsseldorf
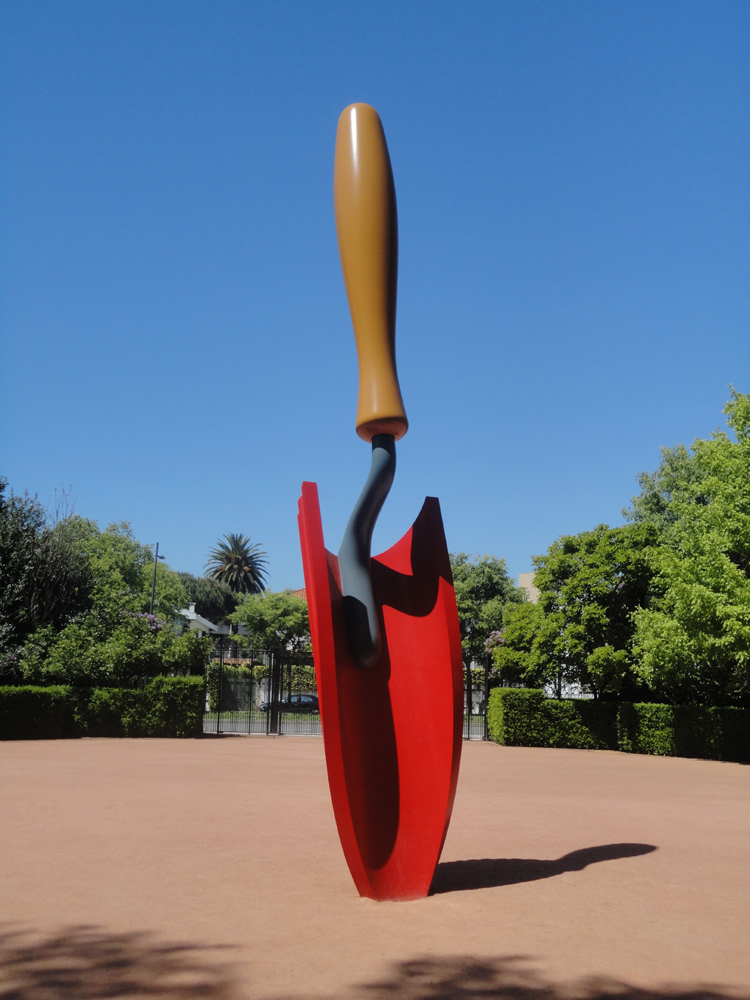
Pop Art Oldenburg: Schaufel, 2001
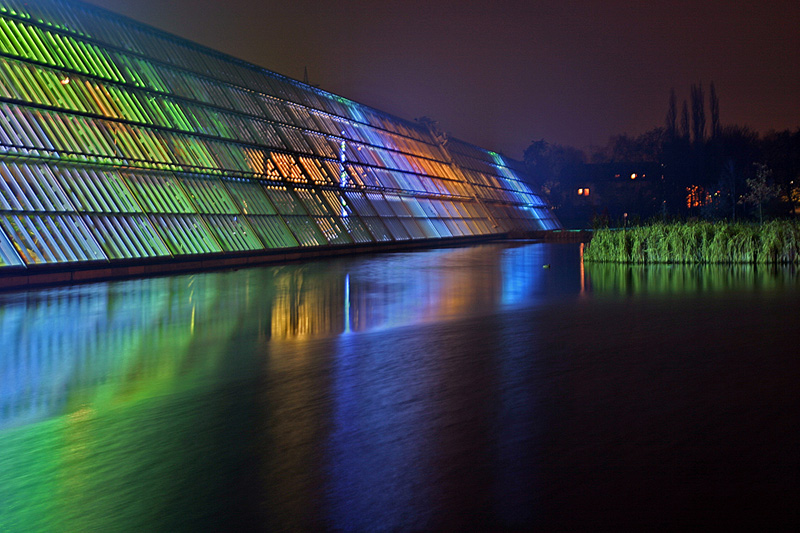
Lichtkunst Flavin: Lichtinstallation im Wissenschaftspark Gelsenkirchen, 1996

## Weltkunst
In den außereuropäischen Kulturen (mit Ausnahme der fernöstlichen) hat die Skulptur oft eine deutlich führendere Rolle als in Europa mit seiner Gleichwertigkeit malerischer Ausdrucksformen. Um Redundanzen zu vermeiden, ist es daher angemessen, es hier (unten unter „Siehe auch“) bei Verweisen auf die den jeweiligen Bildkünsten insgesamt gewidmeten Artikel zu belassen.
In der fernöstlichen Kunst hingegen hat die Skulptur einen vergleichsweise geringen Stellenwert, so dass aus diesem Grund eigene Kapitel hier unnötig erscheinen.

## Nachweise
Da es sich bei diesem Artikel um einen weit ausgreifenden Überblick handelt, sind alle Belege und Literaturangaben, soweit sie sich in anderen, direkt verlinkten Artikeln finden lassen, nicht erneut aufgeführt.
1. ↑  Lexikon der Kunst. Bd. 5. Seemann, Leipzig 1993, S. 633 ff.
2. ↑  Deutsche Lexika wählen durchweg eines der Lemmata Plastik oder Bildhauerkunst für einen Hauptartikel zum hier behandelten Inhalt, erwähnen dort die übrigen Begriffe (z. B. Skulptur) als Synonyme und begnügen sich unter den anderen Stichworten mit Verweisen.
3. ↑  Seit dem späten 18. Jahrhundert (siehe Deutsches Wörterbuch der Brüder Grimm).
4. ↑  Nicholas Penny: Geschichte der Skulptur: Material, Werkzeug, Technik. Seemann, Leipzig 1995.
5. ↑  Dürre, Lexikon der Skulptur, S. 365. 442. 139.
6. ↑  Dürre: Lexikon der Skulptur, S. 410 f.
7. ↑  Zum Hochkulturbegriff siehe DIE ZEIT Welt- und Kulturgeschichte. Bd. 1. Hamburg 2006, S. 247–260.
8. ↑  Dürre: Lexikon der Skulptur, S. 14–17.
9. ↑  Gisela M. A. Richter: Handbuch der griechischen Kunst. Phaidon, Köln 1966, S. 72–112.
10. ↑  Gisela M. A. Richter: Handbuch der griechischen Kunst. Phaidon, Köln 1966, S. 113 ff.
11. ↑  Gisela M. A. Richter: Handbuch der griechischen Kunst. Phaidon, Köln 1966, S. 200.
12. ↑  Paul Zanker: Die römische Kunst. Beck, München 2007.
13. ↑  Alfred Löhr: Karolingische und ottonische Kunst. In: Wissen im Überblick – Die Kunst. Herder, Freiburg 1972, S. 555–559.
14. ↑  Rupprecht, S. 15–17
15. ↑  Rupprecht, S. 34–41
16. ↑  W. Sauerländer: Die Skulptur des Mittelalters, S. 92–109.
17. ↑  Willibald Sauerländer: Von Sens bis Strassburg: ein Beitrag zur kunstgeschichtlichen Stellung der Strassburger Querhausskulpturen. Berlin 1966.
18. ↑  Willibald Sauerländer: Die Skulptur des Mittelalters. Ullstein, Frankfurt/M. 1963, S. 134.
19. ↑  Eva Zimmermann: Niclaus Gerhaert(s) von Leiden. In: Spätgotik am Oberrhein. Ausstellungskatalog Badisches Landesmuseum Karlsruhe 1970, S. 90.
20. ↑  Eva Zimmermann: Zum Problem des Meisters der Dangolsheimer Madonna. In: Spätgotik am Oberrhein. Ausstellungskatalog Badisches Landesmuseum Karlsruhe 1970, S. 85 ff.
21. ↑  Zur Entstehungsgeschichte der geschnitzten Altaraufsätze siehe Norbert Wolf: Deutsche Schnitzaltäre des 14. Jahrhunderts. Berlin 2002.
22. ↑  W. Sauerländer: Die Skulptur des Mittelalters, S. 160.
23. ↑  W. Sauerländer: Die Skulptur des Mittelalters, S. 161.
24. ↑  Wolfgang Stechow: Apollo und Daphne. In: Studien der Bibliothek Warburg. Band 23, Leipzig 1932. – Ikonographische Werkliste in: Andor Pigler: Barockthemen: Eine Auswahl von Verzeichnissen zur Ikonographie des 17. und 18. Jahrhunderts. Akadémiai Kiadó, Budapest 1956, Nachdruck: Budapest 1975, Bd. 2, S. 27–29.
25. ↑  André Chastel: Die Kunst Italiens. Bd. 2. Darmstadt 1962, S. 160.
26. ↑  André Chastel: Die Kunst Italiens. Bd. 2. Darmstadt 1962, S. 160 f.
27. ↑  François Girardon, Kleines Bronzemodell für ein Reiterstandbild Ludwigs XIV., Paris, Louvre.
28. ↑  Siehe den ausführlichen Artikel Artus Quellinus II in der englischen Wikipedia.
29. ↑  Heinz Ladendorf: Andreas Schlüter. Das Reiterdenkmal für den Großen Kurfürsten. (= Reclams Werkmonographien. Reclam, Stuttgart 1961).
30. ↑  Siegfried Asche: Bemerkungen zu Permosers Werk. In: Barockplastik in Norddeutschland. Ausstellungskatalog Museum für Kunst und Gewerbe, Hamburg 1977, S. 183–196, hier 188.
31. ↑  Lexikon der Kunst. Bd. 1. Leipzig 1968, S. 407; Klaus Lankheit: Kunst der Welt – Revolution und Restauration. Baden-Baden 1965, S. 80; Wolfgang Stadler: Bildhauerkunst. Von den Anfängen bis zur Gegenwart, S. 166.
32. ↑  Klaus Lankheit: Kunst der Welt – Revolution und Restauration. Baden-Baden 1965, S. 96.
33. ↑  Ratapoil = der bei den Republikanern verhasste Typus des Agitators für Louis Napoleon.
34. ↑  Der Abschnitt zur Skulptur Frankreichs bis hierher folgt in wesentlichen Teilen der Darstellung bei Klaus Lankheit: Kunst der Welt – Revolution und Restauration. Baden-Baden 1965, S. 84–86.
35. ↑  Werner Gramberg: J. G. Schadow, Die Gruppe der Prinzessinnen. (= Reclams Werkmonographien.) Stuttgart 1961.
36. ↑  Kostümstreit: der in der zeitgenössischen Publizistik ausgetragene Streit um die Frage, ob eine antike, „zeitlose“ oder eine zeitgenössische Kostümierung für Herrscher- und Dichterdenkmäler angemessener sei.
37. ↑  Stefan Dürre: Seemanns Lexikon der Skulptur, S. 188–191, dem auch sonst die Passagen dieses Absatzes weitgehend folgen.
38. ↑  Seemanns Lexikon der Skulptur, S. 200 charakterisiert Rodin so, Hofmann, S. 44 begründet eine gegenteilige Ansicht.
39. ↑  Seemanns Lexikon der Skulptur, S. 430 f.
40. ↑  Hoffmann, S. 52
41. ↑  Hofmann, S. 73
42. ↑  Seemanns Lexikon der Skulptur, S. 289
43. ↑  Bild zu „Fernande“
44. ↑  (Ivan Goll), zitiert nach: Lexikon der modernen Plastik, München:Knaur 1964, S. 16
45. ↑  Umberto Boccioni: Technisches Manifest der futuristischen Bildhauerei, 1912
46. ↑  Den Unterschied erklärte Duchamp so: „Meine Readymades haben nichts zu tun mit dem Object trouvé, weil das sogenannte gefundene Objekt vollständig vom persönlichen Geschmack gelenkt wird“. (zitiert nach Thiele, S. 123)

### Allgemeines
- Richard Hamann: Das Wesen des Plastischen (Aufsätze über Ästhetik, Bd. 2), Marburg 1948.
- Werner Hofmann: Die Plastik des 20. Jahrhunderts. Frankfurt 1958.
- Kurt Badt: Wesen der Plastik, Köln 1963.
- Fritz Baumgart: Geschichte der abendländischen Plastik, Köln 1960.
- Stefan Dürre: Seemanns Lexikon der Skulptur. Seemann, Leipzig 2007.
- Rolf H. Johannsen: 50 Klassiker: Skulpturen. Von der Antike bis zum 19. Jahrhundert. Gerstenberg, Hildesheim 2005.
- Carmela Thiele: Schnellkurs Skulptur. DuMont, Köln 1995 und spätere Aufl.
- Norbert Wolf: Meisterwerke der Skulptur. Reclam, Stuttgart 2007.
- Nicholas Penny: Geschichte der Skulptur: Material, Werkzeug, Technik. Seemann, Leipzig 1995.
- Wolfgang Stadler: Bildhauerkunst. Von den Anfängen bis zur Gegenwart. Müller, Erlangen 1996.
- Artikel Plastik. In: Lexikon der Kunst. Bd. 5. Seemann, Leipzig 1973, S. 633–642.
- Artikel Bildhauerkunst. In: Lexikon der Kunst in 12 Bänden. Müller, Erlangen 1994, S. 154–171.
- Gina Pischel: Große Weltgeschichte der Skulptur. München 1982.

### Ur- und Frühgeschichte
- Werner Broer u. a. (Begr. von Otto Kammerlohr): Epochen der Kunst, Bd. 1: Von den Anfängen zur byzantinischen Kunst. München/Wien 1998 (Lehrbuch, auch zu aussereuropäischen Kulturen)

### Antike
- John Boardman: Griechische Plastik. Die archaische Zeit. Ein Handbuch (= Kulturgeschichte der Antiken Welt. Band 5). Philipp von Zabern, Mainz 1981, ISBN 3-8053-0346-7.
- John Boardman: Griechische Plastik, die klassische Zeit: ein Handbuch. Zabern, Mainz 1987.
- Werner Fuchs: Die Skulptur der Griechen. (Mit Fotos von Max Hirmer.) 4. Auflage. Hirmer, München 1993.
- Gisela M. A. Richter: Handbuch der griechischen Kunst. Phaidon, Köln 1966.

### Mittelalter
nach Autoren / Herausgebern alphabetisch geordnet
- Michael Baxandall: Die Kunst der Bildschnitzer: Tilman Riemenschneider, Veit Stoß und ihre Zeitgenossen. Verlag C. H. Beck, München 1996.
- Hans Gerhard Evers: Die acht Seiten der spätgotischen Skulptur, in: Festschrift Friedrich Gerke, Holle-Verlag Baden-Baden 1962, S. 149–162. Nachdruck in: Hans Gerhard Evers Schriften, Technische Hochschule Darmstadt, 1975. Download als PDF
- Uwe Geese: Mittelalterliche Skulptur in Deutschland, Österreich und der Schweiz. Imhof Verlag, Petersberg 2007.
- Norbert Jopek: Studien zur deutschen Alabasterplastik des 15. Jahrhunderts (= Manuskripte für Kunstwissenschaft in der Wernerschen Verlagsgesellschaft 17). Wernersche Verlagsgesellschaft, Worms 1988, ISBN 978-3-88462-916-1
- Bernhard Rupprecht: Romanische Skulptur in Frankreich. Hirmer Verlag, München 1975.
- Willibald Sauerländer: Die Skulptur des Mittelalters (= Ullstein Kunstgeschichte 11). Ullstein Verlag, Frankfurt/M. 1963.
- Norbert Schneider: Geschichte der mittelalterlichen Plastik. Von der Antike bis zur Spätgotik. Deubner-Verlag, Köln 2004.

### Neuzeit
- Roland Kanz:  Skulptur des 18. Jahrhunderts in Deutschland. Imhof, Petersberg 2025. ISBN 978-3-7319-1254-5
- Michael Knuth: Skulpturen der italienischen Frührenaissance. Berlin 1982.
- Olav Larsson: Von allen Seiten gleich schön. Studien zum Begriff der Vielansichtigkeit in der europäischen Plastik von der Renaissance bis zum Klassizismus. Uppsala 1974
- Bernhard Maaz: Skulptur in Deutschland zwischen Französischer Revolution und Erstem Weltkrieg. 2 Bände. München 2010.
- Joachim Poeschke: Die Skulptur der Renaissance in Italien. 2 Bände. Hirmer, München 1990–1992.

### Moderne
- Stephanie Barron: Skulptur des Expressionismus. München 1984.
- Peter H. Feist: Figur & Objekt. Plastik im 20. Jahrhundert – eine Einführung und 200 Biographien. Seemann, Leipzig 1996.
- Andreas Franzke: Skulptur und Objekte von Malern des 20. Jahrhunderts. Köln 1982.
- Abraham Marie Hammacher: Die Plastik der Moderne. Frankfurt-Berlin 1988.
- Werner Hofmann: Die Plastik des 20. Jahrhunderts. Fischer, Frankfurt 1958.
- Margit Rowell (Hrsg.): Skulptur im 20. Jahrhundert: Figur – Raumkonstruktion – Prozess. Prestel, München 1986.

### Weltkunst
Zur Bildhauerkunst außereuropäischer Länder siehe die folgenden, teilweise mit eigenen Abschnitten zur Bildhauerkunst versehenen Artikel und Unterkapitel.
- Bildende Kunst in anderen Regionen
- Afrikanische Kunst (Überwiegend zur Plastik)
- Buddhistische Kunst (Indien u. a.)
- Chinesische Kunst
- Parthische Kunst (hellenistisch beeinflusste Kunst im heutigen Iran und Irak),

ferner die in den Kategorienlisten Kategorie:Kunst nach Staat und Kategorie:Skulptur nach Staat aufgeführten Länderartikel.

### Bildhauergruppen
- Herrgottschnitzer
- Bildhauer
- Bildhauerei in Gröden

### Material und Technik
- Holz: Bildschnitzer
- Metall: Kunstguss, Bronzebildwerk, Metallplastik, Verlorene Form
- Stein: Steinbildhauer, Bildhauerei, Steinguss
- Oberfläche: Patina, Polychromie, Fassung (Bemalung)
- Lehmskulptur
- Moderne Medien: Videokunst, Klanginstallation

### Formale Kategorien von Bildwerken
- Statue (Standbild)
- Büste
- Relief
- Fries (Reliefband)
- Torso

### Funktionale Kategorien von Bildwerken
- Denkmal
- Kultbild
- Totem
- Brunnen
- Grabmal
- Kapitell
- Atlant (Tragefigur)
- Karyatide (weibliche, figürliche Stütze)

### Sammlungen von Bildwerken (Typen)
- Glyptothek
- Lapidarium
- Skulpturenweg
- Skulpturengarten
- Skulpturenpark

### Museen und Ausstellungen von Plastiken
- Skulptur.Projekte Münster
- Daetz-Centrum – Ausstellung internationaler Holzbildhauerkunst
- Bildhauermuseum Prof. Wandschneider
- Gerhard-Marcks-Haus Bremen
- Skulpturenmuseum Glaskasten, Marl
- Skulpturensammlung (Dresden)
- Skulpturensammlung und Museum für Byzantinische Kunst Berlin
- Skulpturenpark Köln
- Skulpturensammlung Viersen
- Skulpturenweg Rheinland-Pfalz